# Liste der Nationalen Denkmäler Kolumbiens

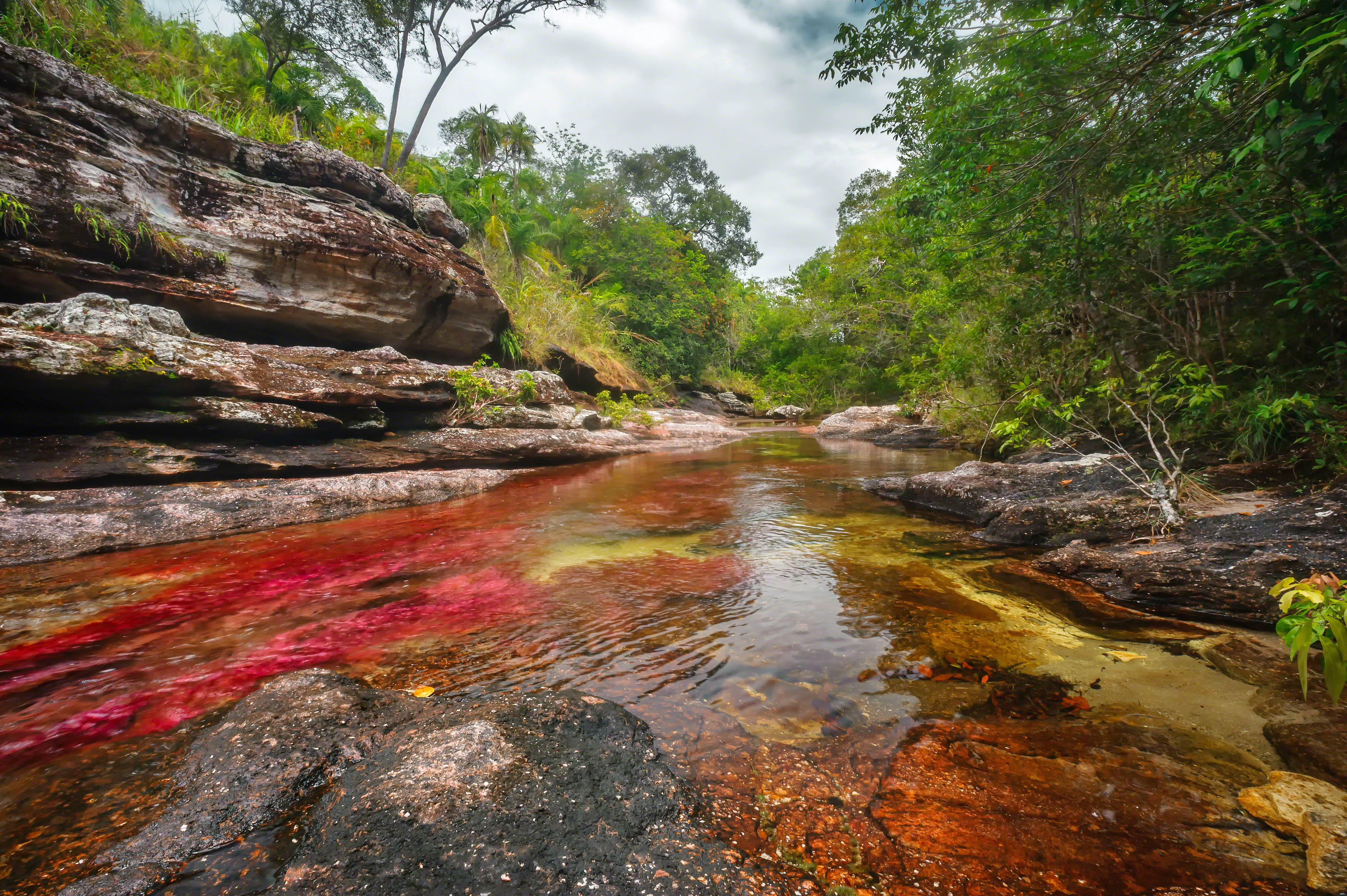
Die Serranía de la Macarena in Meta wurde 1959 als einer der ersten Nationalparks ausgewiesen. Abgebildet ist der Caño Cristales.

Die Monumentos Nacionales de Colombia und die Bienes de Interés Cultural de Carácter Nacional sind die Gebäude, Naturschutzgebiete, archäologischen Stätten, historischen Zentren, Stadtteile und Kulturgüter, die aufgrund ihres ursprünglichen, originalen, sinnlichen, künstlerischen, und technischen Wertes repräsentativ für Kolumbien sind. Sie stellen zentrale Elemente der Geschichte und Kultur sowie der Naturräume Kolumbiens dar.
Das erste Gesetz zum Schutz des Nationalerbes (Patrimonio Histórico, Artístico y Monumentos Públicos) war das Gesetz 163 vom 30. Dezember 1959. 2008 wurde durch das Gesetz Ley 1185 das Kulturerbe der Nation definiert als: "materielle Güter, immaterielle Manifestationen, Produkte und Darstellungen von Kultur, die die Nationalität von Kolumbien ausdrücken." Seither wurden 1084 Objekte zu "Monumentos Nacionales" erklärt. Für die Regulierung, Unterhaltung, Schutz und Schutzmaßnahmen ist das Ministerio de Cultura in Zusammenarbeit mit dem Consejo Nacional de Patrimonio verantwortlich.
1996 bzw. 1998 wurden sämtliche alten Bahnhöfe und Eisenbahnlinien unter staatlichen Schutz gestellt. Darüber hinaus wurden Erstausgaben des Romans Hundert Jahre Einsamkeit unter Schutz gestellt. Unter diesem Gesetz werden auch die Naturparks in Kolumbien zusammengefasst.

## Regionen

### Antioquia
Abejorral
- Historisches Zentrum von Abejorral. Resol. 0619 11-IV-2002.

Amagá
- Eisenhütte Ferrería de Amagá.

Bello
- Kirche Capilla de Hatoviejo. Taufkirche von Marco Fidel Suárez mit Vorplatz. Ley 103 30-XII-1960.

Concepción
- Ortszentrum. Resol. 1617 26-xi-1999.

Donmatías
- Geburtshaus von Luis López de Mesa. Straßenzüge Carrera Bolívar, calle Páez, plaza principal. Decreto 2186 5-ix-1984.

Envigado
- Wohnhaus des Historikers José Manuel Restrepo Vélez. Kunstschule und Büros, Akademie der Geschichte. Carrera 55, calle 52a, calle 54. Decr. 1519 4-vii-1956.
- Schule Fernando González, eine Modellschule. Carrera 40 38a-08 sur. Decr. 1913 2-xi-1995.

Guarne
- Kapelle Capilla de Santa Ana und Vorplatz. Das bauliche Ensemble der Kirche mit dem Vorplatz und den dominierenden Gebäuden. Resol. 035 31-x-1995.

Jardín
- Parque principal. Die Umgebung des Marktplatzes von Jardín. Decr. 1132 24-iv-1985.

Jericó
- Haus der Klaretiner-Mission. Calle 10 4-35. Resol. 005 6-iv-1981.
- Hacienda “La Botero”. Vereda puente iglesias, lote n° 5. Resol. 1584 5-viii-2002.
- Hogar juvenil campesino. Ehemalige Grundschule. Carrera 6 calle 7. Resol. 005 6-iv-1981.
- Kirche Iglesia de San Francisco. Calle 9 carrera 3 y carrera 2. Resol. 005 6-iv-1981.
- Normal nacional. Carrera 2 calle 5 calle 6. Resol. 005 6-iv-1981.
- Kirche Santuario del Corazón de María. Calle 10 carrera 5. Resol. 005 6-iv-1981.
- Historischer Stadtkern. Resol. 005 6-iv-1981.

La Ceja

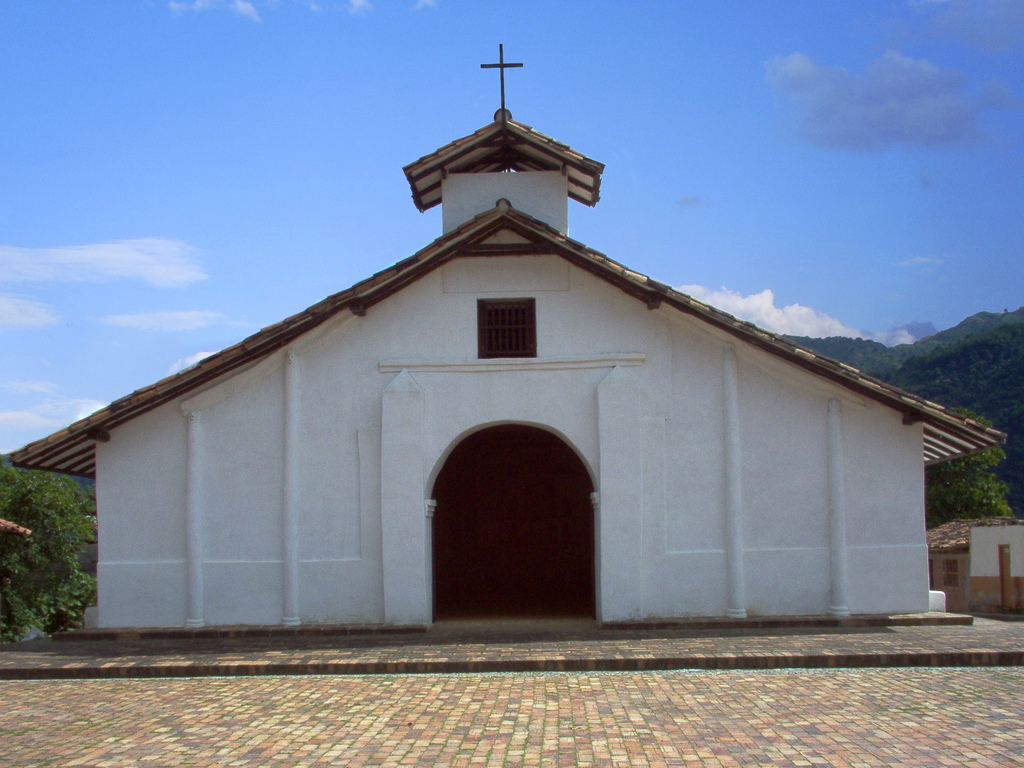
Capilla de Nuestra Señora de la Candelaria, Montebello

- Kapelle Capilla de Nuestra Señora de Chiquinquirá. Decr. 1908 2-xi-1995.

La Estrella
Marinilla

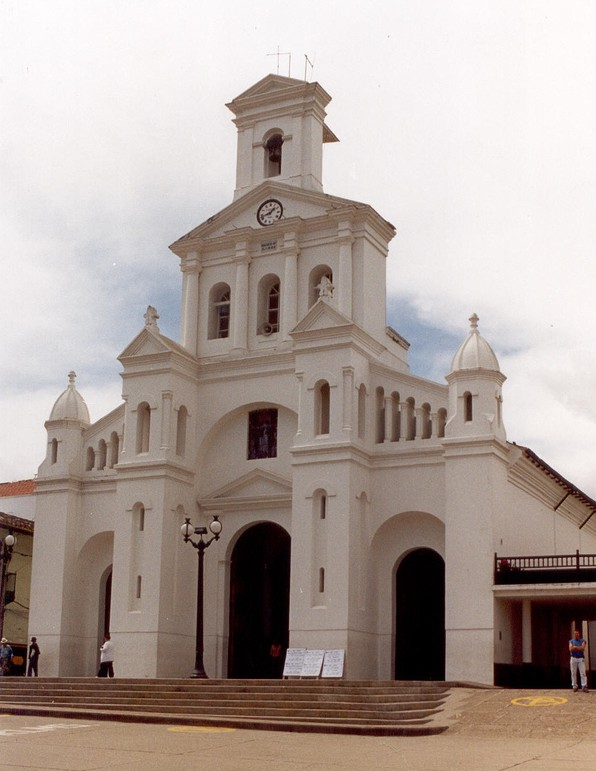
Iglesia de Nuestra Señora de la Asunción, Marinilla.

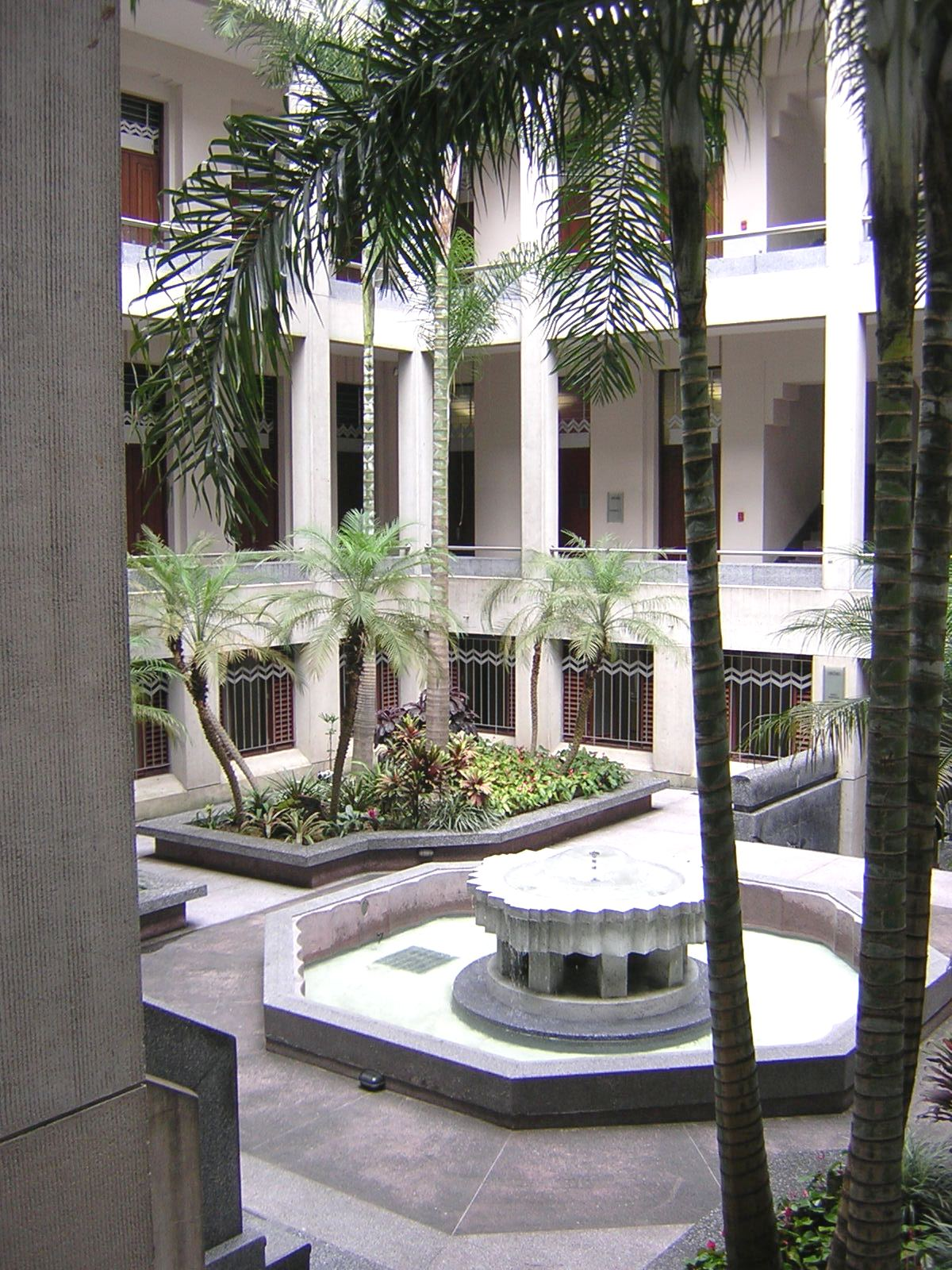
Nördlicher Innenhof des Museo de Antioquia.

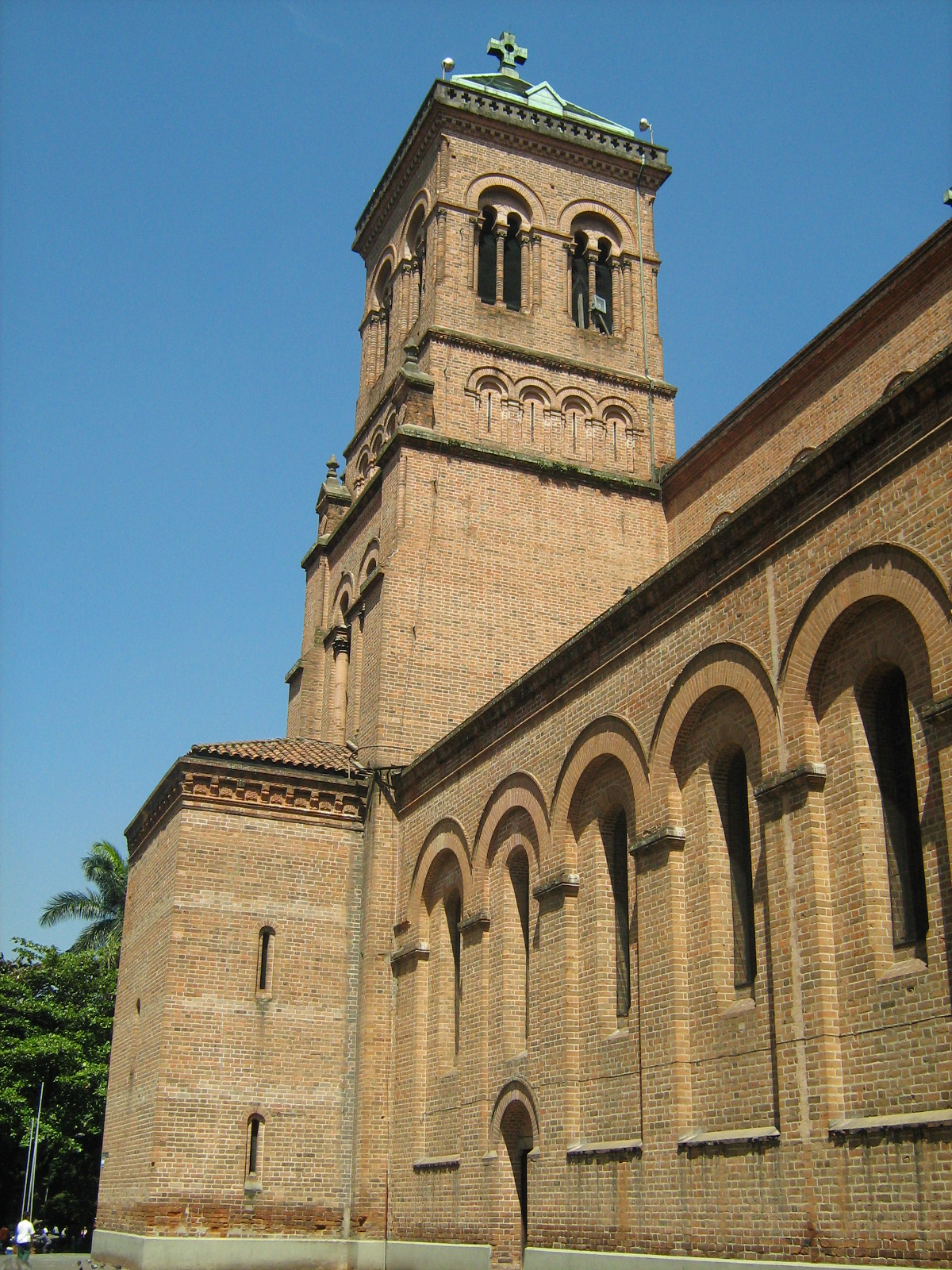
Ostturm der Catedral Metropolitana de Medellín.

- Historischer Ortskern. Decr. 264 12-ii-1963.

Medellín
- Flughafen Enrique Olaya Herrera. Carrera 65a 13-157. Decr. 1802 19-x-1995.
- Alter Stadtpalast Palacio Municipal de Medellín. Sitz des Museo de Antioquia. Carrera 52 52-43. Carabobo entre avenida De Greiff y Calibio. Decr. 1802 19-x-1995.
- Geburtshaus von Francisco Antonio Zea. Calle 51 54-63 54-65 54-71 carrera Tenerife. Decr. 669 4-iii-1954.
- Casa Museo Maestro Pedro Nel Gómez. Carrera 51b 85-24. Resol. 007 7-xi-1989.
- Kirche Catedral Metropolitana de Medellín. Calle 48 56-81. Resol. 002 12-iii-1982.
- Friedhof Cementerio San Pedro. Carrera 51 68-68. Resol. 1616 26-xi-1999.
- Friedhof Cementerio de San Lorenzo. Resol. 0073 26-i-2001.
- Ecoparque Cerro El Volador. Ausgrabungsstätten des Ecoparque. Resol. 0796 31-vii-1998.
- Gebäude Carre. Carrera 52 44b-21. Resol. 1751 6-xii-2000.
- Gebäude der Biblioteca Central de la Universidad Nacional Ehemalige Landwirtschaftsschule. Sector de Otrabanda carrera 64 calle 65. Resol. 0798 31-vii-1998.
- Facultad de Minas Universidad Nacional. Gebäude M3 & M5 der Facultad de Minas de la Universidad Nacional. Comuna Robledo. Carrera 80 calle 65. Decr. 1802 19-x-1995.
- Universitätskrankenhaus Hospital San Vicente de Paúl. Calle 64 a calle 67 carrera 51 a carrera 52. Decr. 2010 5-xi-1996.
- Kirche Iglesia de Jesús Nazareno. Carrera 52 61-30. Resol. 1792 15-xii-2000.
- Kirche Iglesia de la Veracruz. Calle 51 52-18. Resol. 002 12-iii-1982.
- Kirche Iglesia de Nuestra Señora de la Candelaria. Calle 51 49-51. Resol. 0795 31-vii-1998.
- Kirche Iglesia de Nuestra Señora de Los Dolores. Calle 65a parque Robledo. Resol. 1791 15-xii-2000.
- Palast Palacio de Bellas Artes. Sociedad de Mejoras Públicas de Medellín. Carrera 42 52-33. Avenida La Playa con Córdoba esquina norte. Decr. 1756 26-ix-1996.
- Paläste Palacio de la Gobernación. Palacio de Calibio. Palacio de la Cultura Rafael Uribe Uribe. Carrera 51 51-01 carrera 52 calle 52 calle 53. Resol. 002 12-iii-1982.
- Kirche Templo de la parroquia de El Calvario. Carrera 48a 77-4. Ley 74 5-x-1993.
- Kirche Iglesia del Sagrado Corazón de Jesús. Carrera 57a 44a-15. Avenida Guayaquil. Resol. 0752 31-vii-1998.
- Gebäude Edificios de Morfología y de Bioquímica de la facultad de Medicina. Universidad de Antioquia, Facultad de Medicina. Calle 51d 62-67 62-01. Resol. 0798 31-vii-1998.
- Gebäude Edificio San Ignacio, historischer Sitz der Universidad de Antioquia. Plazuela San Ignacio calle 49 carrera 44. Resol. 002 12-iii-1982.

Medellín (Santa Elena)
- Archäologisches Schutzgebiet Zona arqueológica de Piedras Blancas. Oberlauf des Baches Piedras Blancas. Anhöhe von Rosario. Laguna camino de cieza matasanos. Resol. 0797 31-vii-1998.

Medellín - Santo Domingo - Santiago - Cisneros - El Limón
- Tunnel Túnel de la quiebra. Ley 499 1999.

Montebello
- Capilla de Nuestra Señora de la Candelaria, Kreis Sabaletas. Decr. 3003 10-xii-1984.

Puerto Berrío (Virginias)
- Hotel Magdalena. Armee-Bataillon. Resol. 002 12-iii-1982.

Rionegro
- Historischer Ortskern. Decr. 264 12-ii-1963.

Sabaneta
- Geburtshaus von José Félix Restrepo. Decr. 286 24-ii-1975.

Santa Fe de Antioquia (Olaya)

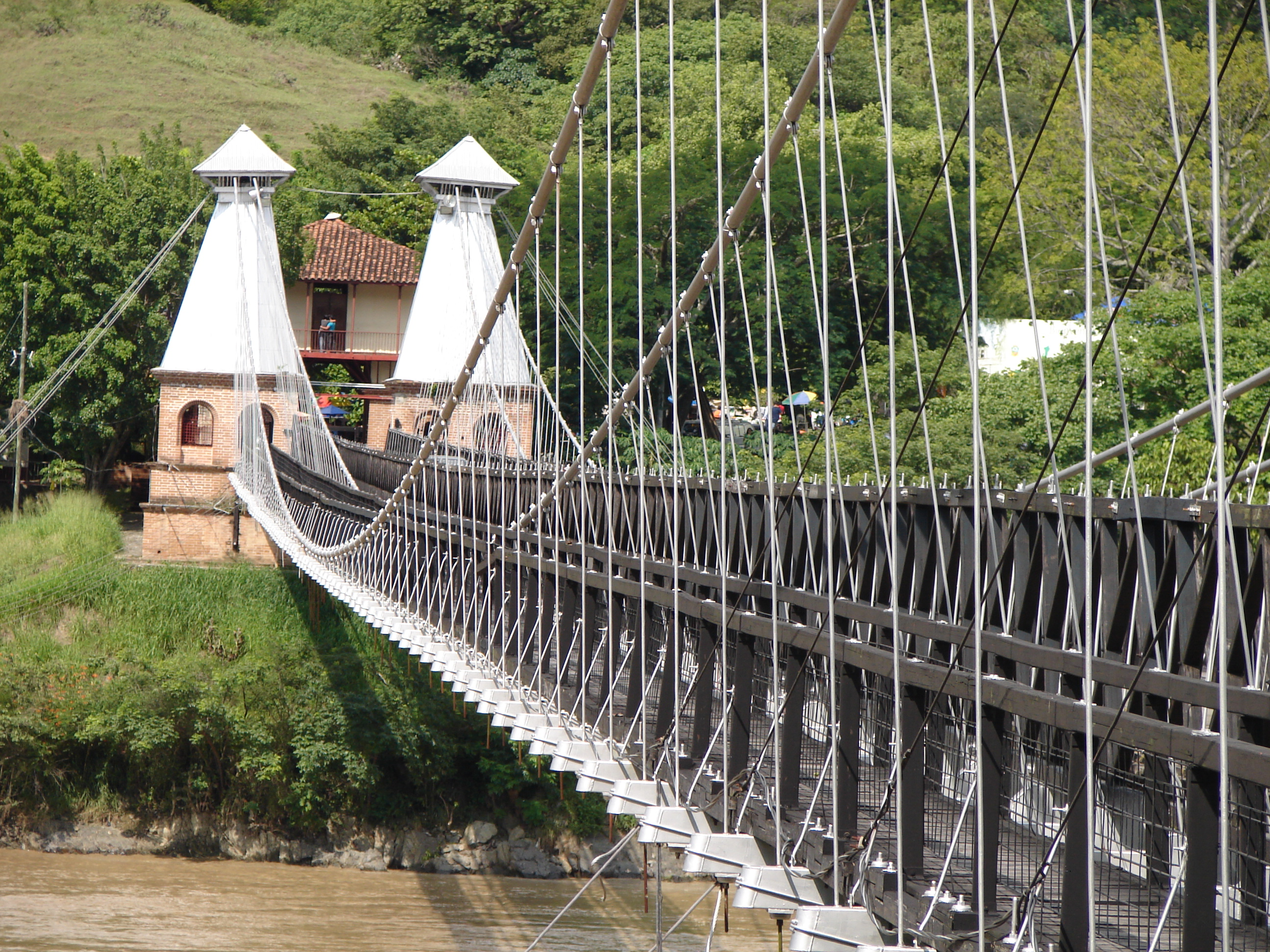
Die Puente de Occidente am Stadtrand von Santafé de Antioquia.

- Puente de Occidente. Hängebrücke José María Villa. Ley 25 25-xi-1978.
- Historischer Stadtkern: Von der carrera del asilo (cra. 16) bis zur callejón del gallinazo (cra 5) und von der calle de la amargura (calle 11) bis zu den calles real-calle mocha (calle 9) und calle del medio (calle 10). Ley 163 30-xii-1959.

Santo Domingo
- Geburtshaus von Tomás Carrasquilla. Plaza principal calle 13 14-44. Decr. 1630 12-viii-1988.

Titiribí
- Circo teatro Girardot. Carrera Santander 21-60. Resol. 0752 31-vii-1998.

### Atlántico
Barranquilla

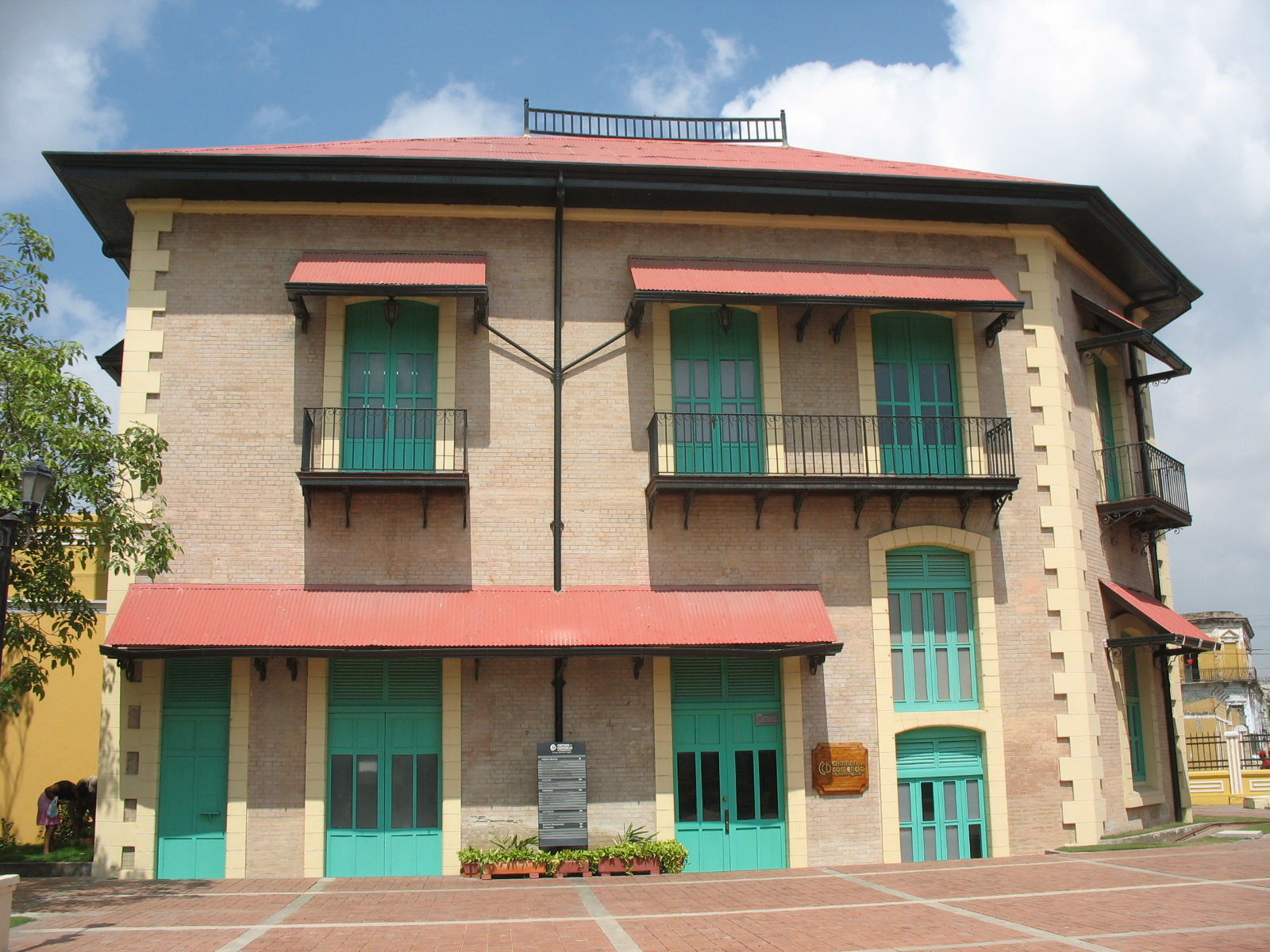
Bahnstation Montoya.

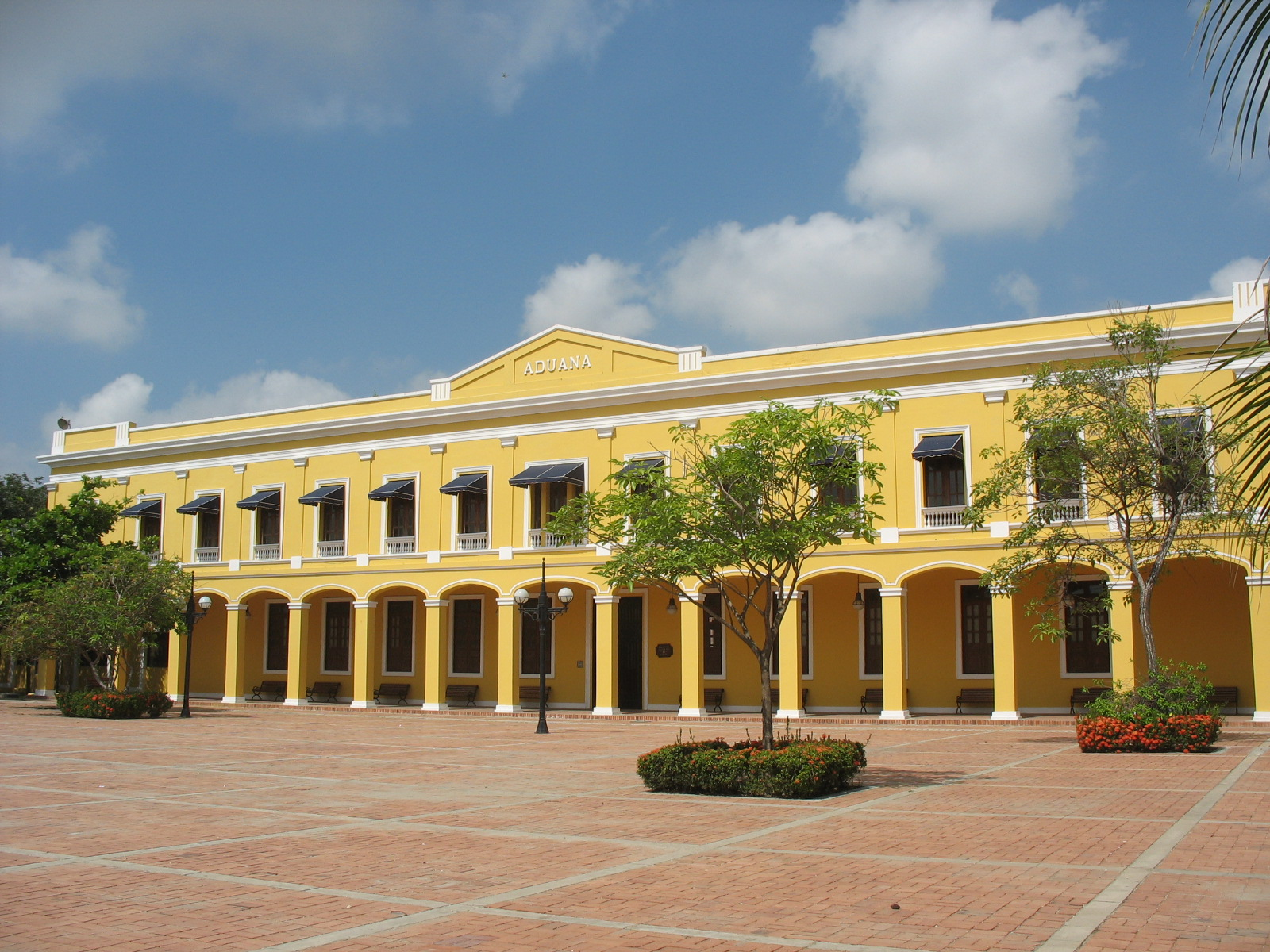
Verwaltungsgebäude von Aduana de Barranquilla (1919-1921).

- Alter Flughafen Antiguo aeropuerto de Veranillo. Vía 40 con calle 58. Resol. 797 16-vi-2000.
- Gebäude der Banco Dugand, Gebäude der Telecom. Calle 32 43-27. Decr. 2000 1-xi-1996.
- Karneval in Barranquilla. Ley 706 26-xi-2001.
- Casa “La Cueva”. Avenida 20 de julio, barrio Boston, Barranquilla. Resol. 1583 5-viii-2002.
- Altstadt. Resol. 1614 26-ix-1999.
- Gebäude der Caja de Crédito Agrario. Carrera 45 33-10. Decr. 1802 19-x-1995.
- Gebäude von Aduana. Calle 36 a calle 40 carrera 46. Vía 40 36-135. Decr. 2849 26-xi-1984.
- Edificio Nacional. Bürgerzentrum. Calle 44 44-80. Calle 40 44-30. Decr. 1932 24-ix-1993.
- Estadio Romelio Martínez. Carrera 44 a carrera 46 calle 72 a calle 74. Decr. 1802 19-x-1995.
- Hotel El Prado. Carrera 54 70-10. Resol. 002 12-iii-1982.
- Stadtviertel El Prado, Bellavista und Teile von Altos del Prado. Resol. 001 5-iii-1993.
- Kirche Templo de San Roque. Calle 30 36-41 36-25 36-45. Ley 260 17-i-1996.

Puerto Colombia
- Burg von Salgar. Castillo de San Antonio. Resol. 0799 31-vii-1998.
- Erstes Dock (Primer muelle). Dock des Hafens von Puerto Colombia. Carrera 4 calle 1e. Resol. 0799 31-vii-1998.

Soledad
- Casa de Bolívar. Museum des Befreiers. Städtische Höfe. Decr. 390 17-iii-1970.
- Kirche Templo Parroquial San Antonio de Padua. Ley 532 5-xi-1999.

### Bogotá

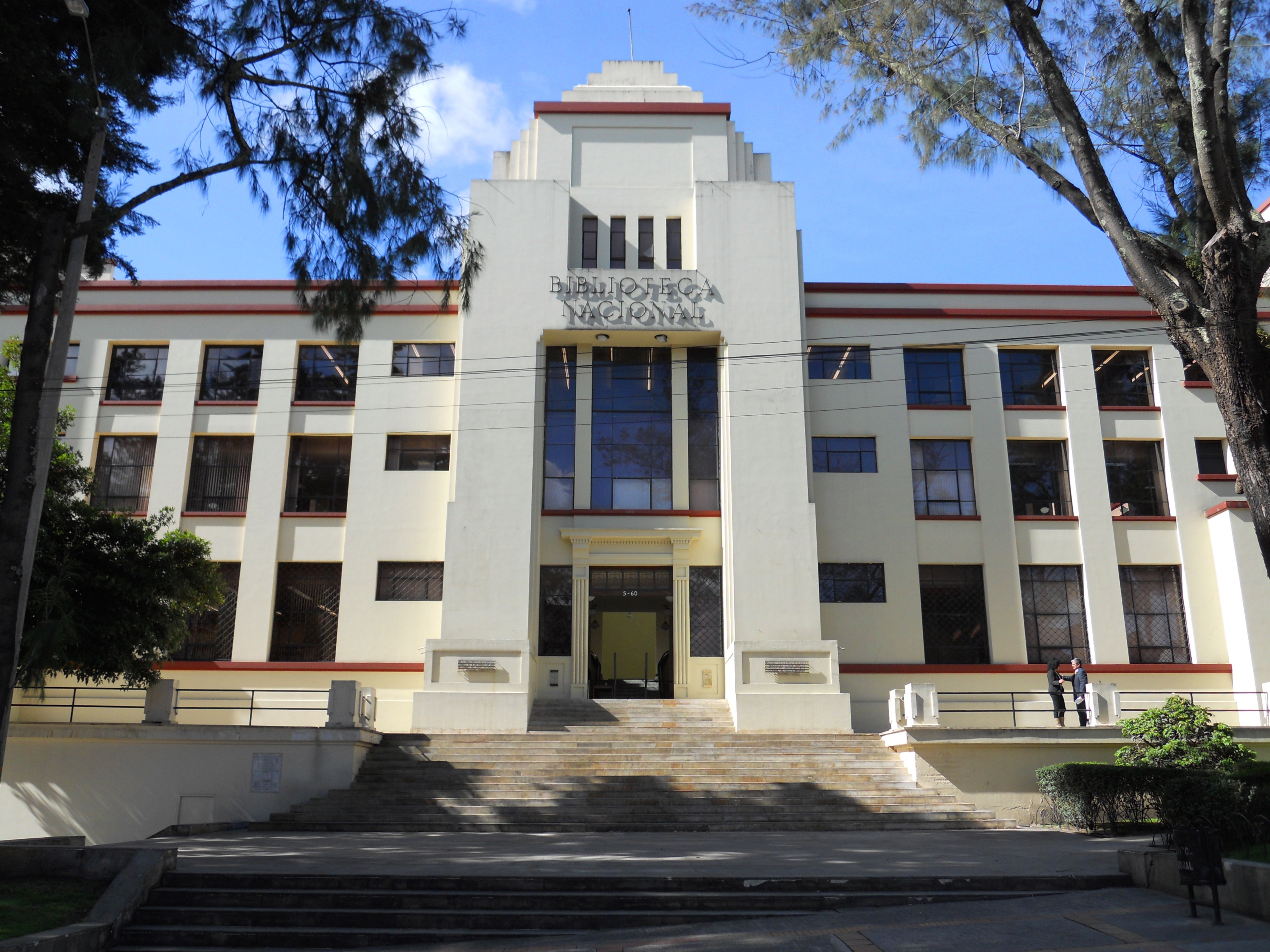
Biblioteca Nacional de Colombia.

- Akademie der Käünste Academia Superior de Artes de Bogotá. Gebäudedas ölange Zait das Colegio Distrital "La Merced" beherbergt hatte. Ehemals Sitz der Biblioteca metropolitana Antonio Nariño. Carrera 13 14-69. Decr. 2850 26-xi-1984.
- Alcaldía de Bogotá. Stadtpalast, Casa Liévano. Carrera 8 10-65 calle 10 8-22. Decr. 2390 26-ix-1984.
- Alte Häuser der carrera 5 5-73 (abgerissen). Teil des Nueva Santafé de Bogotá. Carrera 5 5-73. Resol. 001a-1971.
- Alte Häuser der carrera 13 63-92 (abgerissen). Jetzt Einkaufszentrum Cosmos 64. Carrera 13 63-92. Resol. 001a-1971.
- Kirche Antiguo museo de Santa Clara. Nationales Zentrum der Restauration. Ehemals Schule Escuela de Bellas Artes und Rechtsschule. Altes Kloster Claustro de Santa Clara. Altes Museum der Religion. Calle 9 8-31. Decr. 1584 11-viii-1975.
- Biblioteca Nacional. Calle 24 5-20 5-60 5-80. Decr. 287 24-ii-1975.
- Haus des Geistlichen Rates Cabildo Eclesiástico. Kapitelhaus. Plaza de Bolívar, carrera 7 10-56 10-62 10-66. Resol. 001a-1971.
- Theater Camarín del Carmen. Teatro Camarín del Carmen. Calle 9 carreras 5 esquina. Decr. 1584 11-viii-1975.

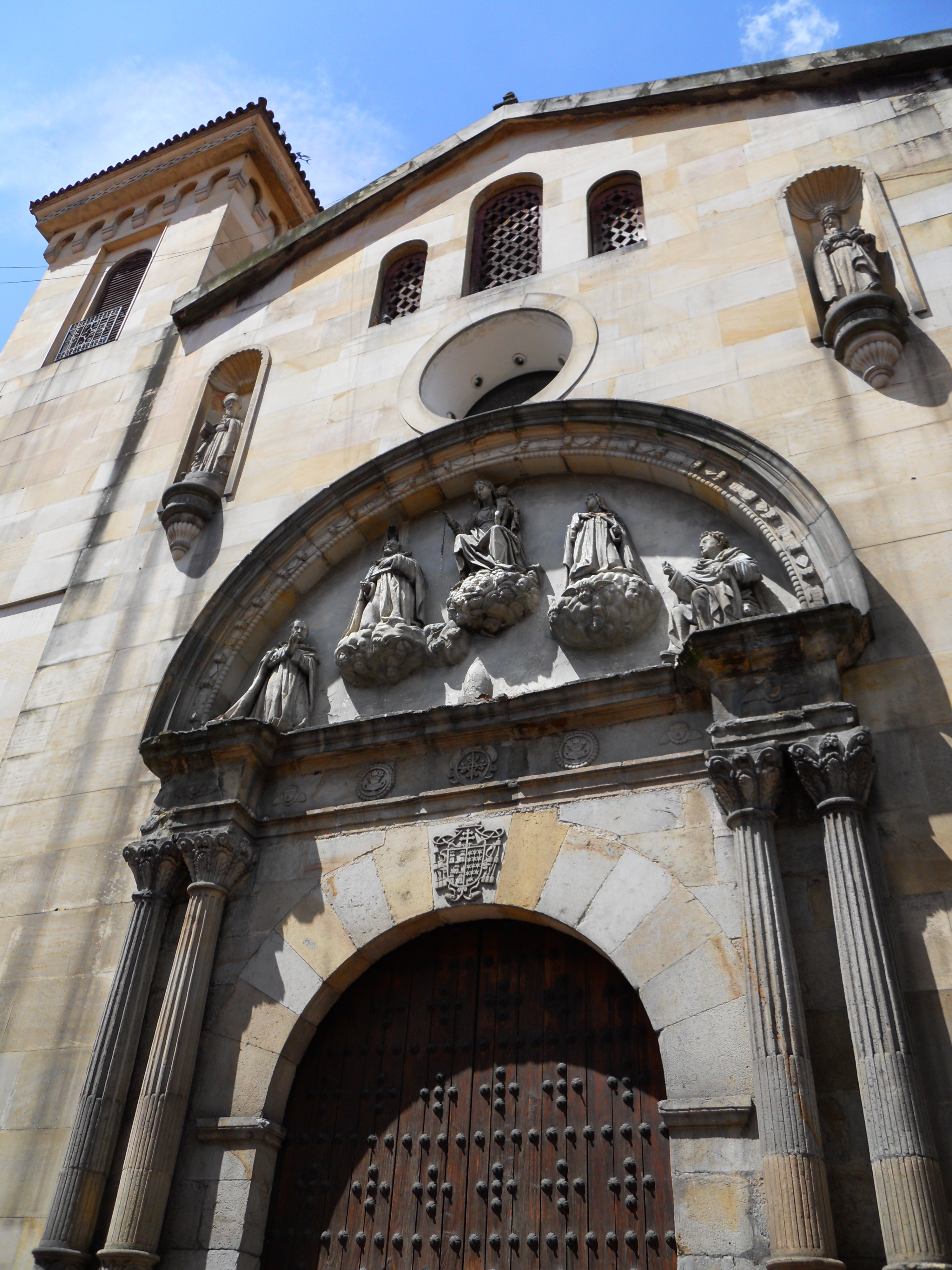
Capilla de la Bordadita, am Platz La Candelaria.

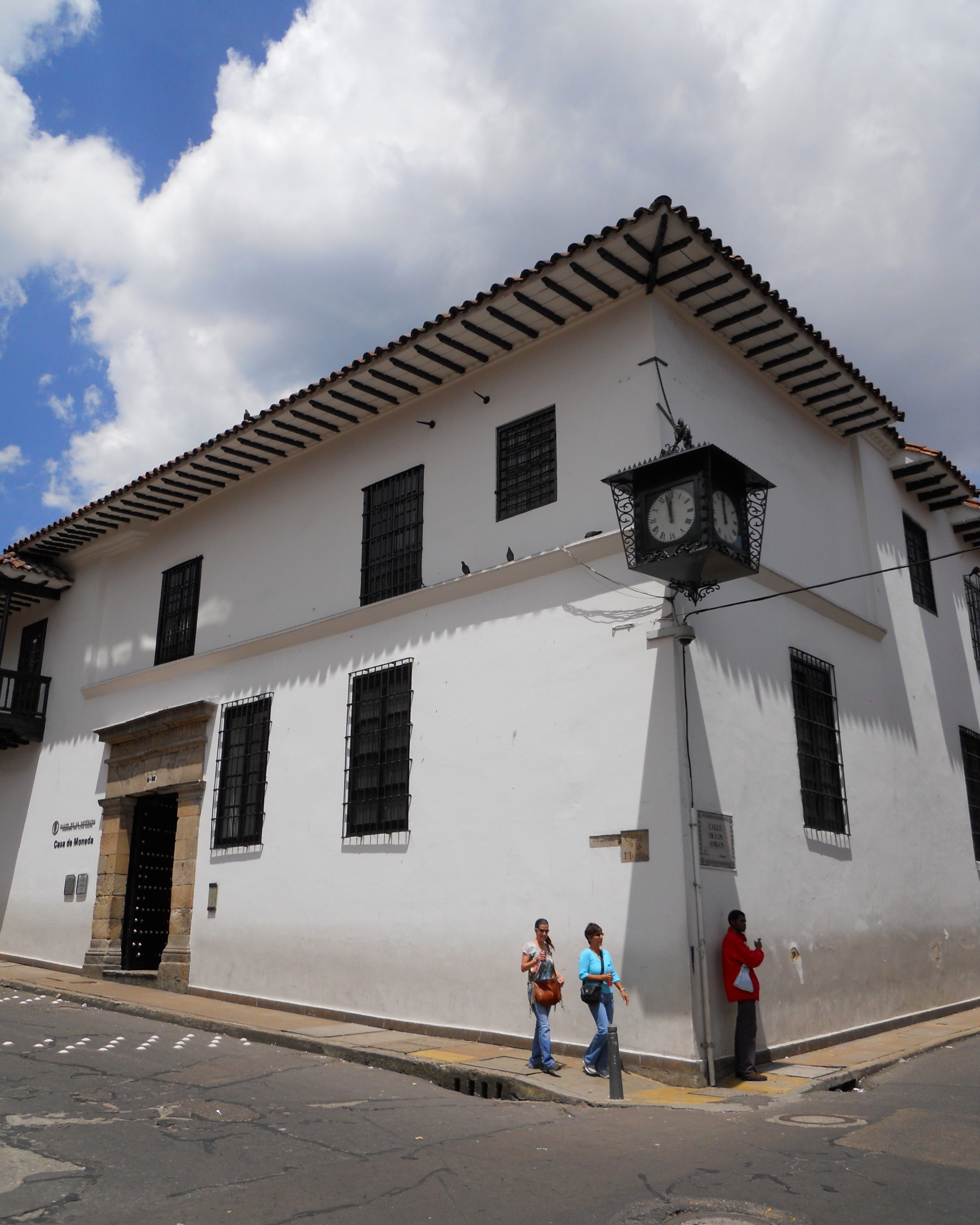
Casa de Moneda am Platz La Candelaria.

- Kirche Capilla de la Bordadita. Carrera 6 13-49 13-65. Decr. 1584 11-viii-1975.
- Kirche Capilla del Sagrario. Plaza de Bolívar carrera 7 10-40. Decr. 1584 11-viii-1975.
- Capitolio Nacional. Calle 10 7-50. Decr. 1584 11-viii-1975.
- Gebäude der calle 12 2-41. Sitz des Instituto de Cultura hispánica. Calle 12 2-41. Resol. 001a-1971.
- Pfarrhaus der Cathedrale. HAus südöstlich der calle 11 con carrera 6. Calle 11 carrera 6. Resol. 001a-1971.
- Familiensitz der Sanz Santamaría. Ehemals Bürgermeisterhaus von Santa fe, später Sitz des Teatro camarín del Carmen. Carrera 5 9-10 9-14 9-26 9-36. Resol. 001a-1971.
- Gebäude in der calle 10 3-45 a 3-77. Casa de la independencia. Sitz des Instituto Distrital de Cultura y Turismo. Calle 10 3-45 3-51 3-55 3-61 3-71 3-77. Resol. 001a-1971.
- Gebäude calle 9 4-04 a 4-20. Colegio und Wohnsitz der Dominikaner Schwestern vom Santísimo Rosario Perpetuo. Calle 9 4-04 4-20. Resol. 001a-1971.
- Gebäude der calle 11 5-16. Opernhaus. Haus der Comunicaciones (Colcultura). Calle 11 5-16. Resol. 001a-1971.
- Gebäude der calle 10 3-29 3-33. Calle 10 3-29 3-33. Resol. 001a-1971.
- Gebäude der calle 13 5-33 (Caicedo y Rojas). Museo de Indias. Restaurante Mesón de Indias. Erster Wohnsitz an dem José Caicedo Rojas die Arbeit an der Academia de Historia 1872-1958 aufnahm. Calle 13 5-27 5-33 5-41. Resol. 001a-1971.
- Gebäude der calle 12 3-96 a 3-98. Geburtshaus von José María Vergara y Vergara. Calle 12 3-96 3-98. Resol. 001a-1971.
- Gebäude der calle 12 2-12. Haus von Eduardo Mendoza Varela. Calle 12 2-12. Resol. 001a-1971.
- Gebäude der calle 10 2-43. Haus von Delia Zapata Olivella. Calle 10 2-43. Resol. 001a-1971.
- Gebäude der calle 12 2-22. Calle 12 2-22. Resol. 001a-1971.
- Gebäude der carrera 5 9-48 a 9-58. Carrera 5 9-48 9-58. Resol. 001a-1971.
- Gebäude der carrera 10 62-14 62-22. Wohnhaus von Francisco de Paula Pérez. Carrera 10 62-14 62-22. Resol. 001a-1971.
- Gebäude der carrera 4 10-84. Derzeit Sitz der Bürgermeister von Colombia Procomún. Carrera 4 10-84. Resol. 001a-1971.
- Gebäude der carrera 1 12-35. Haus von Jorge Luis Linares. Carrera 1 12-35. Resol. 001a-1971.
- Gebäude der carrera 9 8-55. Haus von Cantillo O'Leary. Carrera 9 8-53 8-55 8-59 8-63 8-69. Resol. 001a-1971.
- Gebäude der carrera 9 9-29 a 9-35. Geburtshaus von Manuel José de Cayzedo. Carrera 9 9-29 9-31 9-35 9-37. Resol. 001a-1971.
- Gebäude der calle 12 con carrera 4. Carrera 4 o calle de la paz 11-94 11-98 calle 12 3-95 o calle del sol 3-91 3-95. Resol. 001a-1971.
- Gebäude der Hacienda Casablanca und die unmittelbare Umgebung. Resol. 007 30-vi-1975.
- Gebäude der Hacienda El Escritorio und unmittelbare Umgebung. Resol. 007 30-vi-1975.
- Gebäude der Hacienda el Tintal, Ortega Samper und unmittelbare Umgebung. Carrera 82 9-22. Resol. 007 30-vi-1975.
- Gebäude der Hacienda Casablanca und unmittelbare Umgebung. Resol. 007 30-vi-1975.
- Gebäude der Hacienda La Conejera und unmittelbare Umgebung. Resol. 007 30-vi-1975.
- Casa de la Hacienda Santa Bárbara und unmittelbare Umgebung. Carrera 7 115-52 115-68 115-82 115-88. Resol. 007 30-vi-1975.
- Gebäude der Hacienda Santa Ana und unmittelbare Umgebung. Resol. 007 30-vi-1975.
- Gebäude der  Hacienda Los Mochuelos La Fiscala und unmittelbare Umgebung. Resol. 007 30-vi-1975.
- Gebäude der Hacienda El Otoño. Sitz der nationalen Ingenieur-Schule. Próxima al lindero sur del cementerio jardines del recuerdo, aproximadamente a 200 m de la calzada occidental de la autopista del norte. Decr. 1909 2-xi-1995.
- Casa de la Moneda. Calle 11 4-93 4-69. Decr. 1584 11-viii-1975.
- Casa de las aulas. Museo de arte colonial. Ehemaliger SItz der Universidad Javeriana. Carrera 6 9-77. Carrera 6 9-96 (según resolución 001a). Decr. 1584 11-viii-1975.
- Haus von Luis Vargas Tejada. Carrera 7 4-80. Resol. 001a-1971.
- Gebäude Casa de Ciudad Montes La Milagrosa. Museum Antonio Nariño. Hacienda de montes "la milagrosa". Carrera 38 19-29 sur parque Ciudad Montes. Decr. 1584 11-viii-1975.

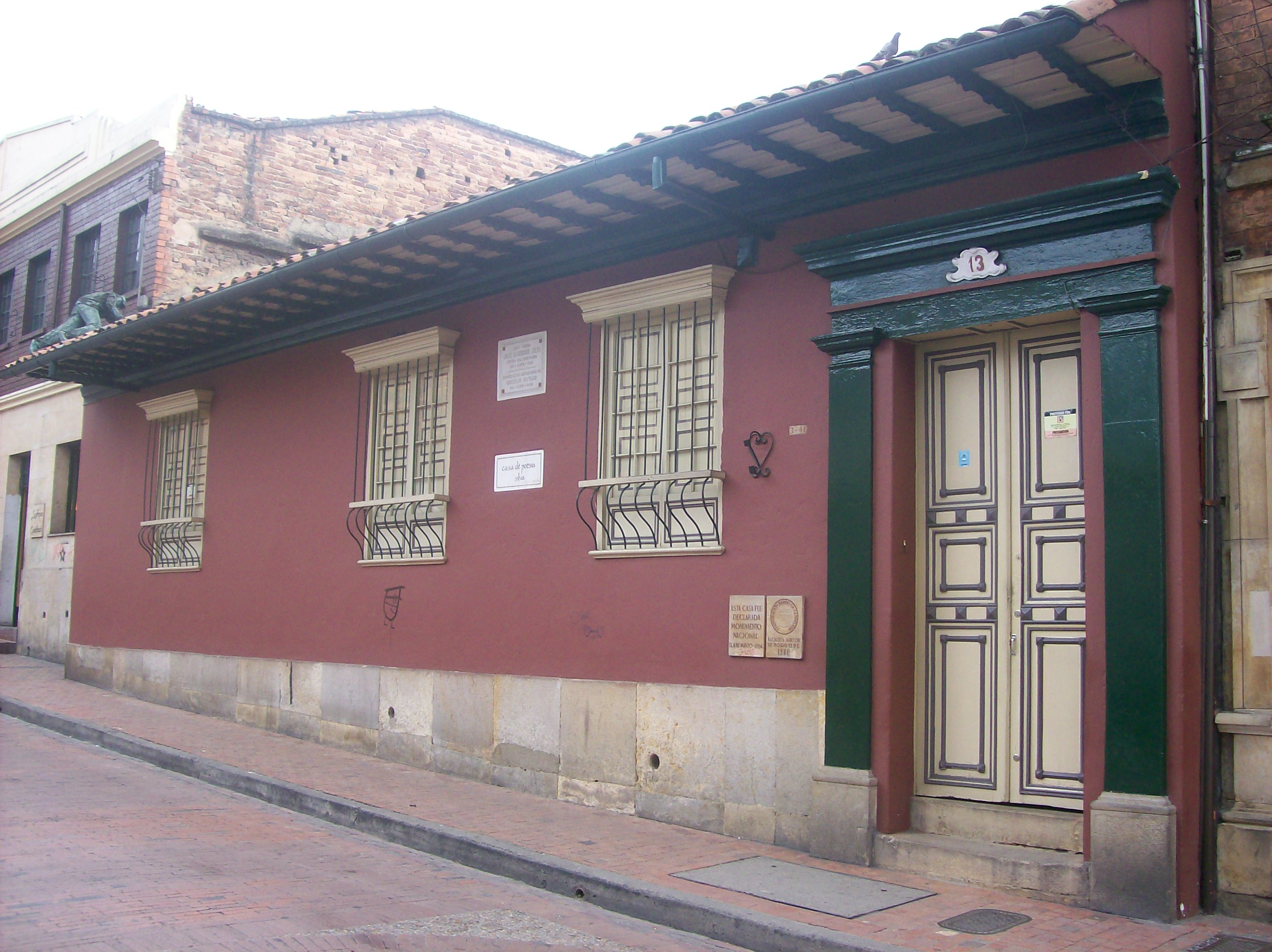
Haus von Jose Asunción Silva.

- Casa de poesía Silva. Wohnhaus von José Asunción Silva. Calle 14 3-41. Decr. 1800 19-x-1995.
- Casa del Marqués de San Jorge. Calle 8 6-41 6-61. Carrera 6 7-43 esquina sur-oeste (según resolución 001a). Resol. 001a-1971.
- Wohnhaus von Gregorio Vásquez de Arce y Ceballos. Carrera 4 10-98 calle de la rosa calle 11 3-97 3-99. Resol. 001a-1971.
- Geburtshaus von Rafael Pombo. Kinderbücherei. Carrera 5 10-03 10-09 10-21 calle 10 5-22. Decr. 1535 20-vi-1984.
- Wohnhaus von Francisco José de Caldas. Museo Francisco José de Caldas. Francisco José de Caldas. Carrera 8 6-87. Decr. 3124 10-xi-1983.
- Wohnhaus von Jorge Eliécer Gaitán. Casa Museo Jorge Eliécer Gaitán. Calle 42 15-52. Decr. 1265 17-iv-1948.
- Gebäude im Nordosten der carrera 4 con la calle 9. Wohnhaus von Jaime Umaña Díaz. Carrera 4 9-12. Resolución 001a-1971.
- Haus von Guillermo Bermúdez. Resol. 0966 22-vii-2001.
- Geburtshaus von Rufino José Cuervo. Instituto Caro y Cuervo. Calle 10 4-63 4-69 4-79 antigua calle de la esperanza 4. Decr. 1458 22-vii-1974.
- Wohnhaus von Virrey Sámano. Museo de Bogotá. Carrera 4 10-02 10-18. Resol. 001a-1971.
- Gebäude der oficinas y fabrica oír bag. Casa de la carrera 4 9-46. Carrera 4 9-46. Resol. 001a-1971.
- Catedral Primada de Colombia. Plaza de Bolívar, carrera 7 10-70. Decr. 1584 11-vio-1975.

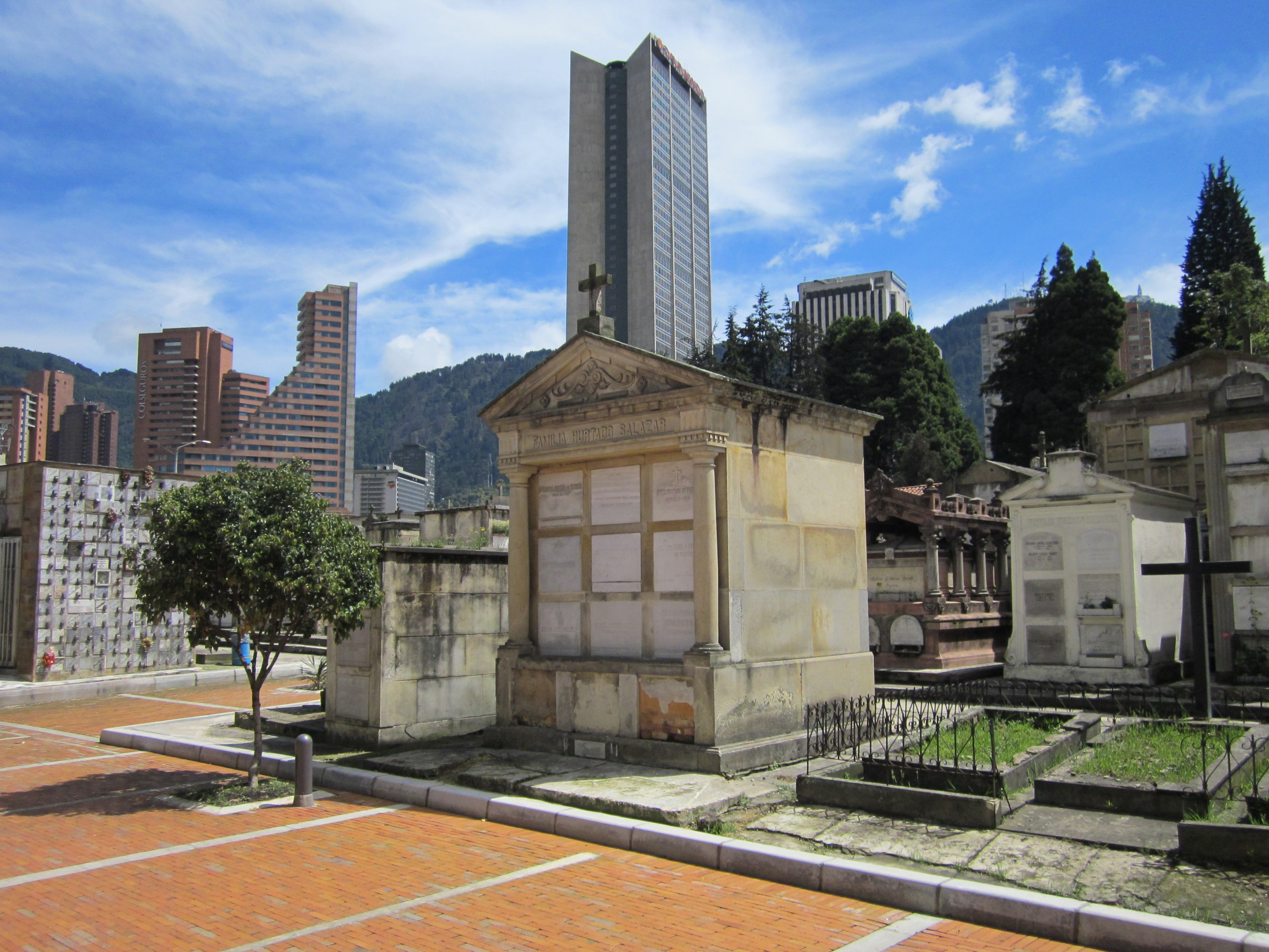
Cementerio Central.

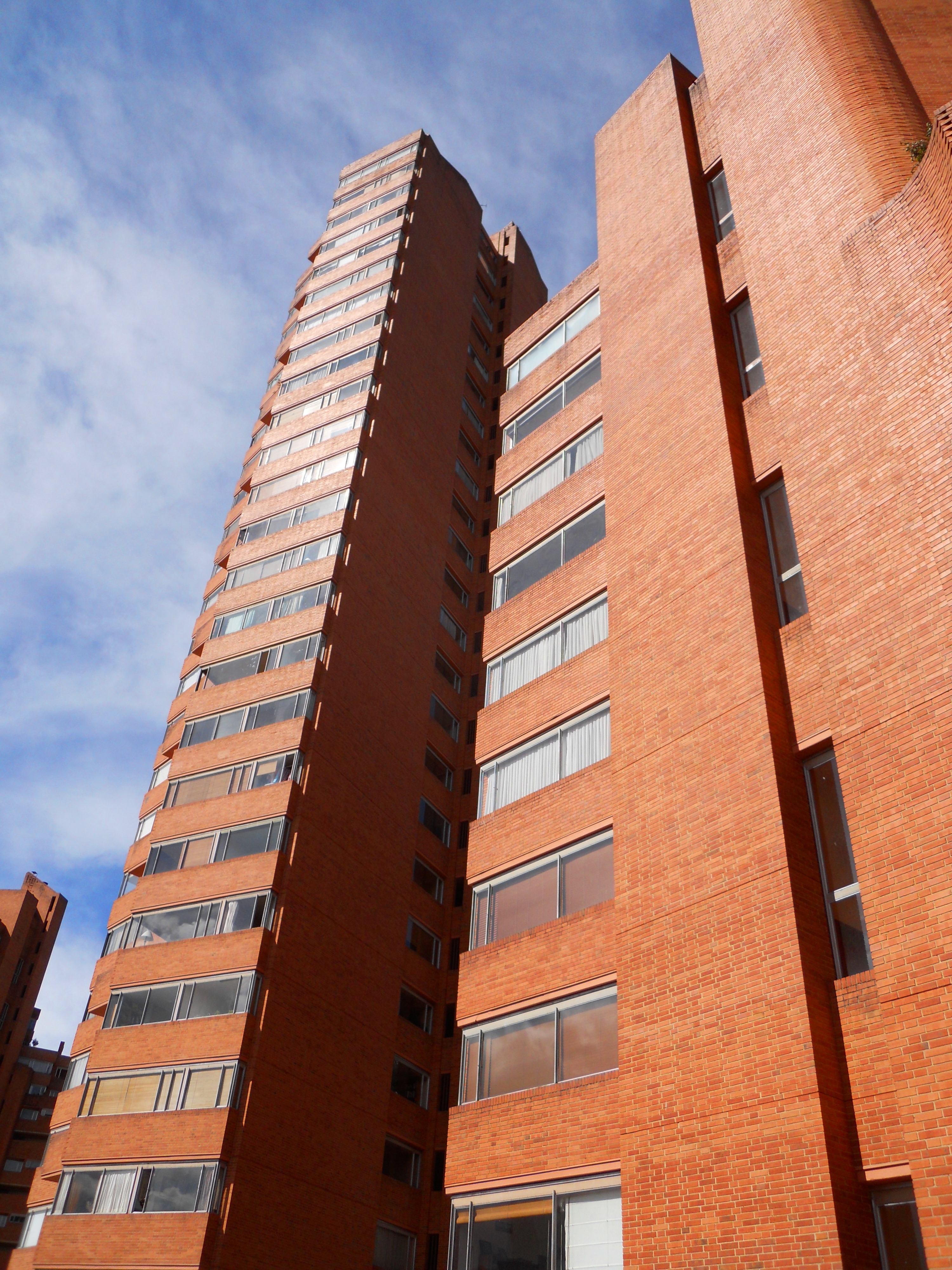
Conjunto residencial El Parque.

- Friedhof Cementerio Central. Carrera 20 24-86. Decr. 2390 26-ex-1984.
- Friedhof Cementerio Hebreo del sur. Carrera 31 38a-70 sur. Resol. 0752 31-vii-1998.
- Centro Internacional de Bogotá: Bachué; Bochica; Residencias Tequendama sur y norte; plazoletas, senderos y pasajes peatonales. Carreras 10 y 13 entre calles 26 y 28. Resol. 1582 5-viii-2002.
- Centro urbano Antonio Nariño. Resol. 0965 22-vi-2001.
- Hauptkloster des Colegio Mayor de Nuestra Señora del Rosario. Sitz der Universidad del Rosario. Calle 14 6-25. Decr. 1584 11-viii-1975.
- Sammlung Orfebrería del Museo del Oro del Banco de la República. Calle 16 5-41. Decr. 1906 2-ix-1995.
- Colegio del Santísimo Rosario. Casa calle 9 4-48 carrera 4 9-37. Calle 9 4-48 carrera 4 9-37. Resol. 001a-1971.
- Colegio Mayor de San Bartolomé. Carrera 7 9-96. Decr. 1584 11-viii-1975.
- Gebäude der Universidad Nacional de Colombia. Ciudad universitaria. Decr. 1418 13-viii-1996.
- Conjunto residencial El Parque. Wohnsiedlung. Carrera 5 avenida 26 avenida 27. Decr. 1905 2-xi-1995.
- Conjunto Bavaria. Resol. 0618 11-iv-2002.
- Dirección de Reclutamiento del Ejército. Antiguo Batallón Guardia Presidencial. Antigua Escuela de Medicina y de Ciencias Naturales y Medicina de la Universidad Nacional. Calle 9 a calle 10 entre carrera 14 a carrera 15. Decr. 2390 26-ix-1984.
- Edificio de la Gobernación. Palacio de San Francisco. Avenida Jiménez, calle 15 7-32 7-50 7-56 7-60. Decr. 2390 26-ix-1984.
- Gebäude der Polizei. Palacio de la Policía. Museo de la Policía. Calle 9 9-19 9-27. Decr. 2390 26-ix-1984.
- Gebäude an der Plaza "Galería" del mercado del barrio Las Cruces. Calle 1f y calle 2 bis entre carrera 4 y carrera 5. Decr. 1941 29-viii-1989.
- Gebäude des Gun Club. Kulturzentrum von Cundinamarca. Calle 16 7-76 7-80 7-72. Decr. 2390 26-ix-1984.
- Gebäude des Hotel Tequendama und Wandbild Teogonía de los dioses chibchas (Theogonie der Chibcha-Götter) von Luis Alberto Acuña. Resol. 1498 30-viii-2001.
- Gebäude des Instituto Técnico Central. Calle 13 16-74. Decr. 2859 26-xi-1984.
- Gebäude Ecopetrol. Carrera 13, 36-24. Resol. 051 26-x-1994.
- Gebäude des Jockey Club. Carrera 6 15-18. Decr. 2390 26-ix-1984.
- Gebäude des Hotel Casa Medina. Carrera 7 69a-64 69a-74 69a-80 69a-84 69a-94, calle 69a 6-66 6-68 6-72 6-74 6-80. Decr. 3002 10-xii-1984.
- Edificio Pedro A. López, Ministerium für Landwirtschaft, avenida Jiménez número 7-91 7-65. Decr. 2390 26-ix-1984.
- Gebäude Samper Brush. Avenida Jiménez calle 13 10-58. Decr. 2390 26-ix-1984.

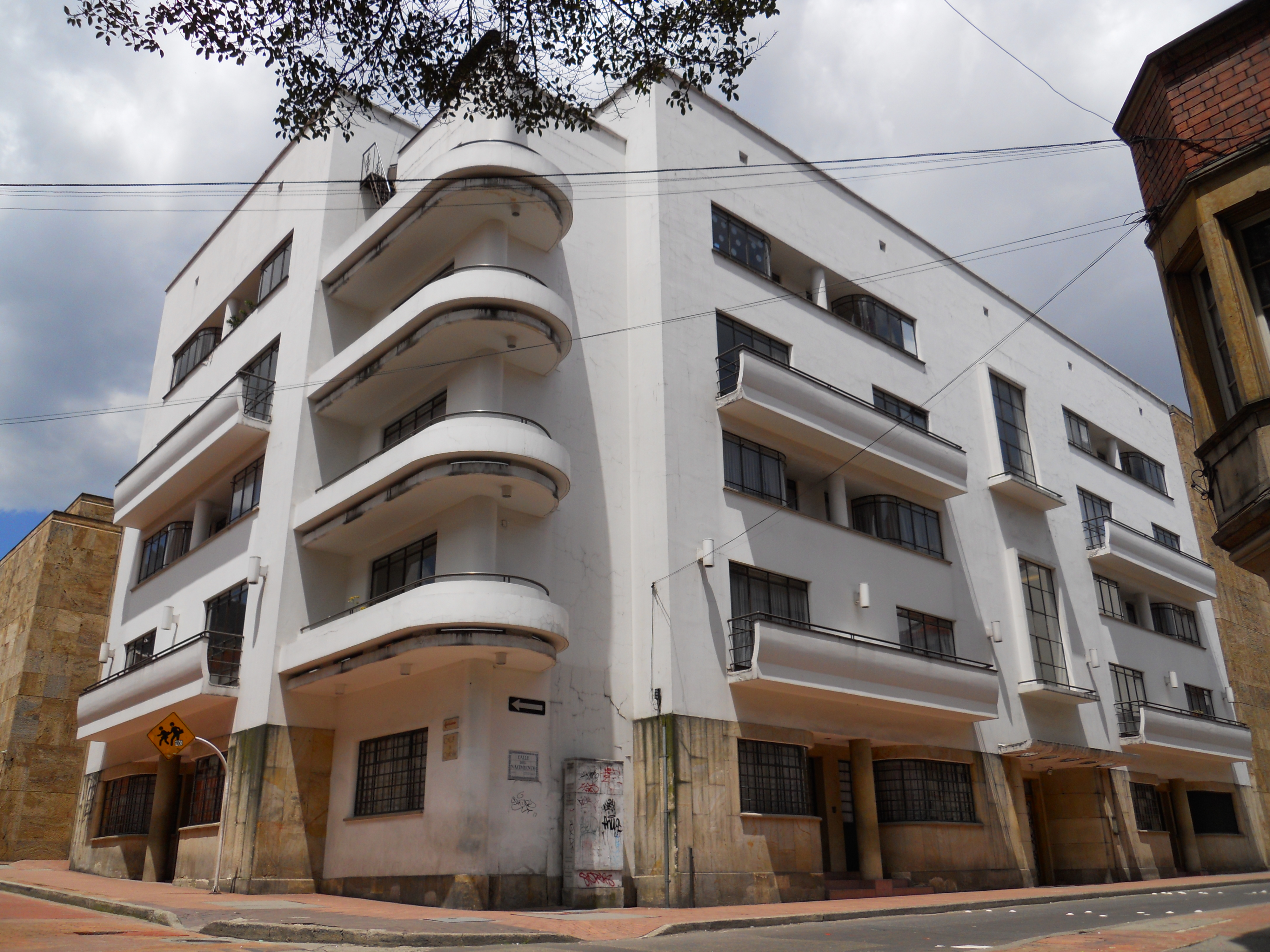
Gebäude Vengoechea.

- Edificio Vengoechea. Carrera 5 11-82 11-86. Decr. 1802 19-x-1995.
- El Gimnasio Moderno. Carrera 9 74-99 calle 74 9-90 10-04 carrera 11 74-64. Decr 1133 24-iv-1985.
- Gebäude der Militärschule Escuela Militar de Cadetes General José María Córdova. Avenida Suba transversal 38 calle 80 avenida 80 38-00. Resol. 0752 31-vii-1998.
- Fundación Gilberto Alzate Avendaño. Casa de la calle 10 3-02 a 3-08 esquina norte. Restaurante la Cebolla Roja. Calle 10 3-02 3-08 3-12 3-16 3-22 3-24 3-26. Resol. 001a-1971.
- Hacienda Boíta. Resol. 001a-1971.
- Hacienda Huertas del Cedro. Museum Francisco de Paula Santander. Carrera 7 150-01. Decr. 775 26-iv-1993.
- Hospital de Jan José. Hospital masculino de los hermanos de San Juan de Dios. Calle 10 18-75. Decr 2390 26-ix-1984.
- Hospital San Juan de Dios e Instituto Materno Infantil. Ley 735 27-ii-2002.
- Hospital San Carlos. Universitätsklinik San Carlos. Clínica Carlos lleras Restrepo. Carrera 13 28-44 sur. Decr 1973 31-x-1996.
- Iglesia de la Concepción. Carrera 9 10-09. Calle 10 9-50 según Decreto de declaratoria y resolución 001a. Decr. 1584 11-viii-1975.
- Kirche Iglesia de La Peña. Calle 6 (carrera de circunvalación) carrera 25e 4-06. Decr. 1584 11-viii-1975.
- Kirche Iglesia de la Orden Tercera. Carrera 7 16-07. Decr. 1584 11-viii-1975.
- Kirche Iglesia de la Veracruz. Calle 16 7-19. Decr. 1584 11-viii-1975.
- Kirche iglesia de San Agustín. Carrera 7-13. Decr. 1584 11-viii-1975.

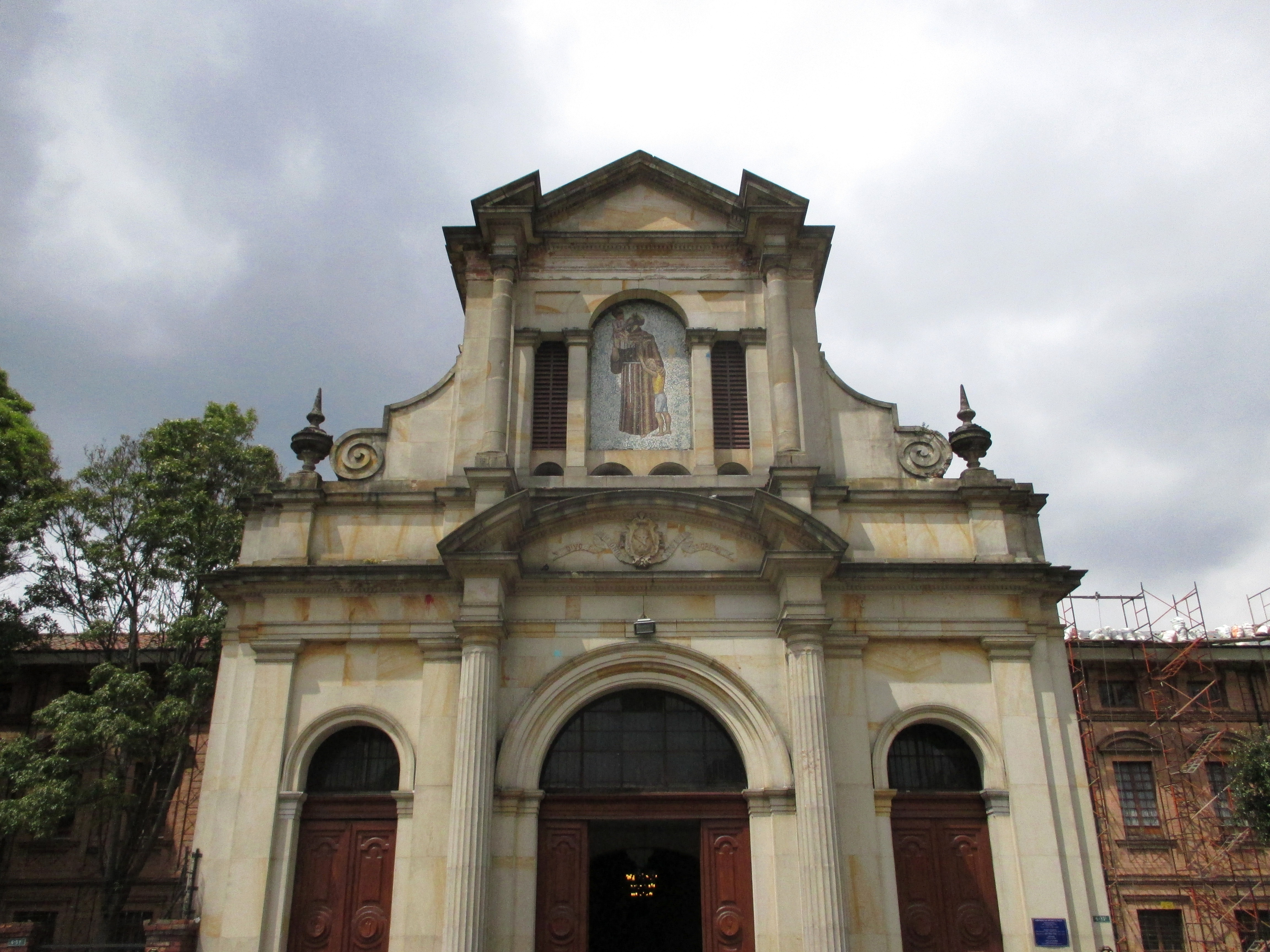
Frontansicht von San Antonio de Padua, Bogotá.

- Kirche Iglesia de San Antonio de Padua. Avenida caracas carrera 14 8-03 sur. Decr. 2390 26-ix-1984.
- Kirche Iglesia de San Diego. Recoleta. Calle 26 7-30. Decr. 1584 11-viii-1975.
- Kirche San Francisco. Carrera 7 15-25. Decr. 1584 11-viii-1975.
- Kirche Iglesia de San Ignacio. Calle 10 6-27. Decr. 1584 11-viii-1975.
- Kirche Iglesia de San Juan de Dios. Calle 12 9-93 carrera 10 11-12. Decr. 1584 11-viii-1975.
- Kirche Iglesia de Santa Bárbara. Carrera 7 4-96 calle 5 6-49. Decr. 1584 11-viii-1975.
- Kirche Iglesia de Santa Clara. Iglesia museo Santa clara. Carrera 8 8-77. Decr. 1584 11-viii-1975.
- Kirche Iglesia del Nuestra Señora del Carmen. Colegio Salesiano de León XIII.  Königliches Kloster San José de las Madres Carmelitas Descalzas. Heute auch Theater Camarín del Carmen. Carrera 5 8-36. Decr. 804 30-iv-1993.
- Kirche Iglesia La Capuchina. Carrera 13 14-23 calle 14 13-68. Decr. 1584 11-viii-1975.
- Kirche Iglesia de Nuestra Señora de Egipto. Carrera 4e 10-02. Decr. 1584 11-viii-1975.
- Kirche Iglesia de Santiago Apóstol. Carrera 99 23-62 23-72 23-80. Resol. 001a-1971.
- Kirche Iglesia y convento de La Candelaria und Kolleg Colegio Agustiniano de San Nicolás. Calle 11 3-92 3-86 3-18 3-04 carrera 3 11-15 11-43. Decr. 1584 11-viii-1975.
- Kirche Iglesia y convento de Las Aguas und Kloster. Carrera 3 18-66. Decr. 1584 11-viii-1975.
- Dokumentenbestand des Archivo Nacional. Los fondos de la Colonia y la República. Archivo General de la Nación, carrera 6 6-91. Decr. 289 24-ii-1975.
- Laboratorio Oficial de Higiene. Antigua Dirección Municipal de Salubridad e Higiene. Carrera 12 5-53 calle 6 12-51. Decr. 2536 17-xii-1993.
- Schule Liceo nacional Agustín Nieto Caballero. Carrera 19 11-17. Decr. 1632 12-viii-1988.
- Denkmal Monumento a Colón e Isabel. Carrera 100 Avenida El Dorado. Avenida de las Américas calle 13 (según resolución 001a d 1971). Resol. 001a-1971.
- Denkmal Monumento a la batalla de Ayacucho. Calle 7 carrera 7. Decr. 1584 11-viii-1975.
- Denkmal Monumento a Los Héroes. Calle 81 con autopista Norte. Paseo de los libertadores. Resol. 001a-1971.
- Casa del Florero. Museum des 20. Juli. Calle 11 6-94. Decr. 1584 11-viii-1975.
- Kloster Museo de Artes y Tradiciones Populares. Ehemals Batallón Guardia Presidencial. Carrera 8 7-21. Decr. 1584 11-viii-1975.
- Museo de Desarrollo Urbano. Antigua sede del museo de desarrollo urbano. Actual sede de la Fundación para el Desarrollo Luis Carlos Galán. Calle 10 4-13 4-17 4-21 4-25 4-29. Decr. 1584 11-viii-1975.
- Museo Nacional de Colombia. Antiguo panóptico. Carrera 7 28-66. Decr. 1584 11-viii-1975.
- Obelisco de Los Mártires. Plaza de Los Mártires. Avenida Caracas calle 10. Decr. 1584 11-viii-1975.
- Observatorio Astronómico Nacional. Carrera 8 8-00. Decr. 1584 11-viii-1975.
- Palacio de San Carlos. Casa de Bolívar. Cancillería. Calle 10 5-21 5-51 5-89. Decr. 1584 11-viii-1975.
- Palacio Echeverry. Ministerio de Cultura. Carrera 8 8-03 8-09 8-17 8-23 8-25 8-27 8-31 8-37 8-43 8-49. Calle 8 8-26 8-32. Decr. 2390 26-ix-1984.
- Parque Nacional Enrique Olaya Herrera. Carrera 7 entre calle 35 y calle 39 hasta cota 2700 entre calle 36 y chorro de padilla. Decr. 1756 26-ix-1996.
- Umgebung und Gebäude Hernández. Calle 13 o de San Andrés, carrera 8 o calle de la universidad. Decr. 1895 22-ix-1993.
- Plaza de Bolívar. Carrera 7 a carrera 8 calle 10 a calle 11. Decr. 1802 19-x-1995.
- Plaza de toros de Santamaría. Calle 27 6-29 carrera 6 26-50 26-70. Decr. 2390 26-ix-1984.
- Plazuela Rufino José Cuervo und die umgebenden Gebäude. Plazuela de San Carlos. Calle 10 entre carrera 6 y carrera 7 frente a la iglesia de San Ignacio. Decr. 1584 11-viii-1975.
- Gebäude und Installationen des Colegio Helvecia. errichtet vom Architekten Victor Schmidt. Calle 128 58-91. Decr. 785 20-v-1992.
- Brücke Puente Aranda. Avenida de las Américas calle 13. Decr. 1584 11-viii-1975.
- Brücke Puente de San Antonio. Calle 22 carrera 91. Decr. 1584 11-viii-1975.
- Quinta de Bolívar. Avenida Jiménez carrera 2e calle 20 2-91e. Decr. 1584 11-viii-1975.
- Historischer Stadtkern. Zona de conservación histórica. Decr. 264 12-ii-1963.
- Sieben Kunstwerke im Besitz der Banco Central Hipotecario. Resol. 1887 29-xii-2000.

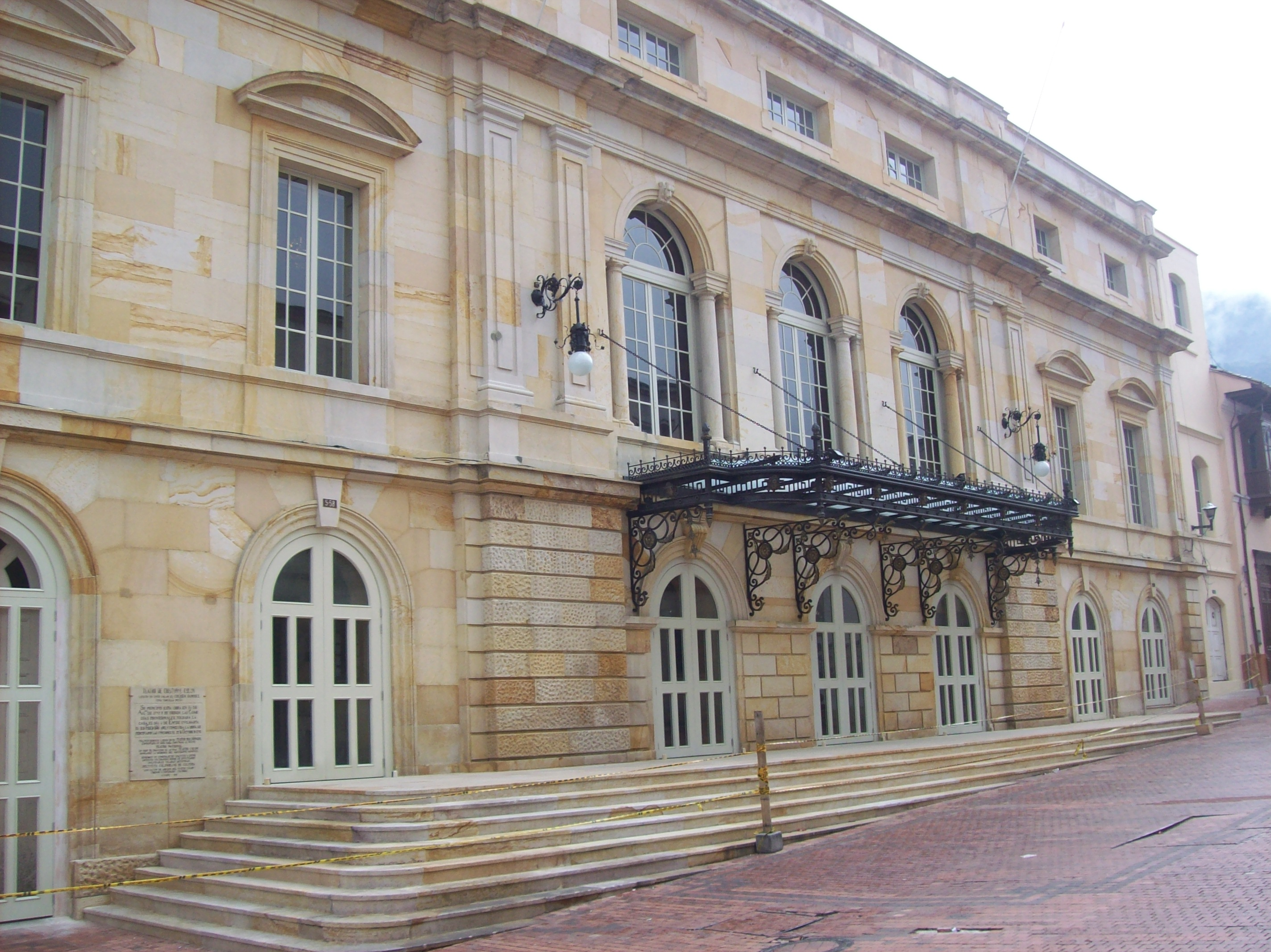
Teatro Colón de Colombia.

- Teatro Colón. Teatro de Colón. Calle 10 5-32. Decr. 1584 11-viii-1975.
- Teatro Faenza. Sala de cine. Calle 22 5-50. Decr. 1584 11-viii-1975.
- Teatro infantil del Parque Nacional Enrique Olaya Herrera. Parque nacional. Decr. 1802 19-x-1995.
- Templete del Campo Eucarístico El Salitre. Avenida 68, calle 53. Resol. 001a-1971.
- Templete del Libertador. Parque de los Periodistas. Avenida Jiménez, carrera 3. Decr. 1584 11-viii-1975.
- Kirche Templo doctrinero de San Bernardino. Carrera 13 13-58. Resol. 002 12-iii-1982.
- Grabmal von Francisco de Paula Santander. Cementerio Central de Bogotá. Resol. 001 12-iii-1982.
- Vierundzwanzig Kunstwerke im Besitz der Banco Central Hipotecario. Resol. 1888 29-xii-2000.

### Bolívar
Cartagena

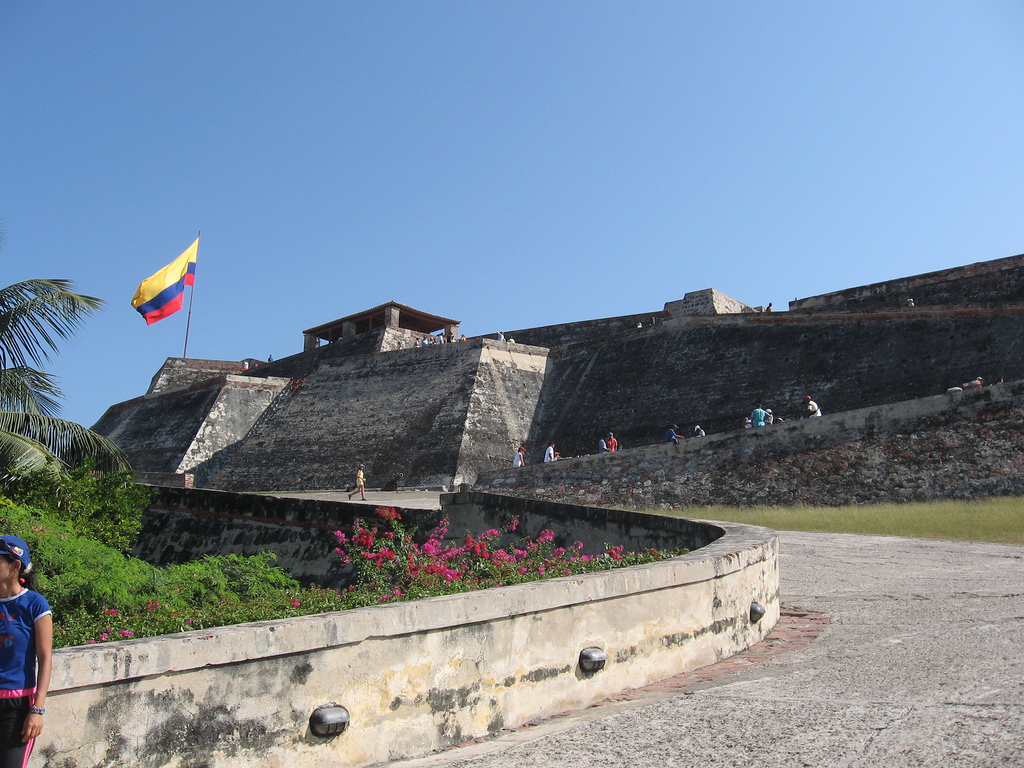
Das Castillo de San Felipe in Cartagena.

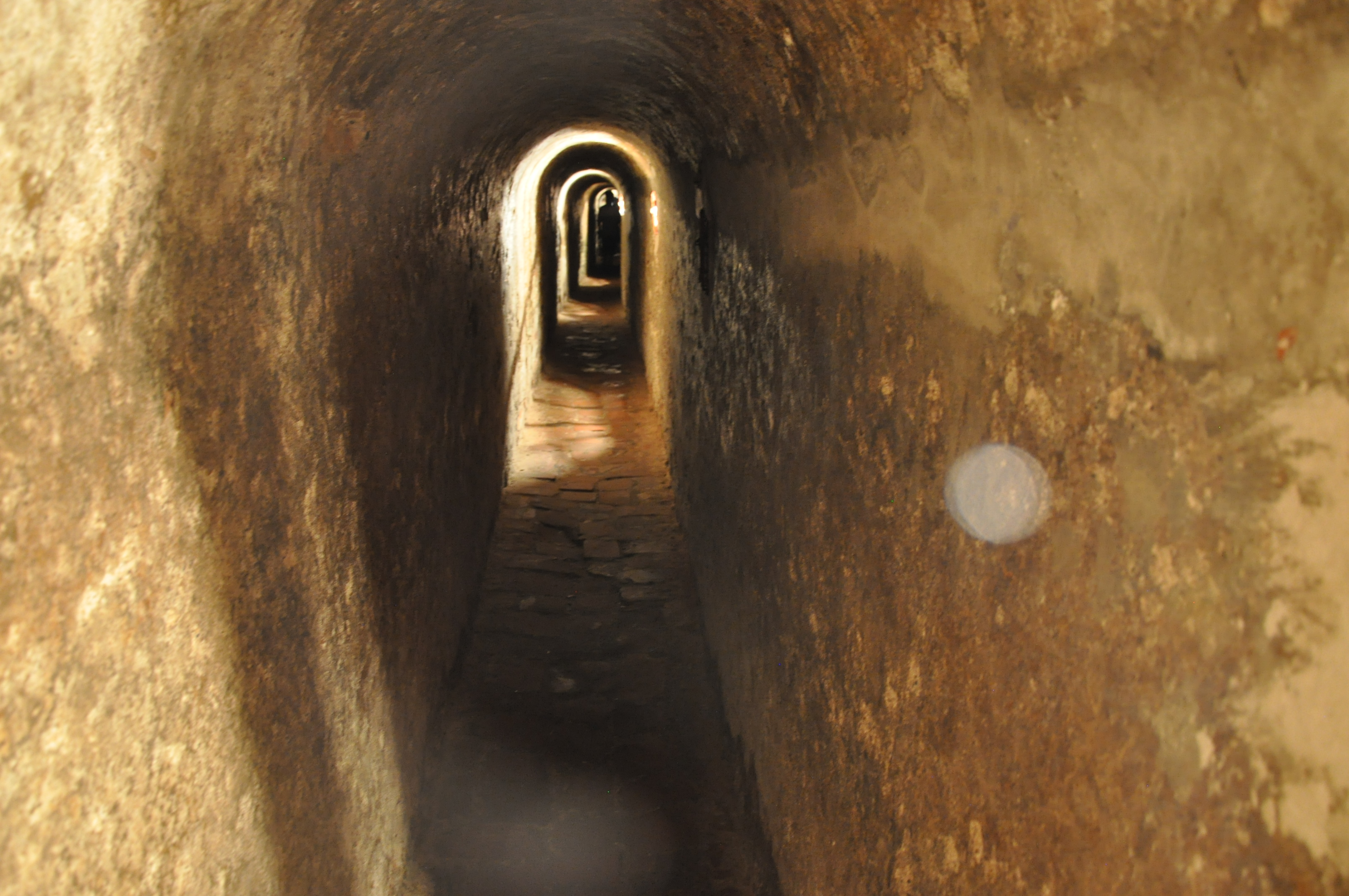
Tunnel des Castillo Cartagena.

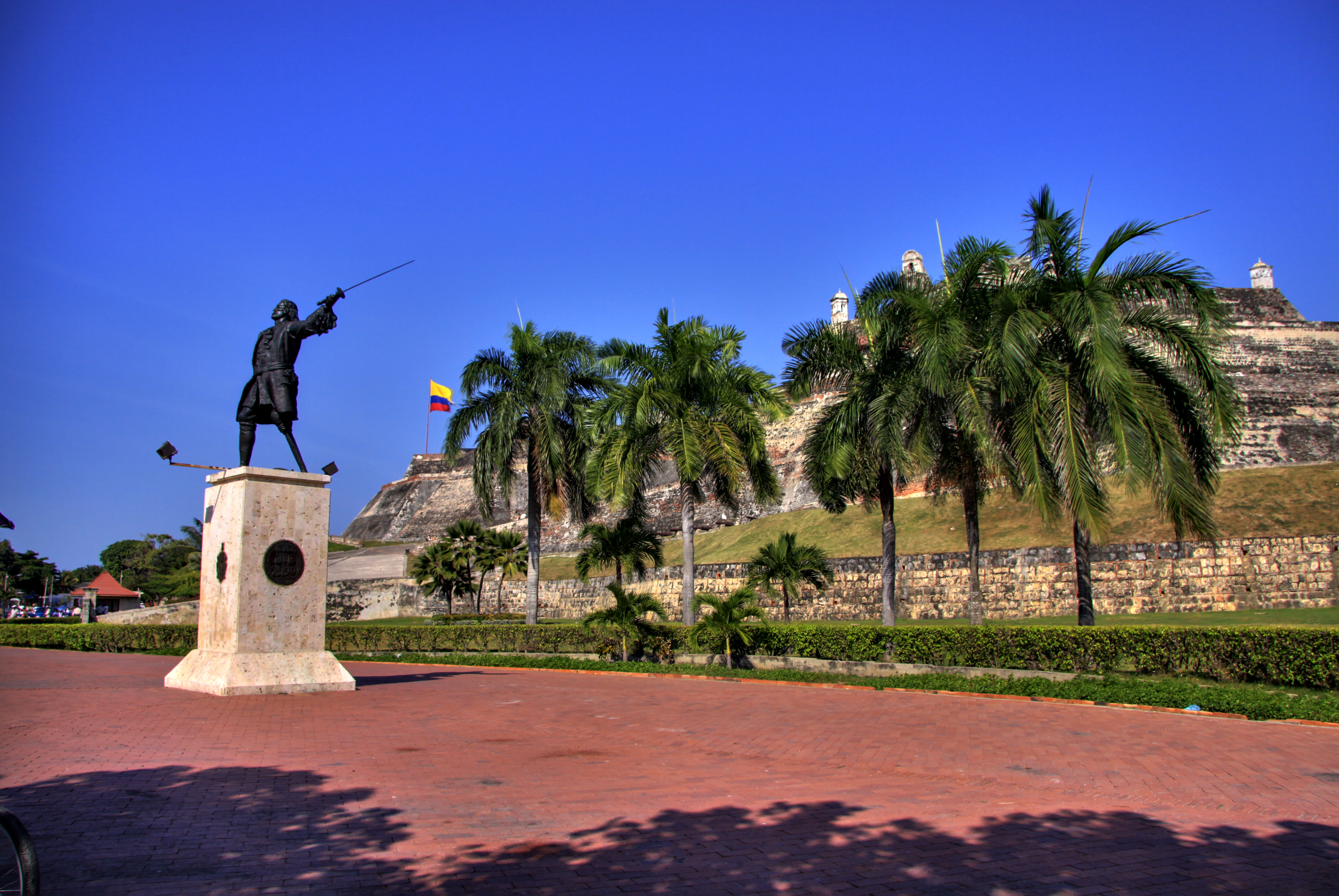
Standbild von Blas de Lezo.

- Festung Baluarte de Chambacú. Decr. 1911 2-xi-1995.
- Festung Baluarte de la Contaduría (o San Juan). Decr. 1911 2-xi-1995.
- Festung Baluarte de La Merced. Decr. 1911 2-xi-1995.
- Festung Baluarte de San Ignacio. Decr. 1911 2-xi-1995.
- Festung Baluarte de San Francisco Javier. Decr. 1911 2-xi-1995.
- Festung Baluarte de Santiago. Decr. 1911 2-xi-1995.
- Festung Baluarte de Santo Domingo. Decr. 1911 2-xi-1995.
- Festung Baluarte de Santa Cruz. Decr. 1911 2-xi-1995.
- Festung Baluarte de Santa Clara. Decr. 1911 2-xi-1995.
- Festung Baluarte de San Lucas. Decr. 1911 2-xi-1995.
- Festung Baluarte de Santa Catalina. Decr. 1911 2-xi-1995.
- Festung Baluarte de San Pedro Mártir. Decr. 1911 2-xi-1995.
- Festung Baluarte de Santa Teresa. Decr. 1911 2-xi-1995.
- Festung Baluarte de Santa Bárbara. Decr. 1911 2-xi-1995.
- Festung Baluarte de San José. Decr. 1911 2-xi-1995.
- Festung Baluarte El Reducto. Decr. 1911 2-xi-1995.
- Stellung Batería Ángel San Rafael. Bocachica. Decr. 1911 2-xi-1995.
- Stellung Batería de Santa Bárbara. Bocachica. Decr. 1911 2-xi-1995.
- Stellungen Baterías colaterales del fuerte de San Fernando de Bocachica. Bocachica. Decr. 1911 2-xi-1995.
- Stellungen Baterías Santiago, San Felipe y Chambacú (Ruinen). Isla de Tierrabomba. Decr. 1911 2-xi-1995.
- Camellón de los Mártires (Viehtränke). Decr. 1911 2-xi-1995.
- Kirche Capilla de la orden tercera. Decr. 1911 2-xi-1995.
- Casa Covo. Calle 28 21-285. Resol. 053 24-viii-1990.
- Haus von Alejandro Obregón. Calle de la factoría n° 36-162 barrio centro; centro histórico de Cartagena de indias. Resol. 1530 01-viii-2002.
- Casa de huéspedes ilustres. Fuerte de Manzanillo. Decr. 1802 19-x-1995.
- Casa de la Espriella. Avenida Jiménez o calle 26 21-164. Resol. 053 24-viii-1990.
- Casa de la Moneda. Calle de la moneda calle 36 7-63. Decr. 1911 2-xi-1995.
- Casa de los calabozos. Edificio Kalamari. Sitz der Landwirtschaftsbank. Calle 33 3-41 3-52. Calle de la Inquisición 3-45 3-49 3-53. Decr. 1911 2-xi-1995.
- Casa de Lucía Román. Calle 25 24-223. Resol. 053 24-viii-1990.
- Casa de Rafael Núñez. Carrera 2#41-89. Decr. 1911 2-xi-1995.
- Casa del cabildo. Palacio de la proclamación. Edificio de la gobernación. Plaza de la proclamación calle 30 4-30. Decr. 1911 2-xi-1995.
- Casa del marqués de Caldehoyos. Calle de la factoría carrera 3 36-57. Decr. 1911 2-xi-1995.
- Casa Lucía Méndez. Calle 25 18-20. Resol. 053 24-viii-1990.
- Casa Niza. Calle 25 20-106. Resol. 053 24-viii-1990.
- Casa Pombo. Avenida Jiménez y Araújo 21-187. Resol 053 24-viii-1990.
- Casa Román. Calle real o calle 25 18-63. Resol. 053 24-viii-1990.
- Casa Senador. Calle 28 21-62. Resol. 053 24-viii-1990.
- Casa Vélez. Avenida Jiménez o calle 26 20-29. Resol. 053 24-viii-1990.
- Festung Castillo de San Felipe de Barajas und Geschützstellungen. Fuerte de San Felipe. Decr. 1911 2-xi-1995.
- Festung Castillo de Santa Cruz (Ruinen). heute: Club Naval. Decr. 1911 2-xi-1995.
- Festung Castillo de San Luis. Bocachica. Decr. 1911 2-xi-1995.
- Kloster San Diego. Resol. 1121 23-vii-2001.
- Cementerio de Manga. Decr. 1911 2-xi-1995.
- Club Cartagena. Decr. 1911 2-xi-1995.
- Verbindungsmauer zwischen den Festungen Santo Domingo und Santa Cruz. Decr. 1911 2-xi-1995.
- Verbindungsmauer zwischen den Festungen Santa Cruz und La Merced o plataforma de Ballestas. Decr. 1911 2-xi-1995.
- Verbindungsmauer zwischen den Festungen Santa Clara und Santa Catalina. Decr. 1911 2-xi-1995.
- Verbindungsmauer zwischen den Festungen Santa Catalina und San Lucas. Decr. 1911 2-xi-1995.
- Verbindungsmauer zwischen den Festungen San Lucas und San Pedro Mártir. Decr. 1911 2-xi-1995.
- Verbindungsmauer zwischen den Festungen Contaduría und San Ignacio. Decr. 1911 2-xi-1995.
- Verbindungsmauer zwischen den Festungen San Ignacio und San Francisco Javier. Decr. 1911 2-xi-1995.
- Verbindungsmauer zwischen den Festungen San Francisco Javier und Santiago. Decr. 1911 2-xi-1995.
- Verbindungsmauer zwischen den Festungen Santiago und Santo Domingo. Decr. 1911 2-xi-1995.
- Verbindungsmauer zwischen den Festungen Chambacú und Santa Teresa. Decr. 1911 2-xi-1995.
- Verbindungsmauer zwischen den Festungen Santa Bárbara und San José. Decr. 1911 2-xi-1995.
- Verbindungsmauer zwischen den Festungen San José und El Reducto. Decr. 1911 2-xi-1995.
- Gebäude der Banco de la República. Parque de Bolívar n° 3-126 centro histórico de Cartagena de Indias. Resol. 1213 25-vi-2002.
- Militärbau Las Bóvedas. Cuartel de Las Bóvedas. Decr. 1911 2-xi-1995.
- Edificio nacional. Avenida Carlos Escallón 35-27. Decr 1911 2-xi-1995.
- El espigón. Festung Santa Catalina. Decr. 1911 2-xi-1995.
- Einsiedelei Ermita de nuestra Señora de Las Mercedes. Decr. 1911 2-xi-1995.
- Einsiedelei Ermita de San Roque. Calle de la media luna - calle del espíritu santo. Decr. 1911 2-xi-1995.
- Baseball-Stadion Estadio de béisbol 11 de Noviembre. Avenida Pedro de Heredia. Decr. 1802 19-x-1995.
- Geschützstellung San José de Bocachica. Isla Draga. Decr. 1911 2-xi-1995.
- Festung San Fernando de Bocachica. Castillo de San Fernando. Castillete de San Fernando. Isla de Tierrabomba. Decr. 1911 2-xi-1995.
- Festung San Sebastián (del pastelillo). Isla de Manga. Decr. 1911 2-xi-1995.
- Festung Manzanillo. Festung und Speicher von San Juan de Manzanillo. Decr. 1911 2-xi-1995.
- Krankenhaus Hospital Real de San Carlos (Museo Caval). Museo del Caribe. Hospital de San Juan de Dios. Ehemals Kolleg der Jesuiten. Cuartel de infantería de marina. Decr. 1911 2-xi-1995.
- Hotel Caribe. Avenida 4 6-67. Resol. 1519 8-xi-1999.
- Kirche Catedral de Santa María de Alejandría. Plaza de la proclamación calle del Arzobispo y la calle de los Santos de Piedra, carrera 4 34-42. Decr. 1911 2-xi-1995.
- Kirche Iglesia de la Santísima Trinidad. Plaza de la Trinidad. Decr. 1911 2-xi-1995.
- Kirche Iglesia de Santa Clara und Kloster. Hotel Santa Clara. Calle Stuart con calle del Torno de Santa Clara plaza de San . Decr. 1911 2-xi-1995.
- Kirche Iglesia de Santo Toribio. Plaza Fernández Madrid calle Curato con calle del Sargento Mayor calle 38 6-103. Decr. 1911 2-xi-1995.
- Kirche Iglesia Santa Teresa und Kloster. Hotel Santa Teresa. Calle Ricaurte carrera 3 31-59 31-23. Decr. 1911 2-xi-1995.
- Kirche und Kloster San Pedro Claver. Calle de San Juan de Dios, plazuela de San Pedro Claver, calle 31 con carrera 4. Decr. 1911 2-xi-1995.
- Kirche und Kloster Santo Domingo. Plaza de Santo Domingo carrera 3 35-31. Decr. 1911 2-xi-1995.
- Kirche und Kloster Iglesia y convento de la popa. Cerro de la popa. Decr. 1911 2-xi-1995.
- Kirche und Kloster San Francisco. Resol. 1871 28-xii-2000.
- Los Hornos. (Öfen) Isla de Tierra Bomba - población de Bocachica. Decr. 1911 2-xi-1995.
- Mauer zwischen den Festungen La Merced und Santa Clara. Decr. 1911 2-xi-1995.
- Parque Bolívar. Parque Bolívar - casa de la Inquisición. Decr. 1911 2-xi-1995.
- Parque del Centenario. Decr. 1911 2-xi-1995.
- Parque nacional natural corales del Rosario. Resol. 002 12-iii-1982.
- Plataforma de San Ángel. Ruinen. Isla de Tierrabomba. Decr. 1911 2-xi-1995.
- Plaza de toros de La Serrezuela. Calle de la serrezuela con playa de San Carlos. Decr. 1911 2-xi-1995.
- Brücke Puente de la Media Luna, vestigios del puente. Decr. 1911 2-xi-1995.
- Haupttor Puerta principal. Puerta del puente o del reloj. Torre del reloj. Plaza de los coches. Decr. 1911 2-xi-1995.
- Gebäude Sala de armas del ramo de artillería (Bürgermeisteramt von Cartagena). ehemalige königliche Verwaltung. Casa alcaldía. Plaza de la aduana calle 30 4-30. Decr. 1911 2-xi-1995.
- Historischer Stadtkern. Punto de partida glorieta Santander, continúa dirección noreste por el borde del mar Caribe, en torno al circuito amurallado de la ciudad hasta encontrar la calle 41 del barrio el cabrero. Se sigue por el eje de dicha calle alcanza. Ley 163 30-xii-1959. UNESCO-Welterbe
- Teatro Adolfo mejía. Ehemaliges teatro Heredia bzw. Kirche Iglesia de la merced. Plaza de la merced con calle de la merced. Decr. 1911 2-xi-1995.
- Tribunal und Kerker der Inquisition Tribunal y cárceles de la inquisición. Palacio de la inquisición. Parque Bolívar 3-33. Decr. 1911 2-xi-1995.
- Universidad Jorge Tadeo lozano. Ehemaliges Kloster. Plaza de la merced con calle de la merced. Decr. 1911 2-xi-1995.
- Villa Myriam. Calle real o calle 25 25-01. Resol. 053 24-viii-1990.
- Villa Susana. Calle real o calle 25 19-60. Resol. 053 24-viii-1990.

Cartagena (Isla de Tierra Bomba)
- Hospital San Lázaro. Isla de tierrabomba. Decr. 1911 2-xi-1995.

Mompox

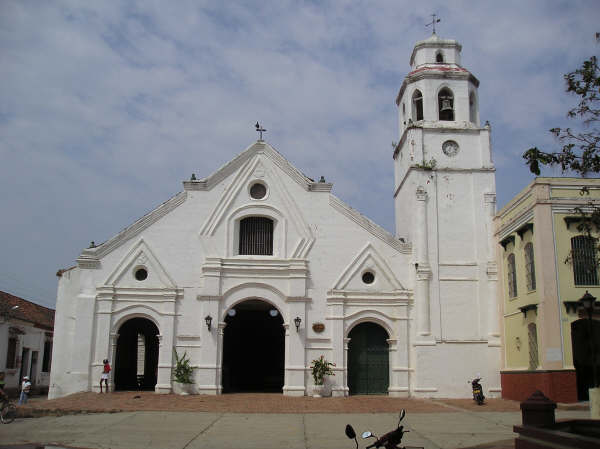
Iglesia de San Francisco, Mompox.

- Haus Casa de la cultura y de la academia de historia und deren Sammlung von Möbeln. Haus der Familie Germán ribon. Carrera 2 16a-07 16a-15. Decr. 2008 5-xi-1996.
- Casa de los portales de la marquesa. Carrera 1 15-51 15-55 15-79 15-83. Decr. 2008 5-xi-1996.
- Friedhof Cementerio municipal. Carrera 4 17b-95 carrera 5 17b-23. Decr. 2008 5-xi-1996.
- Sammlung von Möbeln der Fundación para la conservación del patrimonio religioso de mompox. Decr. 2008 5-xi-1996.
- Colegio Pinillos. Colegio de San Pedro Apóstol. Calle 18a 2a-28. Decr. 2008 5-xi-1996.
- Marktgebäude Plaza mercado La Concepción y edificio Plaza del Mercado. Plaza Mayor de La Concepción con carrera 1. Decr. 2008 5-xi-1996.
- Kirche Iglesia de San Juan de Dios und Innenausstattung. Carrera 2 16-61. Decr. 2008 5-xi-1996.
- Kirche Iglesia de San Francisco und Innenausstattung. Carrera 1 20-07 carrera 1 20-23. Decr. 2008 5-xi-1996.
- Kirche Iglesia de San Agustín und Innenausstattung. Carrera 2 16-38 calle de San Agustín calle 16a 1-57. Decr. 2008 5-xi-1996.
- Kirche Iglesia de Santa Bárbará und Innenausstattung. Plaza de Santa Bárbara carrera 1 13-75, callejón Santa barbará sobre. Decr. 2008 5-xi-1996.
- Historischer Ortskern. Ley 163 30-xii-1959. UNESCO-Welterbe.

Morales
- Pfarrkirche Templo parroquial de San Sebastián. Ley 503 18-vi-2000.

Simití
- Kirche Templo doctrinero de San Antonio de Padua. Capilla doctrinera. Plaza principal esquina nororiental. Decr. 1930 24-ix-1993.

### Boyacá
Belén de Cerinza
- Kirche Capilla doctrinera. Resol. 002 12-iii-1982.

Beteitiva
- Kirche Capilla doctrinera. Resol. 002 12-iii-1982.

Chíquiza
- Kirche Capilla doctrinera de San Isidro de Chiquiza. Resol. 002, 12-iii-1982.

Chivata
- Pfarrkirche Templo parroquial. Resol. 041 31-vii-1990.

Corrales
- Haus in dem General Juan José Reyes Patria, Held der Schlacht von Gámeza gestorben ist. Ley 51 26-xii-1967.

Cucaita
- Kirche Capilla doctrinera. Templo de indios de Cucaita. Resol. 002 12-iii-1982.

Cuítiva
- Kirche Capilla doctrinera. Resol. 002 12-iii-1982.

Duitama
- Museo de Arte Religioso. Haus der Hacienda San Rafael. Resol. 004 25-ix-1985.

Duitama (Bonza)
- Altes Haus der Hacienda. Despensa de Bonza (Speicher). Despensa del Ejército Nacional. Ruta de la campaña libertadora. Resol. 041 31-vii-1990.

Iza
- Siedlung Poblado de Iza. Resol. 0617 11-iv-2002.

Mongui
- Kirche Capilla de San Antonio. Decr. 291 24-ii-1975.
- Historischer Stadtkern. Resol. 002 12-iii-1982.
- Kirche und Kloster der Franziskaner Iglesia y convento franciscano. Basílica. Decr. 291 24-ii-1975.
- Brücke Puente colonial Calicanto. Carrera 3 calle 3. Decr. 291 24-ii-1975.

Motavita
- Kirche Capilla doctrinera. Resol. 002 12-iii-1982.

Oicata
- Kirche Capilla doctrinera. Carrera 3 entre calle 4 calle 5. Resol. 002 12-iii-1982.

Paipa
- Haus der Hacienda El Salitre. Heute ein Hotel. Decr. 290 24-ii-1975.
- Casa Vargas. Museo Casa Vargas. Casa hacienda Vargas. Resol. 041 31-vii-1990.
- Casa Varguitas. Hospital de sangre. Ruta de la campana libertadora. Resol. 041 31-vii-1990.
- Cerro Bolívar. Ruta de la campaña libertadora. Resol. 041 31-vii-1990.

Paipa (Pantano de Vargas)

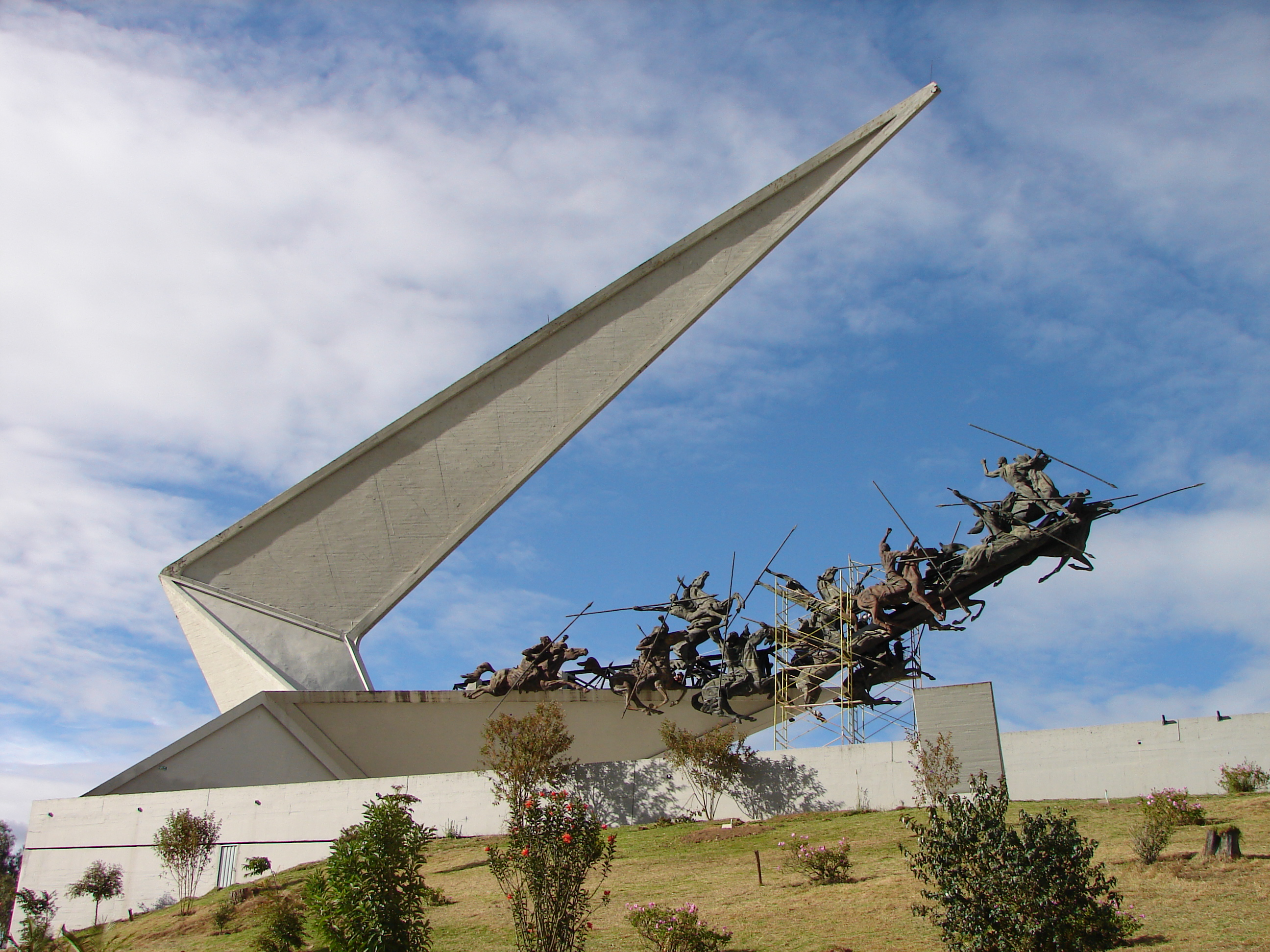
Monumento a los Lanceros, Pantano de Vargas.

- Cerro el Cangrejo. Ruta de la campaña libertadora. Decr. 1744 1-ix-1975.
- Cerro el Picacho. Cerro de la guerra. Ruta de la campaña libertadora. Resol. 041 31-vii-1990.
- Pantano Vargas - ruta libertadora. Monumento a los Lanceros del Pantano de Vargas, und Nationalreservat im Umkreis von 1 km um das Monument. Decr. 1744 1-ix-1975.

Paya
- Trincheron de Paya. Reducto de San Carlos. Fuerte de San Genis. Ruta de la campaña libertadora. Resol. 041 31-vii-1990.

Ráquira (La Candelaria)
- Kloster Convento del desierto de La Candelaria. Desierto de La Candelaria. Resol. 0789 31-vii-1998.

Sachica
- Kirche Capilla doctrinera. Iglesia doctrinera. Resol. 002 12-iii-1982.

Samacá
- Eisenhütte Ferrería de Samacá.

Siachoque
- Kirche Capilla doctrinera. Resol. 002 12-iii-1982.

Socha (Socha viejo)
- Kirche Iglesia de Socha viejo. Decr. 268 12-ii-1980.

Sogamoso
- Theater Teatro Sogamoso. Calle 12 esquina carrera 9. Decr. 2011 5-xi-1996.

Sora
- Kirche Capilla doctrinera. Resol. 002 12-iii-1982.

Sutamarchán

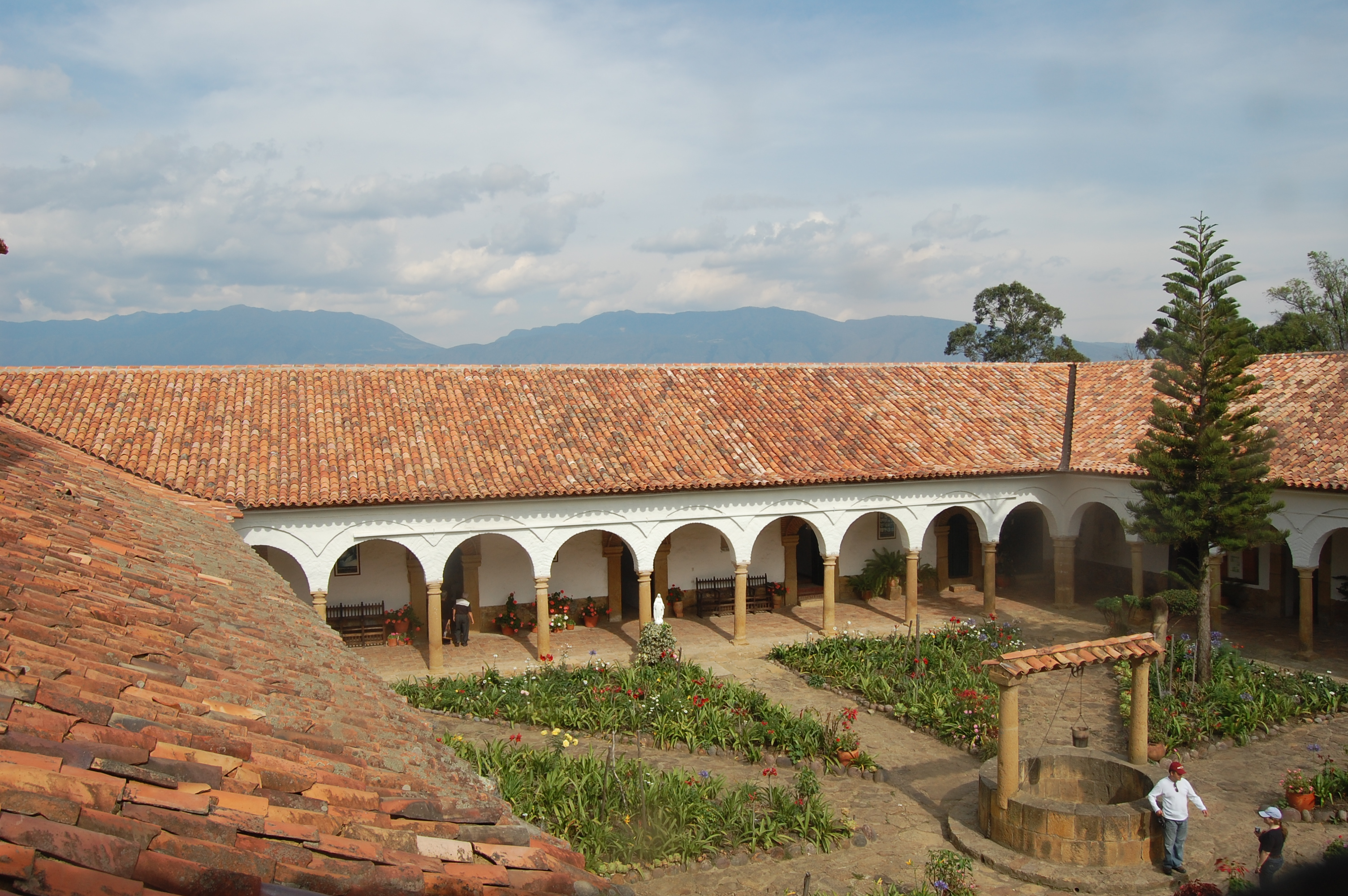
Kloster Santo Ecce Homo.

- Convento del Santo Ecce Homo. Vía Villa de Leyva - Santa Sofía. Resol. 0789 31-vii-1998.

Tasco
- Gebäude der Hacienda. Aposentos de Tasco. Vereda Santa Bárbara. Resol. 041 31-vii-1990.

Tipacoque
- Casa colonial de la hacienda Tipacoque. Decr. 390 17-iii-1970.

Toca
- Venta de la villana. Ruta de la campana libertadora. Resol. 041 31-vii-1990.

Topaga
- Kirche Capilla doctrinera. Resol. 002 12-iii-1982.
- Kirche Iglesia parroquial. Ley 42 18-xi-1965.
- Pena de topaga. Ruta de la campana libertadora. Cabecera municipal. Resol. 041 31-vii-1990.
- Brücke über den río Gameza. Ruta de la campaña libertadora. Resol. 041 31-vii-1990.

Tunja
- Alto de San Lázaro. Ruta de la campaña libertadora. Resol. 041 31-vii-1990.
- Casa cultural Gustavo Rojas Pinilla. Calle 17 10-63. Ley 50 9-x-1986.
- Kloster Ermita de Chiquinquira. Ermita de San Lázaro. Ruta de la campaña libertadora. Alto de San Lázaro. Resol. 041 31-vii-1990.
- Estación de Tunja (alt).
- Plaza Real de Tunja. Calle 20 a calle 21 carrera 13 y carrera 14. Decr. 3070 20-xii-1990.
- Historisches Zentrum Centro Histórico de Tunja. Ley 163 30-xii-1959.
- Brunnen Pozo de Hunzahúa. Ley 163 30-xii-1959.
- Cojines del Zaque. Ley 163 30-xii-1959.

Tunja (Puente de Boyacá)
- Brücke Puente de Boyacá

Turmequé

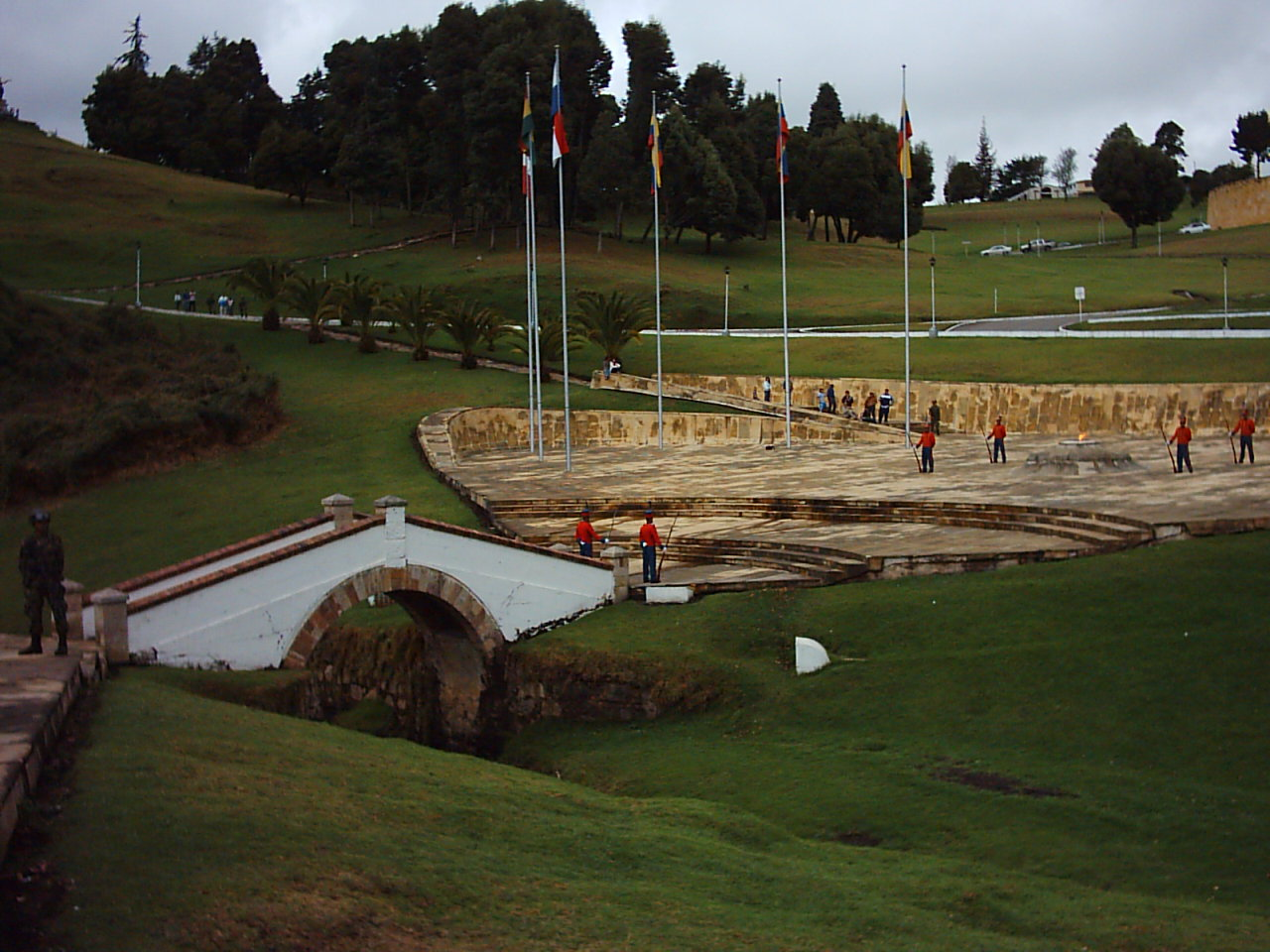
Puente de Boyacá.

- Historischer Ortskern. Decr. 1940 29-viii-1989.

Tuta
- Kirche Capilla iglesia doctrinera. Resol.002 12-iii-1982.

Ventaquemada
- Casa de teja o de postas. Resolución 041 31-vii-1990 (propone).
- Casa histórica de ventaquemada. Casa histórica. Ruinen seit dem 7. August 1819. Ruta de la campaña libertadora. Ley 51 26-xii-1967.
- Puente de Boyacá. Resol. 041 31-vii-1990.
- Templo de la libertad. Monumento histórico religioso en el puente de Boyacá (sin construir). Ley 50 9-x-1986.

Villa de Leyva

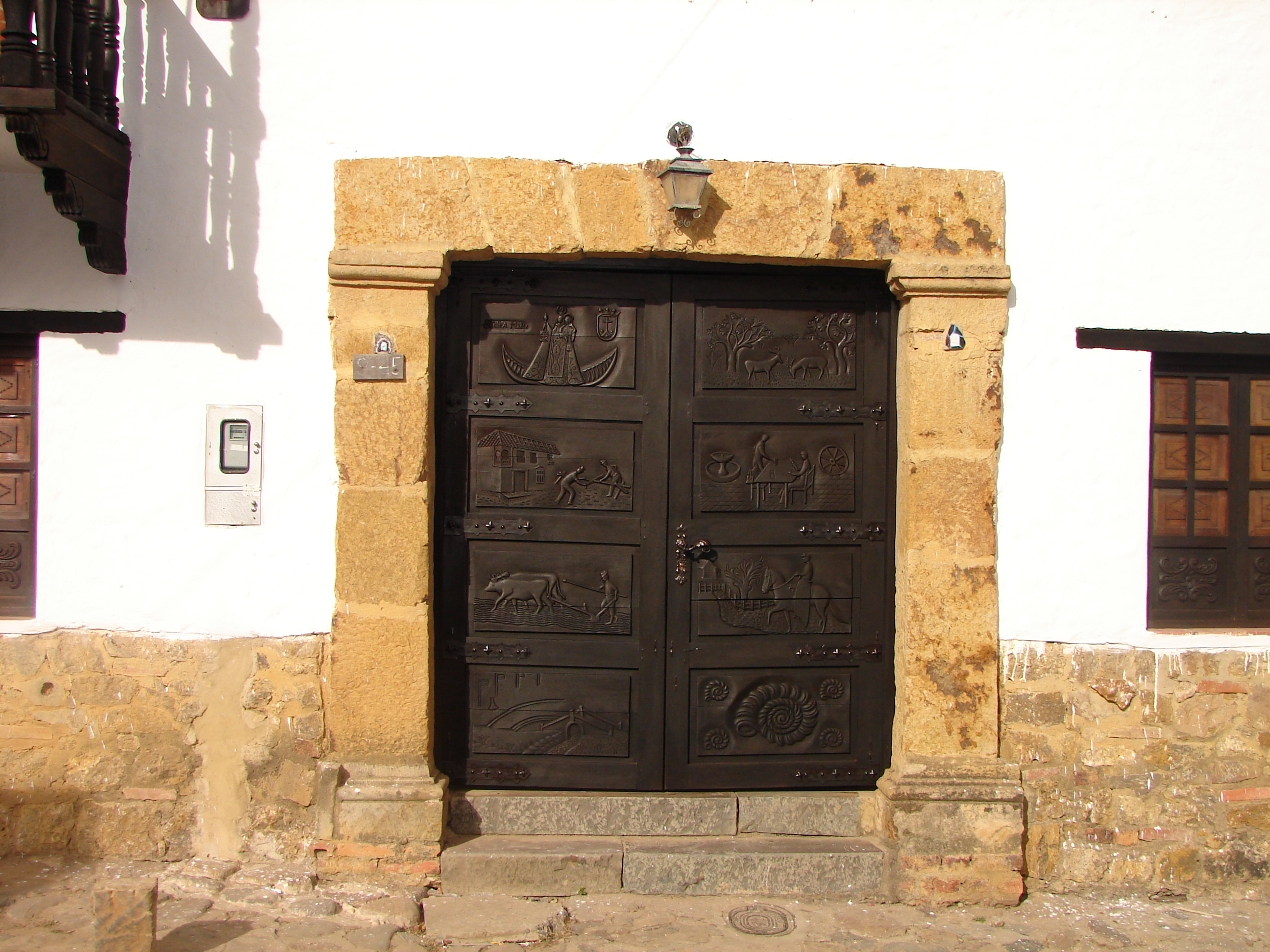
Portón en Villa de Leyva.

- Sterbehaus von Antonio Nariño. Museo Antonio Nariño. Carrera 9 10-25. Ley 81 26-ix-1961.
- Historischer Ortskern. Reglamentación. Decr. 3641 17-xii-1954.

### Caldas
Aguadas
- historischer Ortskern. Resol. 002 12-iii-1982.

Manizales
- Hotel Europa. Carrera 23 23-37. Resol. 002 12-iii-1982.
- Kirche Catedral de Manizales. Plaza principal. Decr. 2912 29-xi-1984.
- Concentración escolar Juan XXIII. Resol. 009 18-xii-1984.
- historischer Ortskern Conjunto de inmuebles de arquitectura republicana localizados en el centro de Manizales. Calle 18 calle 24 carrera 20 carrera 24 por ambos costados. Decr. 2178 2-xii-1996.
- Gebäude der Schönen Künste Edificio de bellas artes. Palacio de bellas artes. Escuela de bellas artes. Carrera 21 13-02. Decr. 1802 19-x-1995.
- Estación El Cable. Facultad de Arquitectura de la Universidad Nacional. Alte Station der Seilbahn. Carrera 23 65-32. Avenida Santander 65-32. Decr. 1543, 28-viii-1996.
- Erzbischöflicher Palast Palacio Arzobispal. Carrera 23 calle 19. Decr. 2912 29-xi-1984.
- Palast der Regierung Palacio de Gobierno. Edificio de la Gobernación. Carrera 21 calle 22 y calle 23. Decr. 2912 29-xi-1984.
- Teatro Olimpia. Resol. 002 12-iii-1982.
- Turm Torre herveo. Parque Antonio Nariño. Decr. 1543 28-viii-1996.

Manizales (La Enea)
- Kirche Capilla de la enea. Decr. 2912 29-xi-1984.

Marmato
- Historischer Ortskern. Resol. 002 12-iii-1982.

Salamina
- Historischer Ortskern. Resol. 002 12-iii-1982.

## Caquetá
Florencia
- Edificio Curiplaya. Resol. 1752 6-xii-2000.

### Casanare
Pore
- Ruinen Ruinas de Pore. Ruta de la campaña libertadora. Resol. 041 31-vii-1990.

### Cauca
Belalcázar (Avirama)
- Kirche Capilla Páez. Iglesia Avirama. Resol. 0752 31-vii-1998.

Caloto
- Koloniales Gebäude, Aufenthaltsort des Libertador. Plaza principal, costado oriental. Ley 18 30-xii-1972.
- Heiligtum Santuario donde se venera la imagen de la niña María. Parroquia de San Estéban. Plaza principal. Ley 18 30-xii-1972.

Chinas

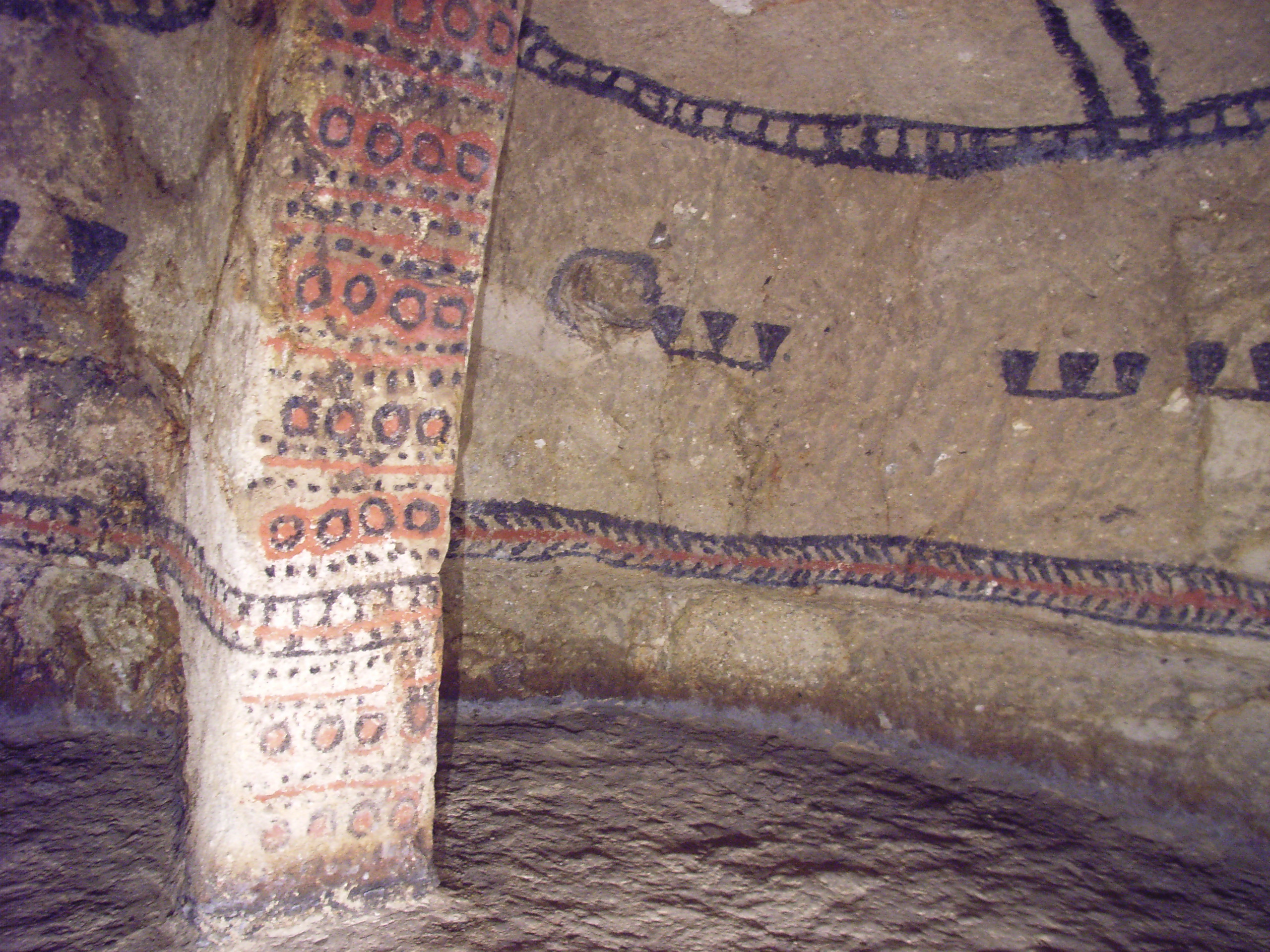
Gräber im Parque Arqueológico Nacional de Tierradentro.

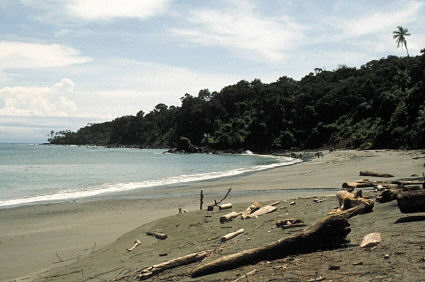
Strand der Isla Gorgona.

- Kirche Capilla Páez. Capilla doctrinera. Resol. 002 12-iii-1982.

Cohetando
- Kirche Capilla Páez. Capilla doctrinera. Resol. 002 12-iii-1982.

Inzá (Calderas)
- Kirche Capilla Páez. Capilla doctrinera. Resol. 002 12-iii-1982.

Inzá (Páez)
- Parque Arqueológico de Tierradentro. Berge der cordillera Central bis zum  Valle de San Agustín. Decr. 774 26-iv-1993. UNESCO-Welterbe

Inzá San Andrés de Pisimbala
- Kirche Capilla Páez. Capilla doctrinera. Resol. 002 12-iii-1982.

Inzá (Santa Rosa)
- Kirche Capilla Páez. Capilla doctrinera de Santa Rosa. Resol. 002 12-iii-1982.

Lame
- Kirche Capilla Páez. Capilla doctrinera de lame. Resol. 002 12-iii-1982.

Páez Belalcázar Suin
- Kirche Capilla Páez. Iglesia de Suin. Resol. 0752 31-vii-1998.

Popayán

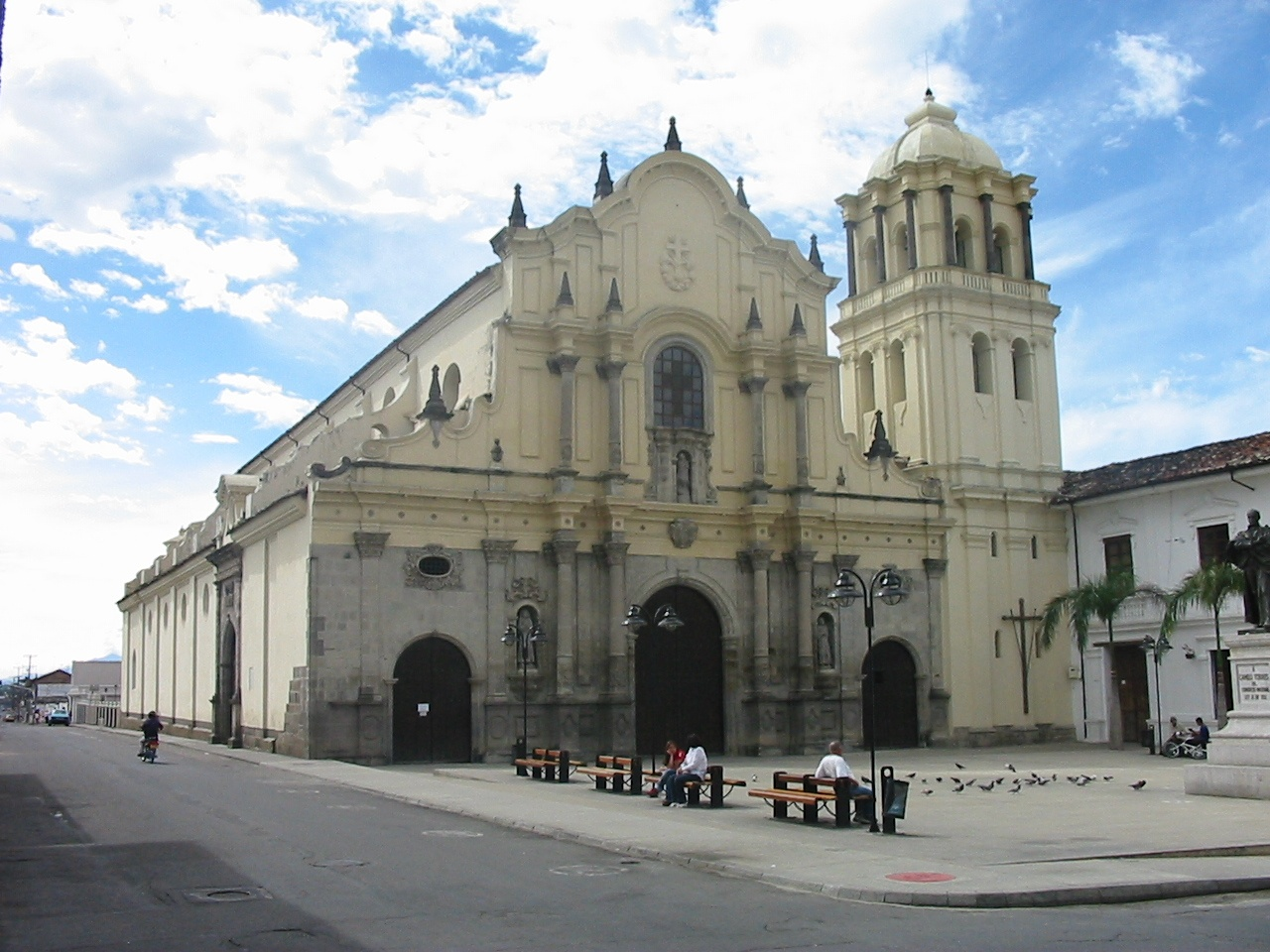
Iglesia de San Francisco (Popayán).

- Klausur des Klosters Convento de Santo Domingo, Sitz der Universidad del Cauca. Calle 5 4-70 carrera 5 4-08. Decr. 2248 11-xii-1996.
- Casa caldas. Corporación nacional de turismo del cauca. Museo. Calle 3 4-70. Decr. 2248 11-xii-1996.
- Haus der Hacienda Coconuco Sterbeort von Tomás Cipriano de Mosquera. Vereda Coconuco vía Popayán purace. Ley 11 21-i-1977.
- Haus des Museo arquidiocesano de arte religioso und seine Sammlung. Calle 4 4-56 4-62. Decr. 2248 11-xii-1996.
- Sterbehaus von Guillermo Valencia, zusammen mit den umliegenden Anlagen, hasta la calle 2 y la carrera 6. Casa museo Guillermo Valencia. Carrera 6 2-36 2-57. Ley 80 29-xii-1943.
- Haus von Manuel María Mosquera y Arboleda.  Fakultät der Humanwissenschaften der Universidad del Cauca. Calle 3 5-38. Ley 132 31-xii-1963.
- Casa Tores Tnorio. Facultad de Humanidades de la universidad.
- Casa Agulo. Carrera 6 3-14. Decr. 2248 11-xii-1996.
- Casas de postgrados y del conservatorio. Casa de Carmen Pino, vom Ende des 19. Jh.
- Casa rosada. Caja de previsión de la Universidad del Cauca. Calle 4 3-73 3-79. Decr. 2248 11-xii-1996.
- Klausur Claustro de La Encarnación, Sitz des Colegio Mayor del Cauca. Kloster der Karmeliten. Carrera 5 calle 5 y calle 6. Decr. 2248 11-xii-1996.
- Klausur Claustro del carmen, Sitz des Kulturzentrums der Universidad del Cauca. Ehemaliges Karmeliterkloster. Convento del Carmen. Calle 4 3-56. Decr. 2248 11-xii-1996.
- Kloster Ermita de Jesús Nazareno und Innenausstattung. Ermita de Santa Catalina y Santa Bárbara. Calle 5 esq. Carrera 1. Decr. 2248 11-xii-1996.
- Hotel Monasterio, ehemaliges Franziskanerkloster. Calle 4 entre carrera 9 y carrera 10. Decr. 2248 11-xii-1996.
- Paraninfo Caldas. Calle 5 4-62. Decr. 2248 11-xii-1996.
- Historischer Ortskern. Ley 163 30-xii-1959.
- Theater Teatro Guillermo Valencia. Teatro municipal. Calle 3 carrera 7 esquina. Decr. 2248 11-xii-1996.
- Kirche Templo de la Encarnación und Innenausstattung. Carrera 5 esq. Calle 5. Decr. 2248 11-xii-1996.
- Kirche Templo de San Francisco, Umgebung und Innenausstattung. Calle 4 esq. Carrera 9. Decr. 2248 11-xii-1996.
- Kirche Templo de San José o de la Compañía und Innenausstattung. Calle 5 esq. carrera 8. Decr. 2248 11-xii-1996.
- Kirche Templo de Santo Domingo und Innenausstattung. Carrera 5 4-08 calle 5 4-70. Decr. 2248 11-xii-1996.
- Kirche Templo del Carmen und Innenausstattung. Calle 4 carrera 4 esquina. Decr. 2248 11-xii-1996.

Popayán (Yanaconas)
- Kirche Iglesia principal. Templo principal. Templo doctrinero de yanaconas. Carrera 6, vía al oriente. Resol. 0789 31-vii-1998.

Santander de Quilichao (Dominguillo)
- Kirche Capilla de Dominguillo. Capilla de Santa Bárbara. Decr. 2860 26-xi-1984.
- Haus der Hacienda Cuprecia. Decr. 763 25-iv-1996.
- Haus der Hacienda Japio. Auf den Ausläufern der Cordillera Central. Decr. 763 25-iv-1996.

Talaga
- Kirche Capilla Páez. Capilla doctrinera. Resol. 002 12-iii-1982.

Togoima
- Kirche Capilla Páez. Capilla doctrinera. Resol. 002 12-iii-1982.

### Cesar
Valledupar
- Colegio nacional Loperena. Ley 93 14-xii-1993.
- Festival de la Leyenda Vallenata. Ley 739 26-iv-2002.
- Ortskern. Resol. 795 16-vi-2000.

Valledupar (Badillo)
- Kirche Capilla de Badillo. Capilla de San Antonio. Capilla doctrinera. Resol. 007 12-xi-1992.

Valledupar (Valencia Jesús)
- Kirche Capilla colonial de valencia de Jesús. Plaza principal. Resol. 005 30-ix-1986.

### Chocó
Quibdó
- Architektonisches Erbe. Republikanische Gebäude und Ausstattung. Resol. 0793 31-vii-1998.

Tadó
- Kirche Iglesia de Tadó. Iglesia San José. Calle 1 carreras 18 a 20. Resol. 0795 31-vii-1998.

### Córdoba
Lorica
- Marktplatz Plaza de mercado. Calle 1, carrera 18 a carrera 20. Costado sur de la Plaza de Bolívar. Decr. 1756 26-ix-1996.
- Historischer Ortskern. Resol. 796 16-vi-2000.

### Cundinamarca
Beltrán
- Kirche Iglesia de Nuestra Señora de la Canoa. Resol. 1794 15-xii-2000.

Bojacá
- Gebäude der Hacienda cortes und Umgebung. Resol. 007 30-vi-1975.
- Gebäude der Hacienda las monjas und Umgebung. Resol. 007 30-vi-1975.
- Gebäude der Hacienda las monjitas und Umgebung. Haus der Hacienda El Corso. Museo Ángel Montoya. Resol. 007 30-vi-1975.

Cajicá
- Gebäude der Hacienda la fagua cavalier und Umgebung. Sitz der Pasteurizadora la alqueria. Kilómetro 4 vía a Tabio. Resol. 007 30-vi-1975.

Chía
- Gebäude der Hacienda Fusca und Umgebung. Resol. 007 30-vi-1975.
- Gebäude der Hacienda El Puente und Umgebung. Resol. 007 30-vi-1975.
- Hacienda Yerbabuena. Sitz des Instituto Caro y Cuervo. Carretera central del norte, kilómetro 24. Decr. 505 13-ii-1986.
- Brücke Puente del común. Autopista Norte cruce carretera Chía-Zipaquirá. Decr. 1584 11-viii-1975.

Cota
- Gebäude der Hacienda el noviciado und Umgebung. Sitz der Universidad de los Andes. Resol. 007 30-vi-1975.

Facatativá
- Gebäude der Hacienda moyano und Umgebung. Resol. 007 30-vi-1975.
- Gebäude der Hacienda San marino und Umgebung. Resol. 007 30-vi-1975.
- Hospital San Rafael. Carrera 2 1-80. Decr. 1931 24-ix-1993.

Funza
- Gebäude der Hacienda la pesquera und Umgebung. Resol. 007 30-vi-1975.
- Gebäude der Hacienda catama und Umgebung. Resol. 007 30-vi-1975.
- Gebäude der Hacienda hato de la ramada und Umgebung. Resol. 007 30-vi-1975.

Fusagasugá
- Quinta Coburgo. Decr. 602 26-iii-1996.

Girardot
- Marktplatz Plaza de mercado. Carrera 9 carrera 10 calle 10 calle 11. Decr. 1932 24-ix-1993.

Guaduas
- Historischer Ortskern. Ley 163 30-xii-1959.

Guasca

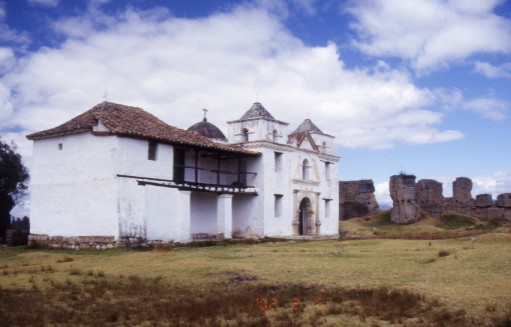
Capilla de Siecha, Guasca.

- Kirche Capilla de Siecha. Decr. 604 4-iii-1991.
- Gebäude der Hacienda de Siecha und Umgebung. Resol. 007 30-vi-1975.

La Calera
- Capilla interior de la actual Casa de Gobierno. Decr. 2857 26-xi-1984.

Madrid
- Gebäude der Hacienda Casablanca Vergara und Umgebung. Parte oriental de Madrid (cerros). Resol. 007 30-vi-1975.
- Gebäude der Hacienda El Colegio und Umgebung. Resol. 007 30-vi-1975.
- Gebäude der Hacienda El Molino und Umgebung. Resol. 007 30-vi-1975.
- Gebäude der Hacienda La Jabonera cuervo und Umgebung. Resol. 007 30-vi-1975.

Mosquera
- Gebäude der Hacienda San Jorge und Umgebung. Carretera a la mesa. Resol. 007 30-vi-1975.

Nemocón
- Gebäude der Hacienda Casablanca Nieto und Umgebung. Resol. 007 30-vi-1975.

Pacho
- Eisenhütte Ferrería de Pacho.

Ricaurte
- Hacienda Peñalisa - casa y capilla. Resol. 1797 15-xii-2000.

Sesquilé
- Gebäude der Hacienda Chaleche und Umgebung. Resol. 007 30-vi-1975.

Sibaté
- Gebäude der Hacienda San Benito und Umgebung. Resol. 007 30-vi-1975.

Silvania
- Parque arqueológico. Dentro de la hacienda Tequendama. Resol. 001-1971.

Simijaca
- Gebäude der Hacienda aposentos und Umgebung. Resol. 007 30-vi-1975.

Soacha
- Gebäude der Hacienda Tequendama und Umgebung. Resol. 007 30-vi-1975.
- Gebäude der Hacienda Terreros und Umgebung. Resol. 007 30-vi-1975.
- Gebäude der Hacienda Cincha und Umgebung. Resol. 007 30-vi-1975.
- Gebäude der Hacienda El Vínculo und Umgebung. Resol. 007 30-vi-1975.
- Gebäude der Hacienda Fute und Umgebung. Resol. 007 30-vi-1975.
- Bethaus der Hacienda Canoas Gómez und Umgebung. Resol. 007 30-vi-1975.

Sopó
- Gebäude der Hacienda Hato Grande und Umgebung. Vía Sopó kilómetro 35. Resol. 007 30-vi-1975.
- Gebäude der Hacienda Casablanca Ortiz und Umgebung. Resol. 007 30-vi-1975.
- Gebäude der Hacienda el castillo, (herradura) und Umgebung. Resol. 007 30-vi-1975.
- Gebäude des Conjunto arquitectónico de la iglesia del divino salvador y su casa cural, Sammlung "los ángeles de sopo". Decr. 3054 19-xii-1990.

Subachoque
- Gebäude der Hacienda Pradera und Umgebung. Resol. 007 30-vi-1975.
- Öfen und Türme der Eisenhütte Ferrería de la pradera

Suesca

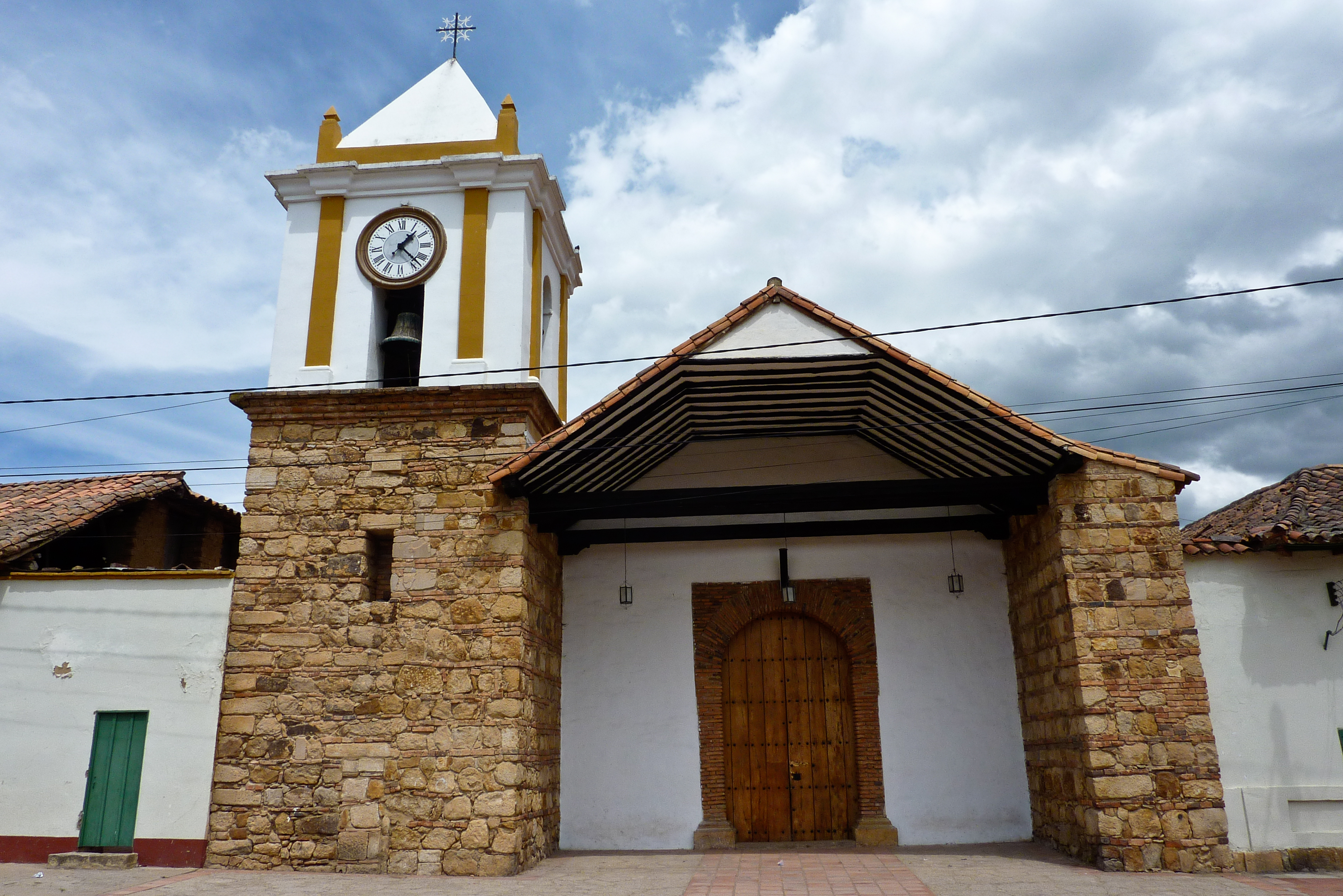
Capilla doctrinera en Suesca.

- Kirche Capilla doctrinera und Hauptplatz. Decr. 1897 22-ix-1993.

Sutatausa
- Kirche Iglesia colonial, plaza y capillas Posas. Decr. 192 31-i-1980.

Tabio
- Kirche Capilla doctrinera. Ermita de Santa Bárbara. Carretera a baños termales. Resol. 002 12-iii-1982.

Tena
- Hacienda de Tena und Umgebung: casa de huéspedes, biblioteca, casa principal, administración, capilla y casa comercial. Entrada principal al pueblo en la vereda El Rosario. Resol. 001a-1971.

Tenjo
- Kirche Capilla doctrinera. templo doctrinero neogranadino. Plaza principal. Resol. 002 12-iii-1982.
- Gebäude der Hacienda los laureles und Umgebung. Resol. 007 30-vi-1975.
- Gebäude der Hacienda el cacique und Umgebung. Resol. 007 30-vi-1975.
- Gebäude der Hacienda granada und Umgebung. Resol. 007 30-vi-1975.
- Gebäude der Hacienda poveda und Umgebung. Resol. 007 30-vi-1975.
- Hauptplatz und seine Gebäude. Los predios y sus construcciones, las 4 esquinas que conforman la plaza y la capilla ubicada en la esq. nororiental de la manzana catastral 012, calle 4 carrera 2. Mit Ausnahme der modernen Gebäude. Decr. 2530 17-xii-1993.

Tocaima
- Estación de Portillo.

Zipaquirá

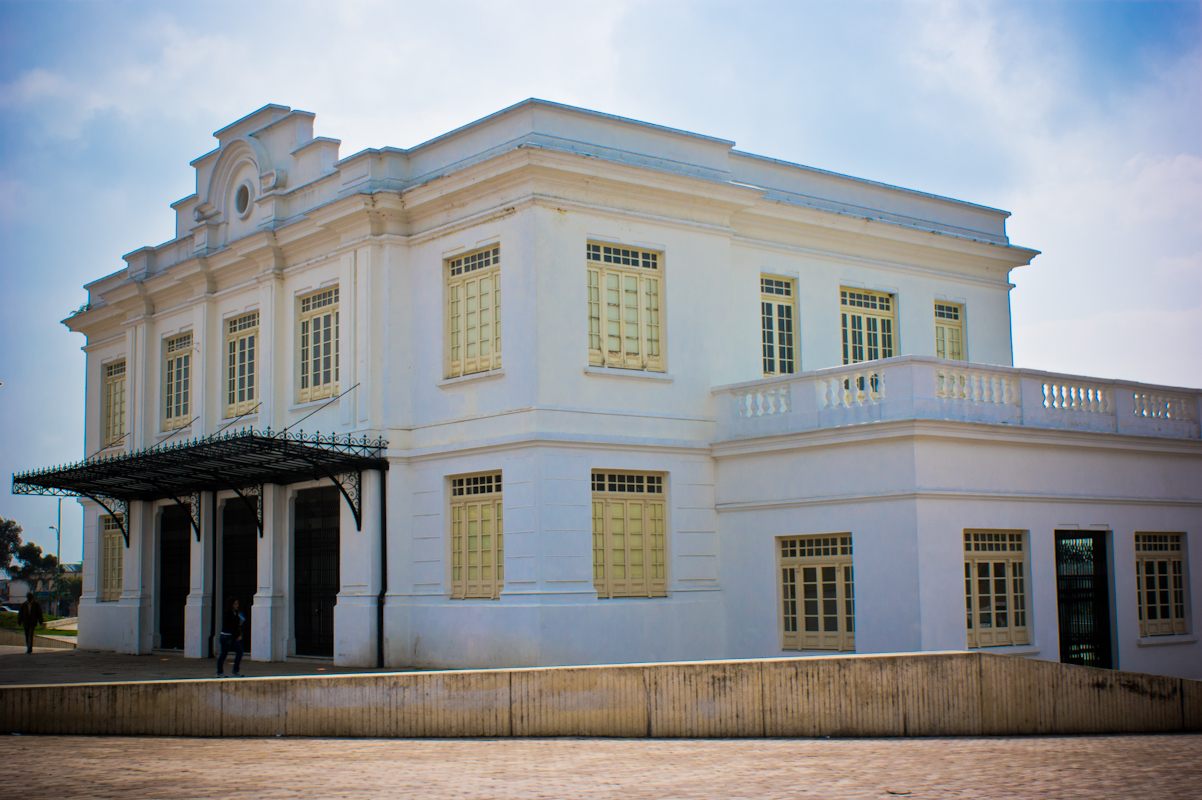
Bahnstation von Zipaquirá.

- Historischer Ortskern. Resol. 002 12-iii-1982.

Zipaquirá – Barandillas - Las Fuentes - El Tunal.
- Zona localizada en el municipio de Zipaquirá valle del abra veredas de barandillas, las fuentes y el tunal. Resol. 004 10-x-1972.

### Guainia
San Felipe
- Festung Fuerte de San Felipe de Rionegro o de San Carlos. Resol. 0964 22-vi-2001.

### Huila
Acevedo – Isnos - La Argentina - La Plata – Porapa – Pitalito – Saladoblanco - San Agustín – Tarqui - Timaná

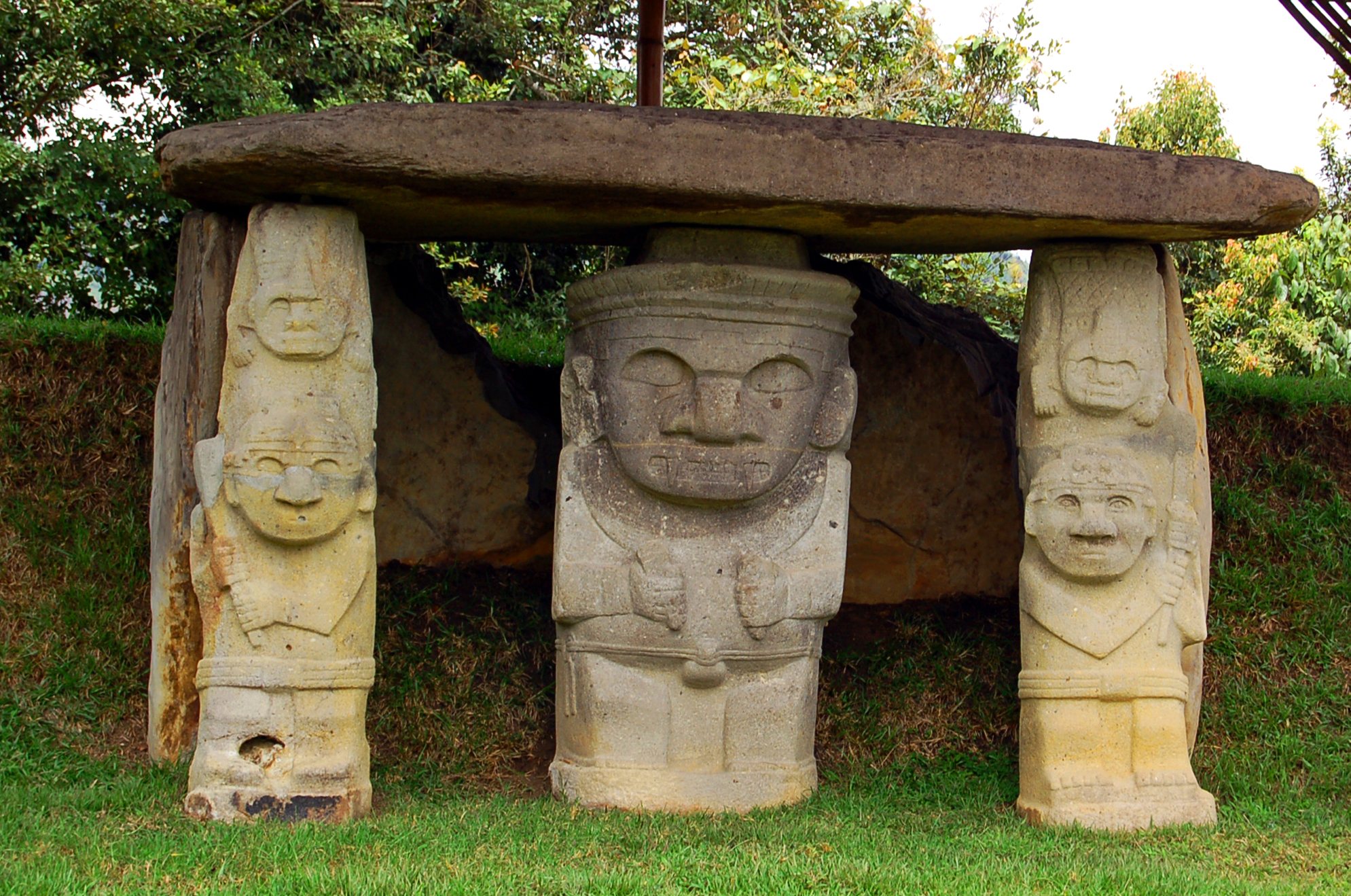
Parque arqueológico de San Agustín.

- Parque arqueológico de San Agustín. Berge der cordillera Central  bis zum Valle de San Agustín am oberen Río Magdalena. Decr. 774 del 26-iv-1993 (declara). Unesco-Welterbe

Gigante
- Geburtshaus von Ismael Perdomo. Hostal. Calle 3 4-45. Decr. 222 21-ii-1972.
- Kirche Iglesia de San Antonio. Templo donde fue bautizado monseñor Ismael Perdomo. Decr. 222 21-ii-1972.

Neiva
- Kirche Capilla de la concepción. Iglesia de la concepción. Resol. 002 12-iii-1982.

Villavieja
- Kirche Capilla Santa Bárbara. Plaza principal, costado sur. Resol. 002 06-iv-1981.

Yaguará
- Geburtshaus von Adriano Perdomo Trujillo fundador de la Cruz Roja. Plaza principal, esquina nororiental. Ley 4 9-i-1986.

### La Guajira
El Molino
- Kloster Ermita de San Lucas. Iglesia colonial del molino. Resol. 008 12-xi-1992.

Riohacha
- Grabmal von José Prudencio Padilla. Catedral de Nuestra Señora de los Remedios. Calle 2 entre carrera 7 carrera 8. Ley 6 20-viii-1948.

### Magdalena
Aracataca

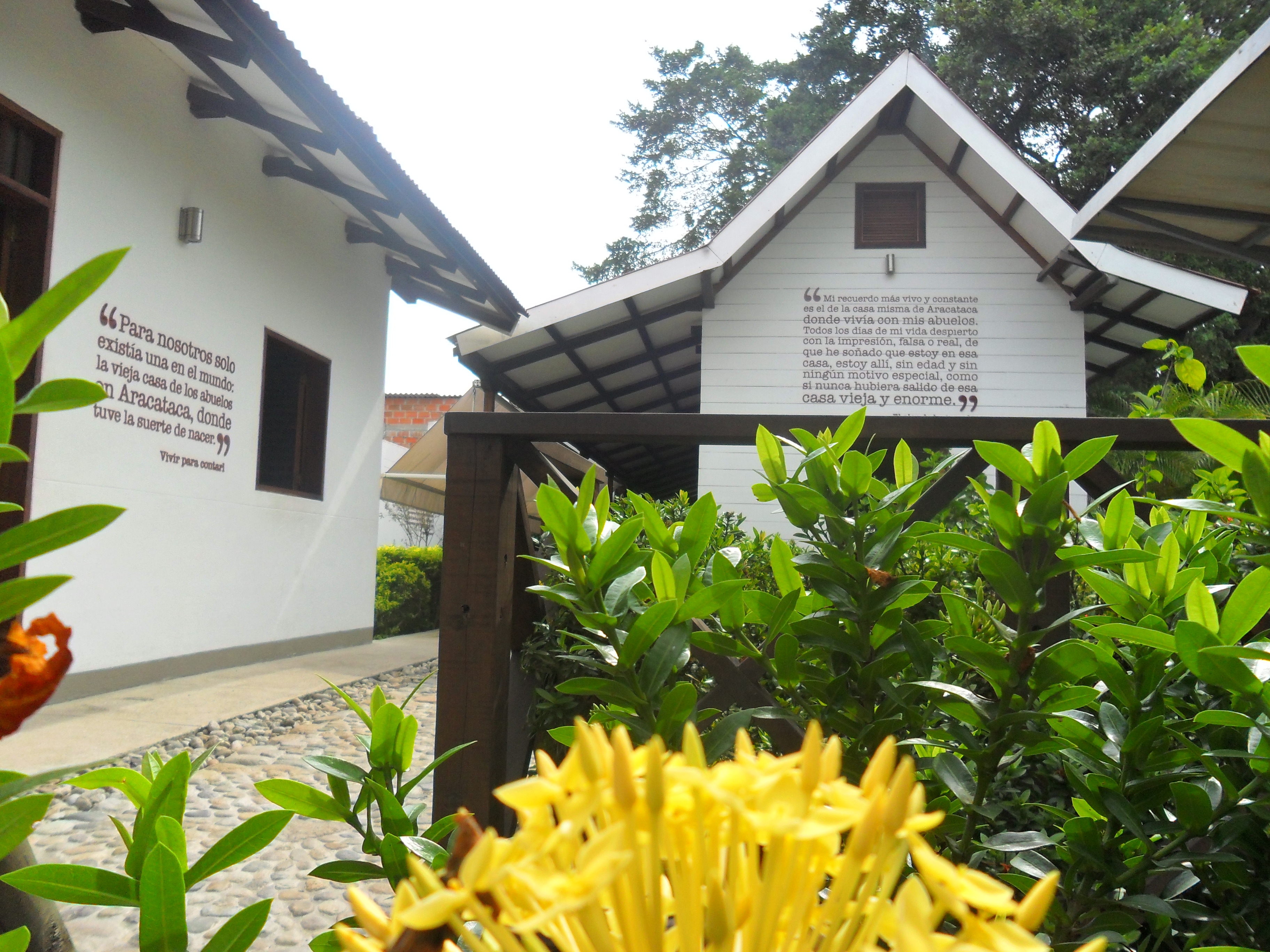
Geburtshaus von Gabriel García Márquez in Aracataca.

- Geburtshaus von Gabriel García Márquez y el ámbito cultural de la población. Decr. 480 13-iii-1996.

Ciénaga
- Historischer Ortskern. Partiendo del cruce de la calle 5 con la carrera 17 y sobre ella en dirección sur hasta encontrar la carrera 16 y sobre ella en dirección sur hasta el cruce con la calle 14, sobre ella en dirección occidente hasta encontrar el cruce con la carrera 10, sobre ella en dirección norte hasta encontrar el cruce con la calle 5 y sobre ella, en dirección oriente hasta encontrar el punto de origen. Decr. 2012 5-xi-1996.

Santa Marta

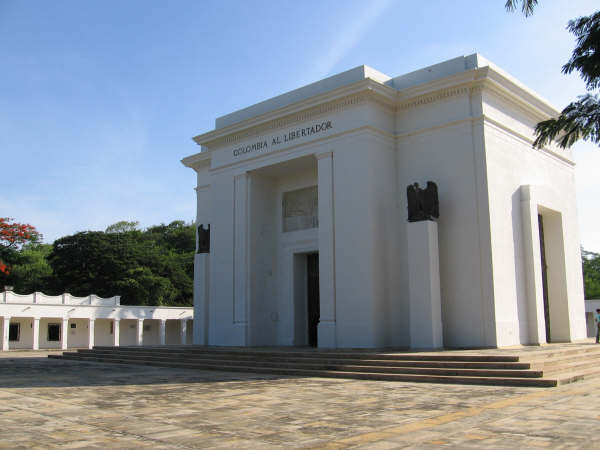
Quinta de San Pedro Alejandrino, Hacienda auf der Simón Bolívar starb.

- Hospital San Juan de Dios. Carrera 1c y calle 22. Resol. 358 16-iv-1999.
- Casa de la Aduana. Decr. 390 17-iii-1970.
- Kloster Claustro de San Juan Nepomuceno. Klausur des Seminars. Carrera 2 16-44. Decr. 2009 5-xi-1996.
- Gebäude des Instituto Técnico Industrial. Escuela industrial. Avenida El Libertador calle 14 11-38. Decr. 1929 24-ix-1993.
- Gebäude des Liceo Celedon, mit dem AHus des Rektors. Avenida El Libertador o calle 14 12-08. Decr. 2529 17-xii-1993.
- Festung Fuerte de San Fernando. Decr. 2673 20-xi-1989.
- Festung Fuerte El Morro. Isla El Morro. Decr. 1803 19-x-1995.
- Quinta de San Pedro Alejandrino. Antigua casa de hacienda. Ley 163 30-xii-1959.
- Historischer Ortskern. Reglamentación. Ley 163 30-xii-1959.

Santa Marta (Buritaca)
- Parque arqueológico de Teyuna - Ciudad perdida. Parque arqueológico de ciudad perdida. Sierra Nevada de Santa Marta. Resol. 037 31-x-1995.

Santa Marta (Mamatoco)

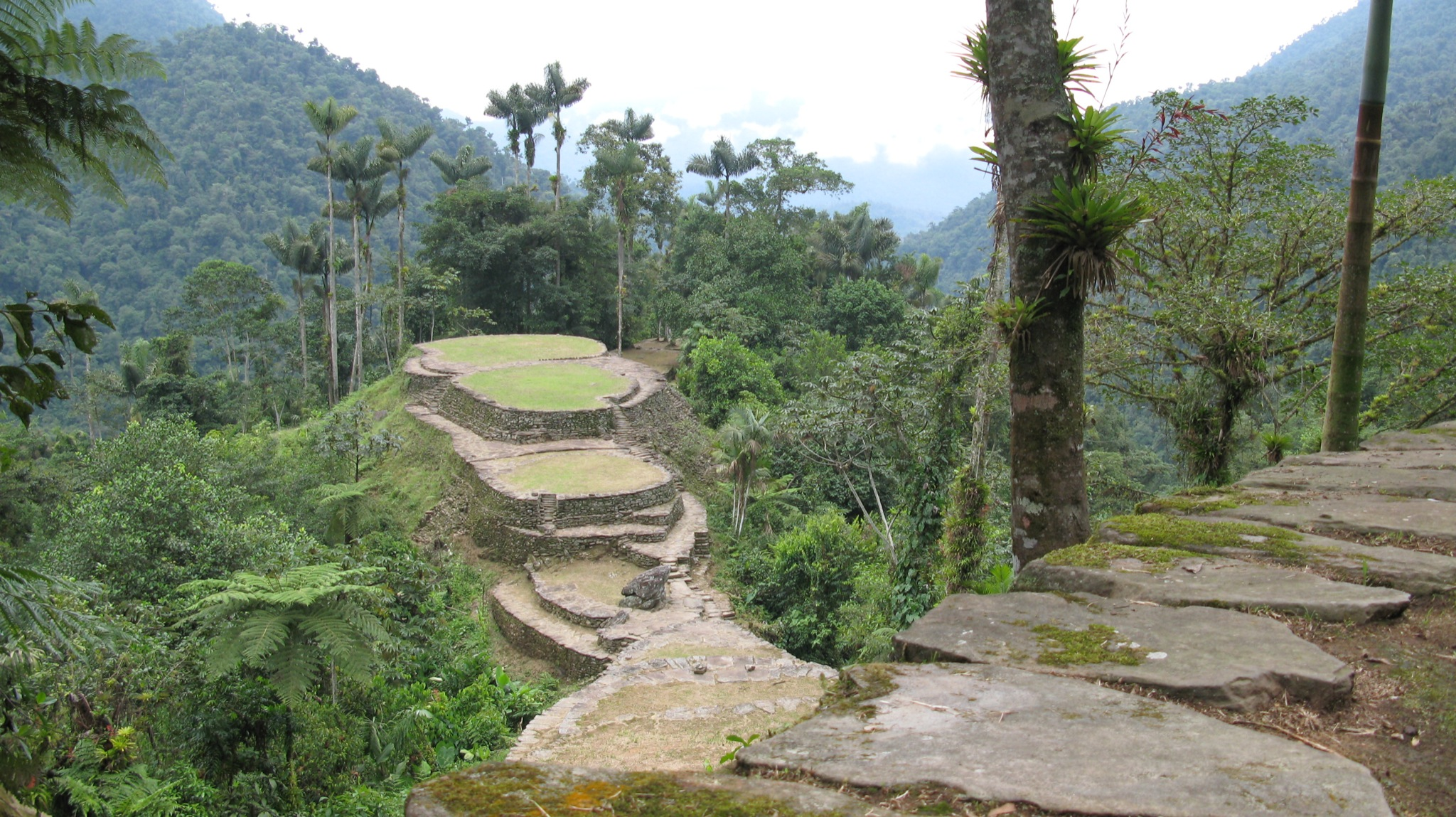
Ciudad Perdida en la zona norte de la Sierra Nevada de Santa Marta.

- Kirche Capilla de San Jerónimo. Iglesia de Mamatoco. Plaza principal de Mamatoco, costado oriental. Plaza de San Aragón. Resol. 015 13-xi-1992.

Santa Marta (Taganga)
- Kirche Iglesia de San Francisco de Asís. Iglesia de Taganga. Plaza de San Francisco. Carrera 2a entre calle 8 y calle 9. Decr. 481 13-iii-1996.

Tenerife
- Pfarrkirche Templo parroquial de San Sebastián de Tenerife und Innenausstattung. Plaza principal. Decr. 1912 2-xi-1995.

### Nariño
Arboleda
- Reserva arqueológica de Berruecos. Por el este limita con San José en una extensión de 10.255 km; norte: municipio de la unión en una extensión de 3.605 km; oeste: municipio de San Lorenzo en una extensión de 8.249 km sur: río Juanambu en una extensión de 8.575 km. Área total 139 km². Decr. 2666 31-xii-1971.

Consacá (Bombona)
- Hacienda bombona. Resol. 002 12-iii-1982.

Ipiales. (Las Lajas)
- Santuario nacional de Las Lajas. Iglesia de Las Lajas. Resol. 007 28-xii-1984.

Pasto
- Kirche Capilla de La Milagrosa und die umgebenden architektonischen Bauwerke. Pädagogisches Institut. Ehemals Hospital de San Pedro. Carrera 26 22-225. Decr 1631 12-viii-1988.
- Carnavales de Pasto. Ley 706 26-xi-2001.
- Villa Museo Taminango (monasco dachis). Casa taminango. Museo taminango. Calle 13 27-71. Decr. 2000 15-x-1971.
- Kirche Catedral. Calle 27, carrera 26 esquina. Resol. 1793 15-xii-2000.
- Verwaltungsgebäude Palacio de Gobierno. Calle 19, carrera 24 esquina. Resol. 0798 31-vii-1998.
- Historischer Ortskern. Ley 163 30-xii-1959.
- Teatro Imperial. Carrera 26 14-59. Resol 0789 31-vii-1998.

- Pasto (Corregimiento El Encanto)
- Kirche Capilla misionera. Resol. 002 12-iii-1982.

Pupiales
- Reserva arqueológica Pupiales (toda la región incluyendo sus corregimientos, caseríos e inspecciones de policía). Decr. 1068 9-vi-1975.

San Andrés
- Kirche Capilla misionera. Resol. 002 12-iii-1982.

San Francisco
- Kirche Capilla misionera. Resol. 002 12-iii-1982.

Sandoná
- Kirche Basílica de Nuestra Señora del Rosario. Plaza principal esquina. Resol. 1615 26-xi-1999.

### Norte de Santander
Chitagá
- Brücke Puente Real. Resol. 003 6-iv-1981.

Cúcuta
- Plaza de mercado cubierto (demolida). Heute Gebäude San José. Empresas públicas municipales. Avenida 6 calle 11 esquina sur occidental. Resol. 002 12-iii-1982.
- Casa de la cultura. Torre del reloj. Antiguo edificio de la energía eléctrica. Calle 13 entre avenida 3 y avenida 4 costado oriental. Resol. 002 12-iii-1982.
- Verwaltungsgebäude der Gobernación del norte de Santander. Palacio de Gobierno. Avenida 5 calle 14. Resol. 024 14-v-1990.
- Quinta Teresa. Kolleg der Hermanos cristianos. Colegio Sagrado Corazón. Calle 16 3-60. Decr. 2007 5-xi-1996.

Ocaña
- Denkmal Columna de la libertad de los esclavos. Resol. 0620 11-4-2002.
- Gebäude der Convención de Ocaña von 1828. Templo de San Francisco. Ley 75 22-ix-1937.
- Kirche Santuario de Nuestra Señora de las Gracias de Torcoroma. Decr. 2861 26-xi-1984.

Pamplona
- Casa de Las Marías. Sitz des Museo Eduardo Ramírez Villamizar (Moderne Kunst) Calle 5 5-71 5-105 carrera 4 4-94 4-100. Decr. 288 24-ii-1975.
- Gebäude des Mercado Público. Casa del mercado cubierto de pamplona. Carrera 5 6-28. Resol. 0792 31-vii-1998.
- Historischer Ortskern. Decr. 264 12-ii-1963.

Pamplonita
- Kirche Iglesia de Nuestra Señora del Rosario. Decr. 1914 2-xi-1995.

Villa del Rosario
- Geburtshaus von Francisco de Paula Santander. Casa de Santander. Ley 164 30-xii-1959.
- Kirche Iglesia del rosario de Cúcuta. Ley 28 11-x-1935.
- Historischer Ortskern. Decr. 102 27-i-1971.

### Quindío
Armenia
- Plaza de mercado. Calle 15 calle 16 calle 17 carrera 16 carrera 17 carrera 18. Decr. 1802 19-x-1995.

### Risaralda
Pereira
- Gebäude der las Rentas Departamentales, en la calle 17 con carrera 10, en la esquina sur occidental.

Decr. 1896 22-ix-1993.
Santa Rosa de Cabal (la capilla)
- Schule Seminario menor la apostólica. Carrera 7 13-29 alto del rosario. Resol. 0792 31-vii-1998.

### San Andrés y Providencia
Providencia
- Schule Escuela de María Inmaculada. Freetown. Resol. 0788 31-vii-1998.

San Andrés (La Loma)
- Kirche Iglesia bautista de La Loma. Resol. 0788 31-vii-1998.

San Andrés - Providencia y Santa Catalina
- Fuerte de la libertad. Resol. 0788 31-vii-1998.

### Santander
Barichara
- Historischer Ortskern. calle 4 con cra 10, hasta la calle 8, hasta la cra 8, hasta calle 9, hasta cra. 6, hasta calle 8, al sur hasta cra 5, hasta cra 4 con calle 7, hasta cra 3, hasta calle 5, hasta cra 2. Decr. 1654 3-viii-1978.

Barichara y Guane
- Camino real (Königsweg) von Barichara nach Guane. Resol. 0790 31-vii-1998.
- Kirche Iglesia parroquial santuario de Santa Lucía. Plaza principal. Resol. 0795 31-vii-1998.

Bucaramanga

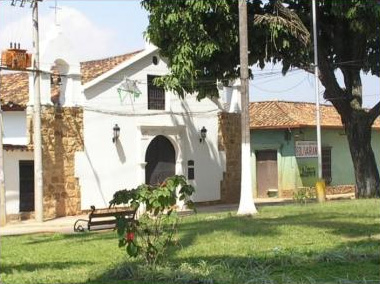
Die Capilla de los Dolores in Bucaramanga.

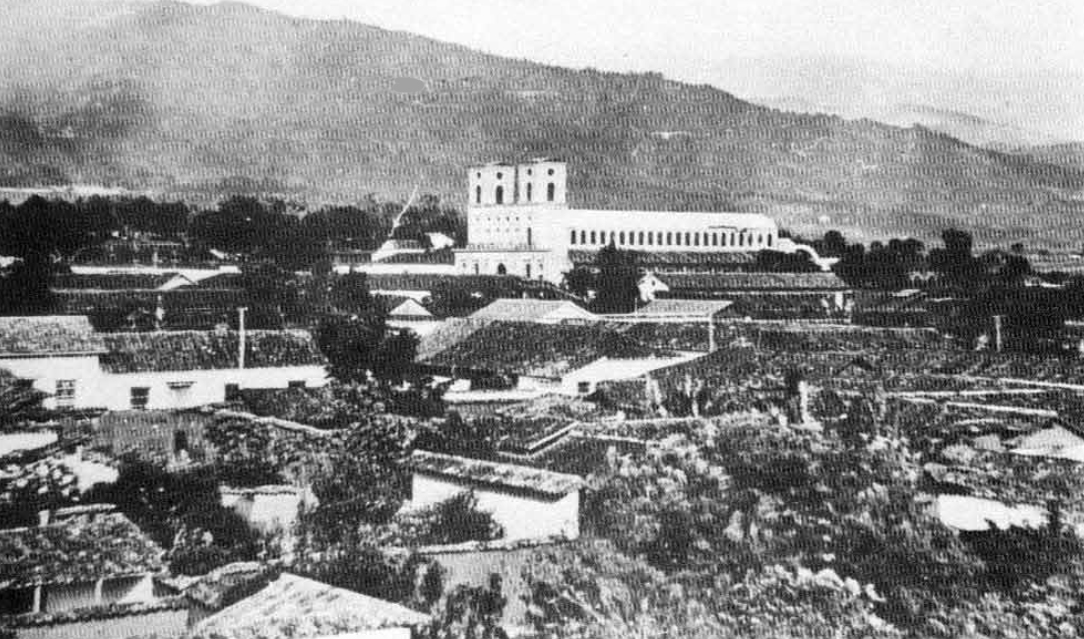
Die Catedral de la Sagrada Familia (ca. 1920).

- Kirche Capilla de los Dolores. Carrera 12 36-08. Decr. 2210 21-vii-1954.
- Casa de Bolívar. Carrera 12 calle 37 sin dirección. Resol. 1613 26-xi-1999.
- Geburtshaus von Custodio García Rovira. Calle 35 8-78. Ley 48 1-ix-1966.
- Club del Comercio. Carrera 20 35-35. Resol. 002 12-iii-1982.
- Colegio de Nuestra Señora del Pilar. Colegio San Pedro Claver. Carrera 19 y carrera 20 calle 31 y calle 32. Decr. 1910 2-xi-1995.
- Coliseo Peralta. Carrera 12 41-70 41-80 calle 42 11-65 11-75 11-85. Decr. 292 24-ii-1975.
- Edificio Clausen. Notaría Séptima. Carrera 12 35-05 35-11 35-15 35-17 35-23 calle 35 12-02 12-06 12-10 12-14. Resol. 002 12-iii-1982.
- Hotel Bucarica. Carrera 19, calle 35. Resol. 002 12-iii-1982.
- Kirche Iglesia de la Sagrada Familia. Calle 36 19-56, despacho parroquial. Resol. 002 12-iii-1982.
- Kirche Iglesia de San Laureano. Carrera 12 36-08 despacho parroquial. Resol 002 12-iii-1982.
- Teatro Garnica (demolido). Carrera 17 calle 33 y calle 34 costado oriental. Resol. 001 16-ii-1978.

Confines
- Kirche Iglesia de San Cayetano. Templo. Decr. 1192 26-v-1977.

Girón

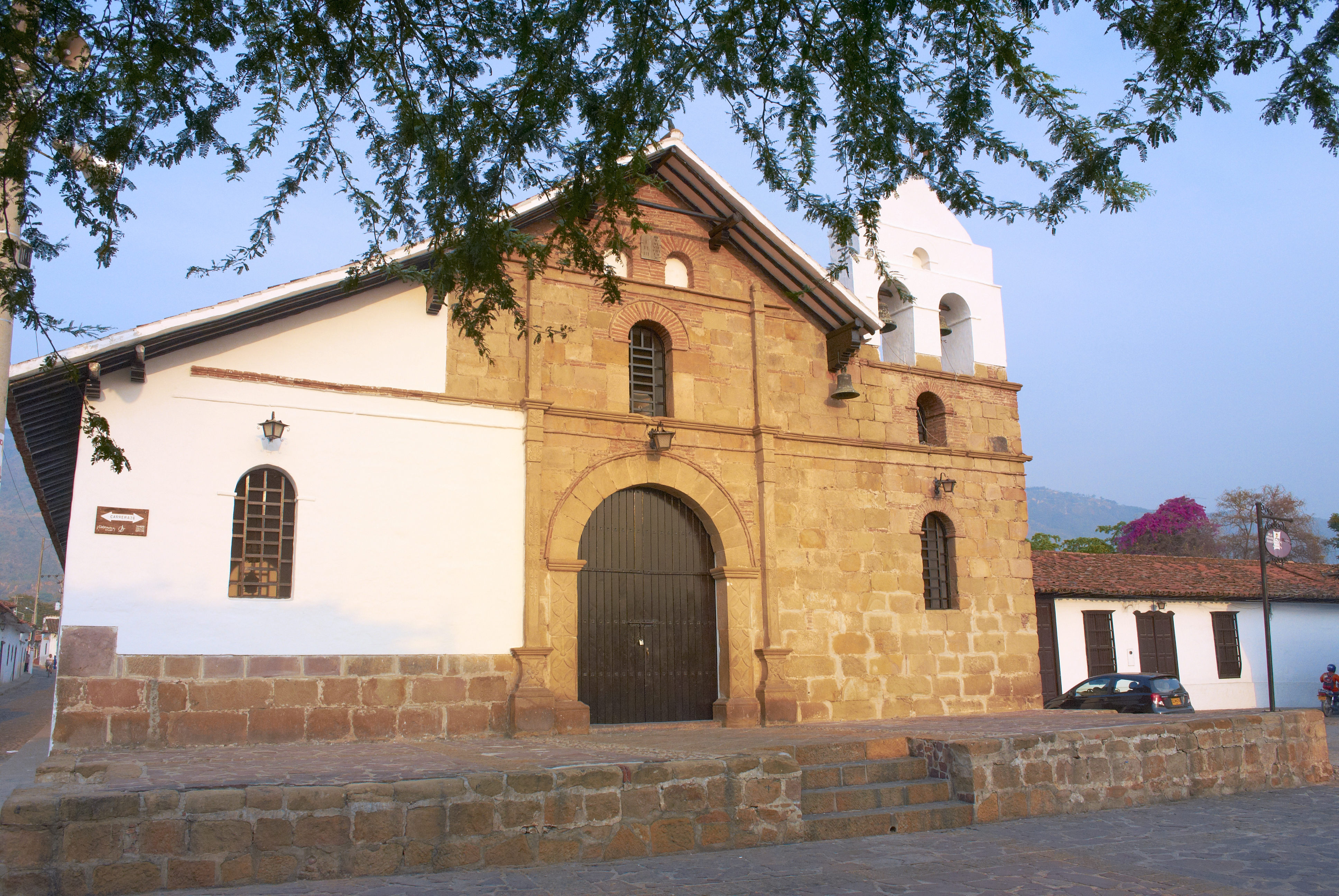
Capilla de Las Nieves, Girón.

- Historischer Stadtkern. Decr. 264 12-ii-1963.

Matanza
- Kirche Iglesia de Nuestra Señora de las mercedes. Plaza principal. Resol. 659 2-v-2001.

San Gil
- Colegio universitario San José y San Pedro de alcántara de Guanenta. Casona de la Normal. Carrera 10 11-27. Decr. 2862. 26-xi-1984.
- Historischer Stadtkern. Decr. 264 del 12-ii-1963.

Socorro
- Casa de la cultura. Casa de berbeo. Calle 14 12-17 12-27 12-35 12-39. Decr. 1771 9-ix-1971.
- Brücke Puente comuneros. 6 km vom Ort entfernt. Resol. 1874 28-xii-2000.
- Historischer Stadtkern. Decr. 264 12-ii-1963.

Vélez
- Kolonialgebäude, das heute als Colegio universitario genutzt wird. Ehemals Kloster San Francisco de Vélez.

Decr. 2333 15-xi-1973.

### Sucre
San Benito Abad
- Kirche Basílica menor del Señor de Los Milagros. Ley 571 3-ii-2000.

### Tolima
Ambalema
- Historischer Ortskern. Reglamentación. Decr. 776 2-iv-1980.

Honda

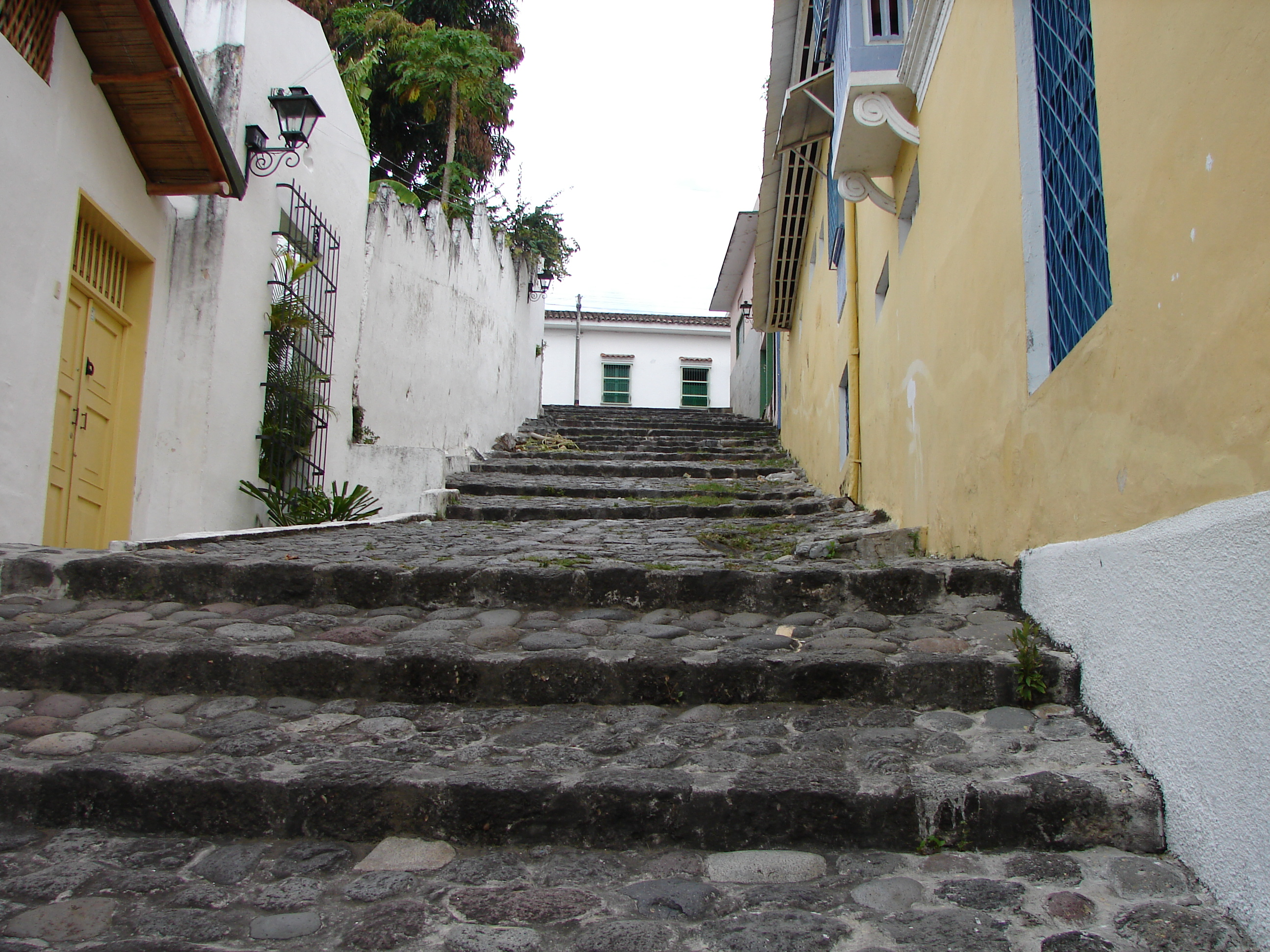
Carrera de las Trampas im historischen Viertel von Honda.

- Plaza de mercado. Calle 13 carrera 13. Decr. 1756 26-ix-1996.
- Brücke Puente Navarro über den Río Magdalena. Decr. 936 10-v-1994.
- Historischer Ortskern. Reglamentación. Recorrido fotográfico. Decr. 1192 26-v-1977.

Ibagué
- Panóptico. Picalena calle 10 calle 11, carrera 8 carrera 9. Resol. 0752 31-vii-1998.
- Hauptgebäude der Granja San Jorge. Carrera 8 calle 19 2 km al oriente. Sector de calambeo. Resol. 0799 31-vii-1998.
- Gebäude und Einrichtungen des Conservatorio de música Alberto Castilla. Ley 112 19-i-1994.
- Salón Alberto Castilla und Sammlung von Ölbildern von Domingo Moreno Otero. Decr. 745 24-iv-1996.
- Teatro Tolima. Carrera 3 11-76. Decr. 708 17-iv-1996.

Mariquita
- Historischer Ortskern. Ley 163 30-xii-1959.

Tolima – Valle
(Flandes - Cali)
- Sammlung alter Dampfmaschinen Conjunto de antiguas locomotoras a vapor. Resol. 0791 31-vii-1998.

### Valle del Cauca
Buga

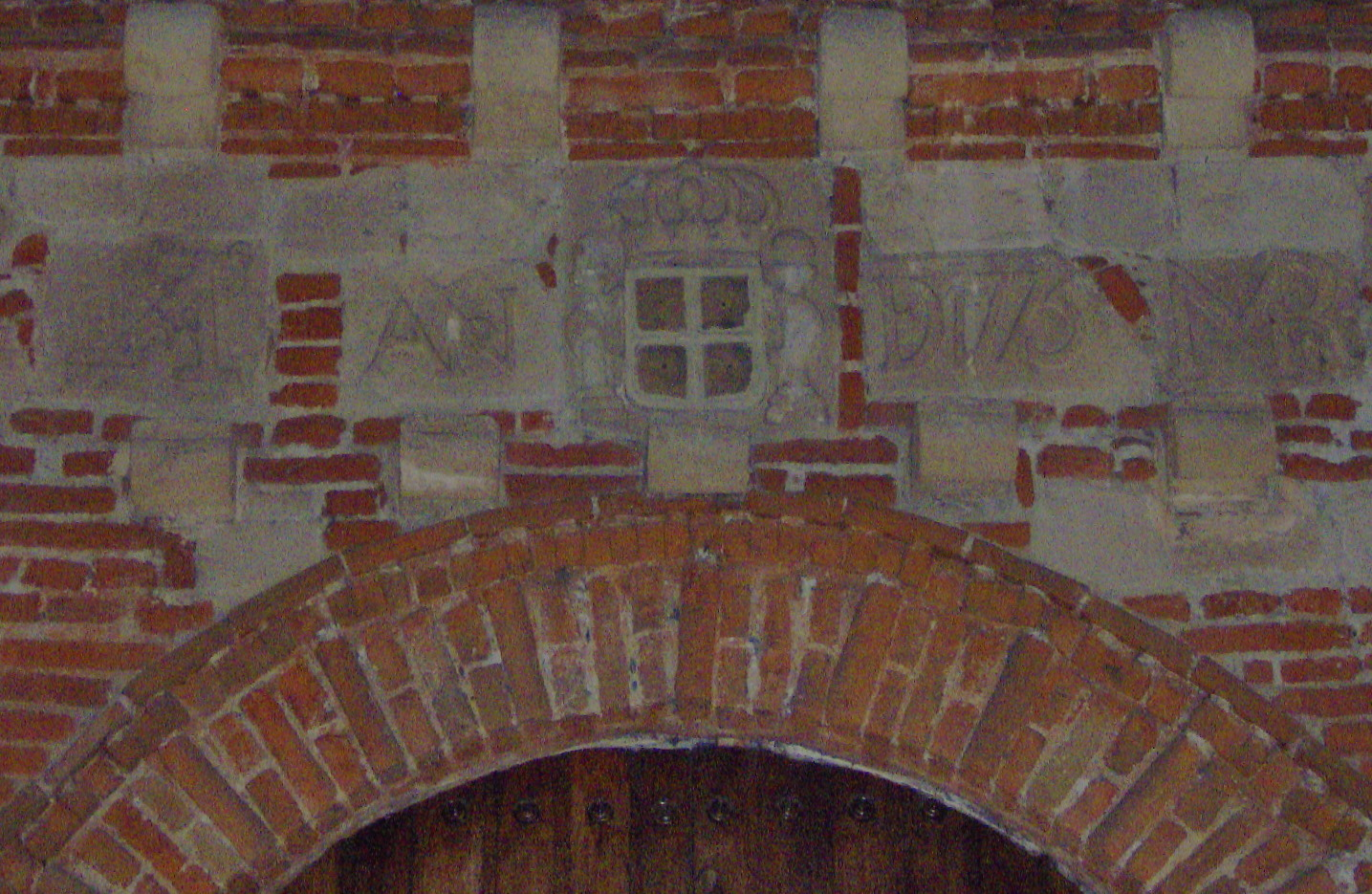
Wappen von Buga.

- Gebäude der Hacienda La Julia. Sobre la parte plana cerca a Buga. Decr. 763 25-iv-1996.
- Historischer Ortskern. Ley 163 30-xii-1959. Resol. Nacional 0304 de 2010 expedida por el Ministerio de Cultura, que adopta el Plan Especial de Manejo y Protección - PEMP - del Sector Antiguo (reglamenta).
- Städtisches Theater Teatro Municipal. Calle 6 10-07 10-19. Resol. 0792 31-vii-1998.

Bugalagrande (El Overo)
- Kirche Capilla de Nuestra Señora de la Concepción. Capilla del overo. Resol. 0789 31-vii-1998.

Cali

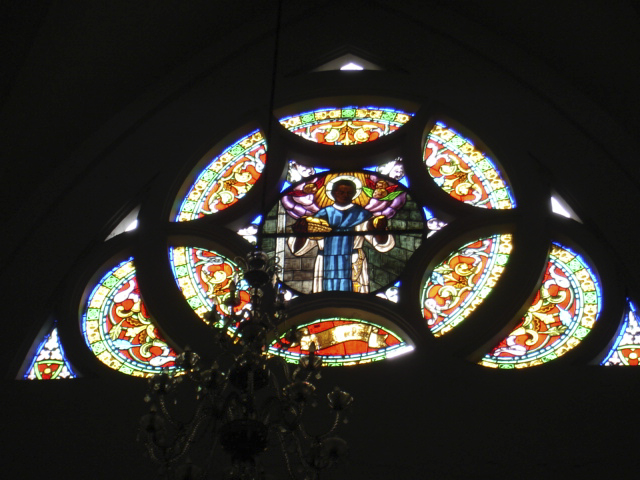
Glasfenster der Catedral de San Pedro de Cali.

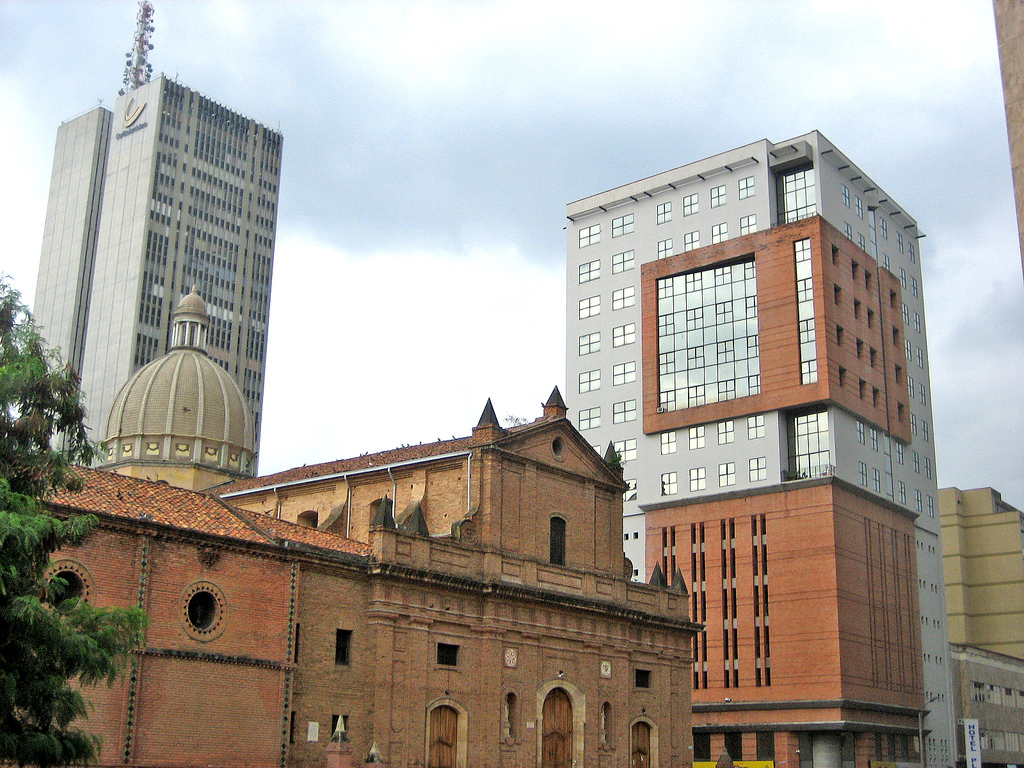
Platz und Kirche Iglesia de San Francisco.

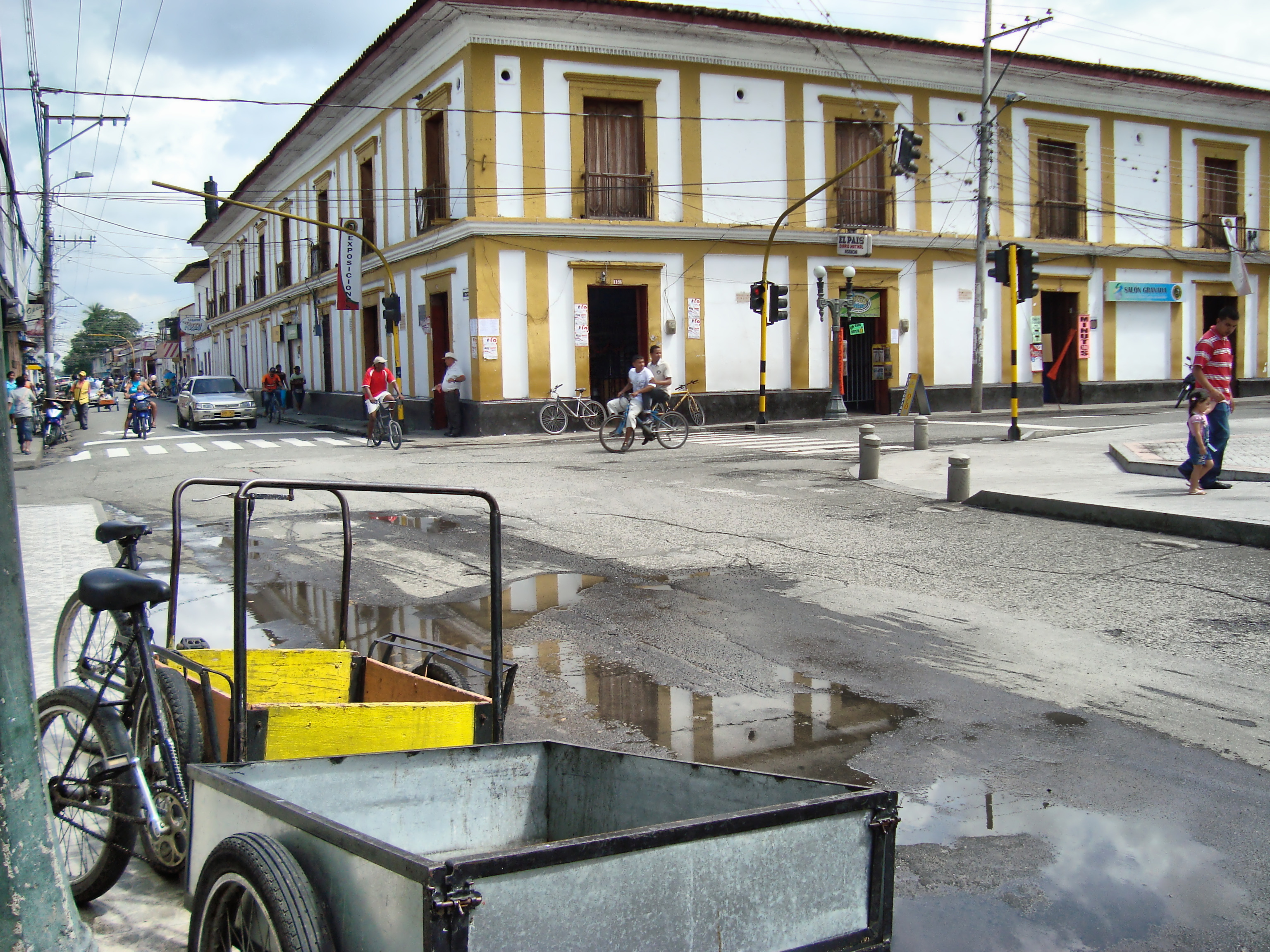
Hauptplatz von El Cerrito.

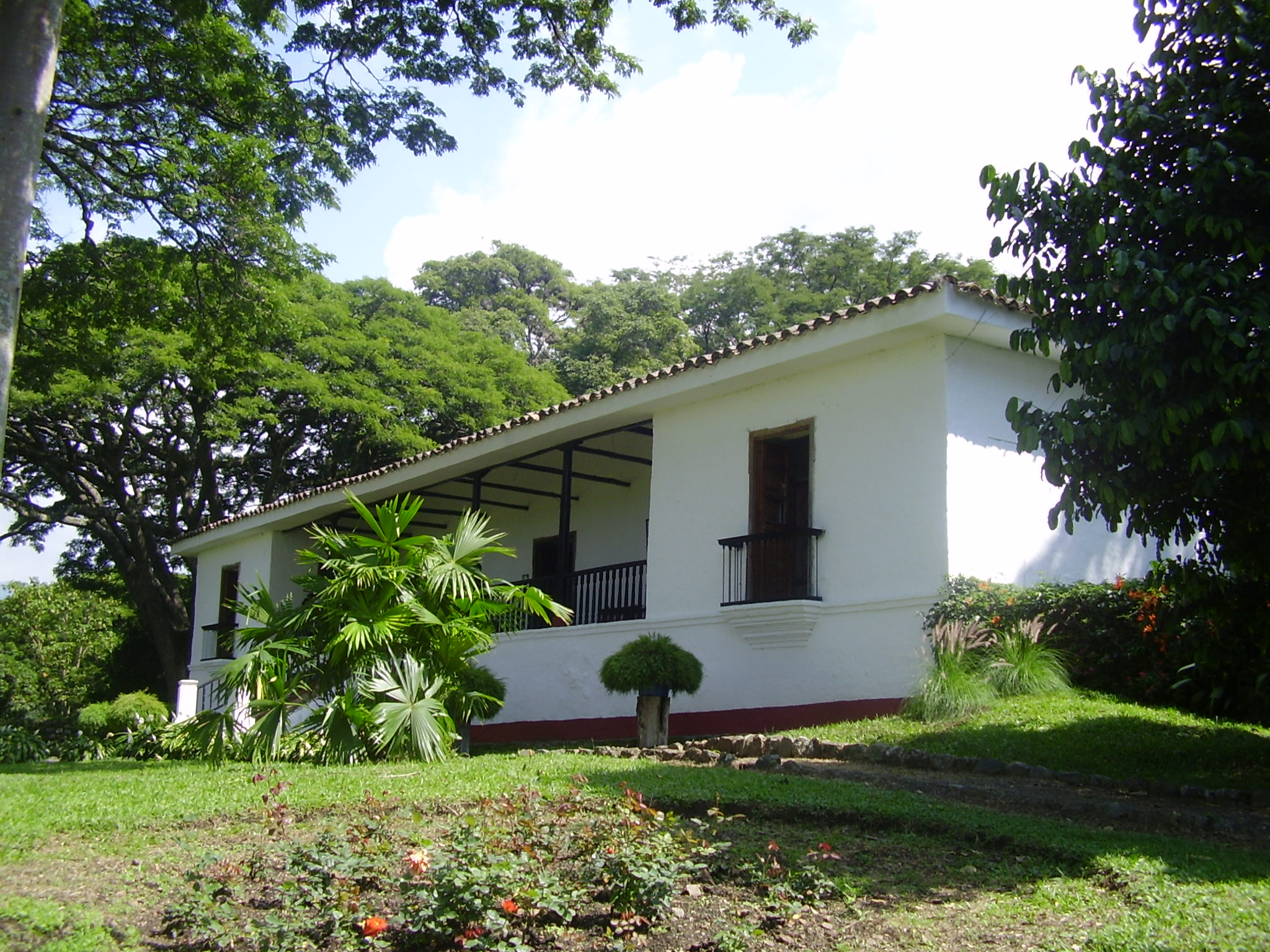
Hacienda El Paraíso.

- Gebäude der Hacienda Piedragrande. Carrera 118 a carrera 120 calle 42 a calle 45. Contigua a la hacienda canas gordas. Decr. 763 25-iv-1996.
- Kirche Catedral de San Pedro de Cali. Resol. 002 12-iii-1982.
- Edificio Otero. Plaza San Cayetano calle 12 entre carrera 4 y carrera 5. Decr. 1722 25-vii-1977.
- Universitätsklinik Hospital universitario Evaristo García. Calle 5 36-08. Decr. 1802 19-x-1995.
- Kirche Iglesia de San Antonio. Decr. 1148 25-iv-1997.
- Iglesia de San Francisco. Resol. 002 12-iii-1982.
- Iglesia y convento de La Merced. Decr. 285 24-ii-1975.
- Alte Villa der Hacienda Cañas Gordas. Autopista Simón Bolívar carrera 109 sur de la ciudad. Decr. 191 31-i-1980.
- Palacio Nacional. Plaza Caycedo calle 12 entre carrera 4 y carrera 5. Decr. 1722 25-vii-1977.
- Parque Panamericano. Calle 5. Decr. 1802 19-x-1995.
- Plaza de Toros. Calle 5 con avenida Guadalupe. Decr 1802 19-x-1995.

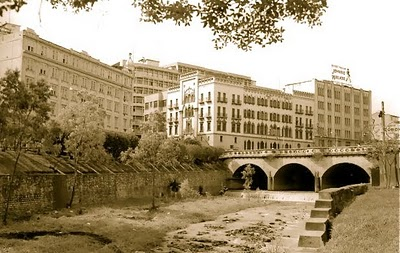
Puente Ortiz, die Brücke über den Río Cali.

- Puente Ortiz. Fußgängerbrücke. Resol. 002 12-iii-1982.
- Historischer Stadtkern. Ley 163 30-xii-1959.
- Theater Teatro Jorge Isaacs. Calle 12 entre carrera 3 y carrera 4. Decr. 2858 26-xi-1984.
- Städtisches Theater Teatro municipal. Carrera 5 n° 6 – 64 Cali. Resolución 002 del 12-iii-1982 (propone). Resol. 1585 5-viii–2002.

Cartago
- Casa del Virrey. Casa de Marisancena. Casa de la cadena. Calle 13 4-29 4-53. Resol. 006 30-v-1997.
- Kirche Iglesia de Nuestra Señora de Guadalupe. Carrera 4 calle 6. Resol. 0789 31-vii-1998.
- Historischer Ortskern von Cartago. Ley 163 30-xii-1959.

El Cerrito
- Gebäude der Hacienda Piedechinche. Museum des Zuckerrohranbaus. 42 km von Cali entfernt an der Straße von El Placer nach Santa Elena. Decr. 763 25-iv-1996.
- Gebäude der Hacienda La Merced. 5 km vom Stadtzentrum nach Süden, nach der Eisenbahnlinie. Decr. 763 25-iv-1996.
- Gebäude der Hacienda La Esmeralda. Am Fuß der Cordillera Central. Decr. 763 25-iv-1996.
- Gebäude der Hacienda La Rita. Decr. 763 25-iv-1996.
- Gebäude der Hacienda El Alisal. Vía que conduce del ingenio providencia al corregimiento de rozo, frente a las líneas del ferrocarril. Decr. 763 25-iv-1996.
- Hacienda El Albión. Carretera panamericana a la derecha del tramo comprendido entre El Cerrito e ingenio Providencia. Resol. 1872 28-xii-2000.
- Hacienda El Paraíso. Casa de la sierra y capilla. 42 km von Cali entfernt an der Straße von El Placer nach Santa Elena. Resol. 002 12-iii-1982.
- Hacienda el Trejo Plata. Vía Cerrito - Rozo, desviación cerca a la vuelta el vapor. Resolución 1872 28-xii-2000 (declara).
- Hacienda La Aurora. Resolución 1872 28-xii-2000 (declara).
- Historischer Stadtkern El Cerrito. Ley 163 del 30-xii-1959 (declara).

Florida
- Gebäude der Hacienda Perodias. Decreto 763 del 25-iv-1996 (declara).
- Gebäude der Hacienda La Concordia. Decreto 763 del 25-iv-1996 (declara).
- Gebäude der Hacienda Garciabajo. Umgebung der Cordillera im ebenen Teil zwischen Corinto und Miranda. Decreto 763 del 25-iv-1996 (declara).
- Gebäude der Hacienda El Hato. Valle del alto Cauca. Decreto 763 del 25-iv-1996 (declara).
- Gebäude der Hacienda la aurora. 1,5 km vom Plaza principal del municipio entfernt an der vía Panamericana. Decreto 763 del 25-iv-1996 (declara).
- Gebäude der Hacienda la industria. Decreto 763 del 25-iv-1996 (declara).

Guacarí
- Casa cural. Gebäude der Hacienda. Decreto 738 del 22-iv-1976 (declara).

Palmira
- Kirche Catedral de Nuestra Señora del Rosario del Palmar. Catedral de Palmira. Calle 30 29-69 esquina. Decr. 1907 2-xi-1995.
- Gebäude der Alcaldía. Resol. 1875 28-xii-2000.
- Alter Teil der landwirtschaftlichen Fakultät der Universidad Nacional. Decr. 1756 26-ix-1996.

Palmira (Amaime)
- Hacienda La Concepción. Resol. 002 12-iii-1982.

Toro
- Kirche Iglesia de Nuestra Señora del Carmen. Resol. 002 12-iii-1982.

Yotoco
- Gebäude der Hacienda Hatoviejo. Piedemonte cordillera Occidental. Decr. 763 25-iv-1996.
- Gebäude der Hacienda Garzonero. Decr. 763 25-iv-1996.